# ناصرالدین‌شاه
ناصرالدین‌شاه قاجار (۱۷ ژوئیهٔ ۱۸۳۱ – ۱ مهٔ ۱۸۹۶) چهارمین شاه ایران از دودمان قاجار بود. وی فرزند محمدشاه و ملک‌جهان خانم بود. ناصرالدین‌شاه از ۱۸۴۸ تا ۱۸۹۶ میلادی با ۵۰ سال پادشاهی، طولانی‌ترین دورهٔ پادشاهی در میان تمامی شاهان قاجار را داراست. وی به افتخار نیم قرن سلطنت بر ایران، خود را «صاحبقران» نامید.
حکومت ناصرالدین شاه آخرین حکومت در ایران با شیوهٔ پادشاهی مطلقه بود. او نخستین پادشاه ایرانی بود که در رأس هیئت حاکمه عازم اروپای نوین شد. سید علی‌محمد باب، مؤسس آئین بابی به‌دستور او تیرباران شد. ناصرالدین شاه نخستین صدراعظم خود امیرکبیر را که اصلاحات اداری، مالی و فرهنگی مهمی انجام داده بود، به قتل رساند. ناصرالدین‌شاه در اردیبهشت ۱۲۷۵ خورشیدی و در آستانهٔ مراسم پنجاهمین سال پادشاهی‌اش به‌ضرب گلوله در سن ۶۴ سالگی توسط میرزا رضا کرمانی که یکی از پیروان سید جمال‌الدین اسدآبادی بود، ترور شد. او را در حرم شاه عبدالعظیم در شهر ری در جنوب شهر تهران به خاک سپردند. در اوایل دههٔ هفتاد، زمانی که موزهٔ گلستان در کاخ گلستان بازگشایی شد، سنگ گور او (که از تخریب توسط نیروهای انقلابی به رهبری صادق خلخالی در امان مانده و به مخزن موزه منتقل شده بود)، در خلوت کریمخانی به نمایش عمومی درآمد.
در دورهٔ حکومت ناصرالدین‌شاه بسیاری از اختراعات، ابداعات، مفاهیم، خدمات و ادارات و سازمان‌های دنیای غرب برای اولین بار وارد ایران شد که می‌توان به دوربین عکاسی، تلگراف، ضرب سکه، چاپ اسکناس و تمبر، انتشار روزنامه، چراغ گازی، راه‌آهن، سازهای موسیقی غربی مانند پیانو، ثبت اسناد رسمی، بانک، پلیس، نیروی دریایی، سالن تئاتر، مدرسه (دخترانه و پسرانه) و دانشگاه (دارالفنون) اشاره کرد. اولین فراماسونری در ایران در سال ۱۲۳۹ خورشیدی و در زمان ناصرالدین‌شاه قاجار وارد ایران شد. به‌درخواست ناصرالدین شاه قاجار درپی قراردادی بین ایران و امپراتوری روسیه (۱۲۵۷ خورشیدی)، نیروی نظامی بریگاد قزاق سازماندهی شد. این نیرو که توسط افسران روسی رهبری می‌شد، عامل مهم گسترش سریع نفوذ روسیه در سال‌های بعد گردید.
ناصرالدین شاه نقش مهمی در گسترش و توسعهٔ رسوم شیعی همانند عزاداری و اجرای تعزیه داشت. او پشتیبان و ترویج‌کنندهٔ تعزیه بود، در سال ۱۲۴۷ خورشیدی فرمان بنای تکیه دولت را صادر کرد که از اصلی‌ترین اقدامات او در گسترش ترویج آئین شیعی به حساب می‌آید. او برای ترمیم، نوسازی و زیباسازی حرم‌های امامان و امامزادگان شیعه از جمله حرم حسین بن علی، حرم عسکریین و علی بن موسی‌الرضا اقداماتی انجام داد. همچنین روز غدیر خم، زادروز علی بن ابی‌طالب و حجت بن الحسن نیز در دورهٔ زمامداری او به شکلی رسمی در زمرهٔ جشن‌های ملی درآمد. ناصرالدین شاه یکی از اولین عکاسان ایرانی بود. او به شعر علاقه داشت و با تخلص ناصر از خود دیوان شعری بر جای گذاشته است. او همچنین نخستین پادشاه ایرانی بود که خاطرات خود را نوشت.

## زندگی

### تولد و خانواده

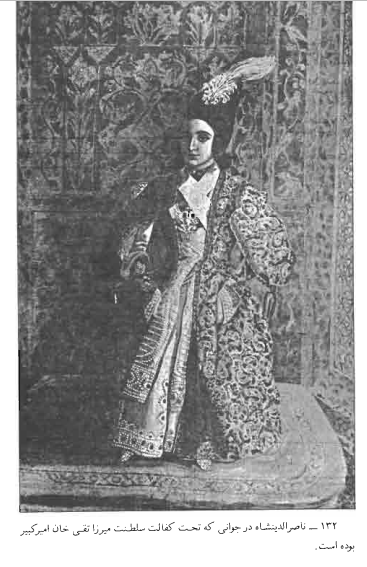
ناصرالدین‌شاه در اوایل جوانی

ناصرالدین‌میرزا در شب ۶ صفر ۱۲۴۷ ه‍.ق (۱۷ ژوئیهٔ ۱۸۳۱ م) در روستای کهنمو در نزدیکی اسکو زاده شد. او سومین فرزند محمدمیرزا و ملک‌جهان خانم بود. محمدمیرزا هنگامی که دوازده سال داشت، در ۱۱۹۸ به‌دستور فتحعلی‌شاه با دخترعمهٔ چهارده‌ساله‌اش ملک‌جهان خانم ازدواج کرد. این ازدواج به‌قصد از بین بردن تفرقه بین شاخه‌های قوانلو و دَوَلو ایل قاجار صورت می‌گرفت. در منابع عصر قاجار، طرح این ازدواج را جزئی از توصیه‌های آقامحمدخان به فتحعلی‌شاه دانسته‌اند.
حضور ملک‌جهان خانم در آن روستا احتمالاً برای گریز از ابتلا به وبا پس از شیوع آن در تبریز بود. در زمان تولد ناصرالدین‌میرزا، پدرش به‌همراه عباس‌میرزا در خراسان مشغول مبارزه با قبایل سنی بود. محمدمیرزا در همان زمان پیروزی بزرگی به دست آورد و ۲۰٬۰۰۰ ایرانی شیعه را که توسط سنیان اسیر شده بودند آزاد ساخت. به‌جهت افتخار به همین پیروزی بود که او، به‌جای یک نام اجدادی، نام پسر تازه‌متولدشدهٔ خود را «ناصرالدین» نهاد. فتحعلی‌شاه که در آن زمان در مرکز ایران بود، اضافه شدن عضوی جدید به خانوادهٔ سلطنتی را با می‌گساری جشن گرفت. در طی چهار سال آینده و با مرگ پیاپی فرزندان خردسال محمدمیرزا، ناصرالدین‌میرزا به بزرگ‌ترین پسر باقی‌ماندهٔ او تبدیل و در نتیجه در آینده ولیعهدش شد. به‌جز ناصرالدین‌شاه، از میان فرزندان محمدمیرزا و ملک‌جهان خانم، تنها عزت‌الدوله بود که تا بزرگسالی زنده ماند.

### ولایت عهدی

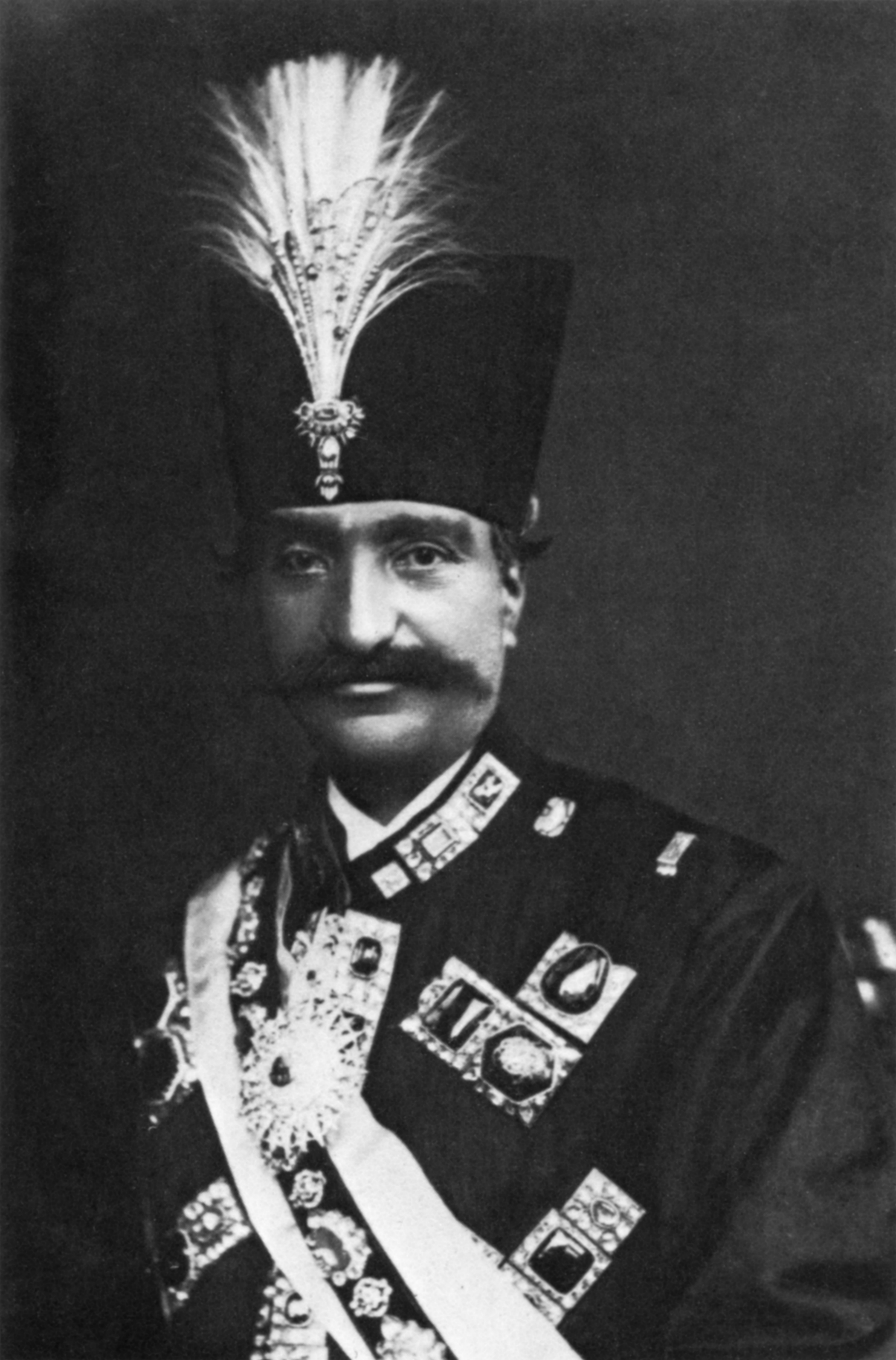
ناصرالدین‌شاه پادشاه ایران در آتلیه نادار

فرمان ولیعهدی ناصرالدین میرزا در سال ۱۲۵۱ هـ ق در تبریز خوانده شد. بهمن میرزا و قهرمان میرزا، برادران محمدشاه، به‌بهانهٔ سن کم ناصرالدین، او را شایستهٔ داشتن عنوان ولیعهدی نمی‌دیدند. آصف‌الدوله، دایی محمدشاه، هم مصمّم بود از ولیعهدی ناصرالدین جلوگیری کند تا عِرق سلطنت از خاندان دولو قطع نشود. سرانجام ولیعهدی ناصرالدین زمانی تأیید شد که قهرمان میرزا را به کفالت حکومت آذربایجان منصوب کردند که در واقع تأیید ضمنی ولایت او بر ولیعهد کوچک بود.
نخستین وظیفهٔ رسمی ولیعهد، سفر به ایروان برای ابلاغ تهنیت پدرش به نیکلای اول بود که در آن هنگام در قفقاز از ولایات تازه‌تسخیرشده بازدید می‌کرد. در هنگام ملاقات، تزار ولیعهد را روی زانوی خود نشاند و به نشان محبت انگشتر الماس خود را به او بخشید. محمد شاه پسر هشت‌سالهٔ خود ناصرالدین میرزا را به همراهی میرزا محمدخان امیرنظام زنگنه و میرزا تقی‌خان فراهانی وزیر نظام (امیر کبیر) و یکی از روحانیون و جمعی از اعیان و درباریان ولیعهد به ایروان فرستاد و آن هیئت در رجب ۱۲۵۳ ه‍.ق (۱۸۳۷ م) به ایروان رسیدند.
محمدشاه در تابستان ۱۲۱۵ هـ.ق ناصرالدین را به پایتخت فراخواند. در آن هنگام او نزدیک پنج سال بود که پدرش را ندیده بود. در تابستان ۱۲۶۱ هـ.ق ولیعهدِ چهارده‌ساله، با دخترعموی پدرش، گلین، ازدواج کرد. نخستین ازدواج ناصرالدین، به‌معنای رسیدن او به سن بلوغ بود که ضرورت انتصاب نایب‌السلطنه را از بین می‌برد، چرا که دیگر ولیعهد صغیر محسوب نمی‌شد. در ۱۲۶۳ هـ.ق بهمن میرزا به روسیه فرار کرد و محمدشاه، ناصرالدین را به‌درخواست خودش حاکم آذربایجان کرد. در این مدت ولیعهد با مسائل جدی حکمرانی آشنا شد. در همین زمان، باب را به‌فرمانِ حاجی میرزا آقاسی برای محاکمه و تفتیش عقاید به تبریز آوردند و مجلس محاکمه در حضور ناصرالدین صورت گرفت.

### تاج‌گذاری و آغاز سلطنت

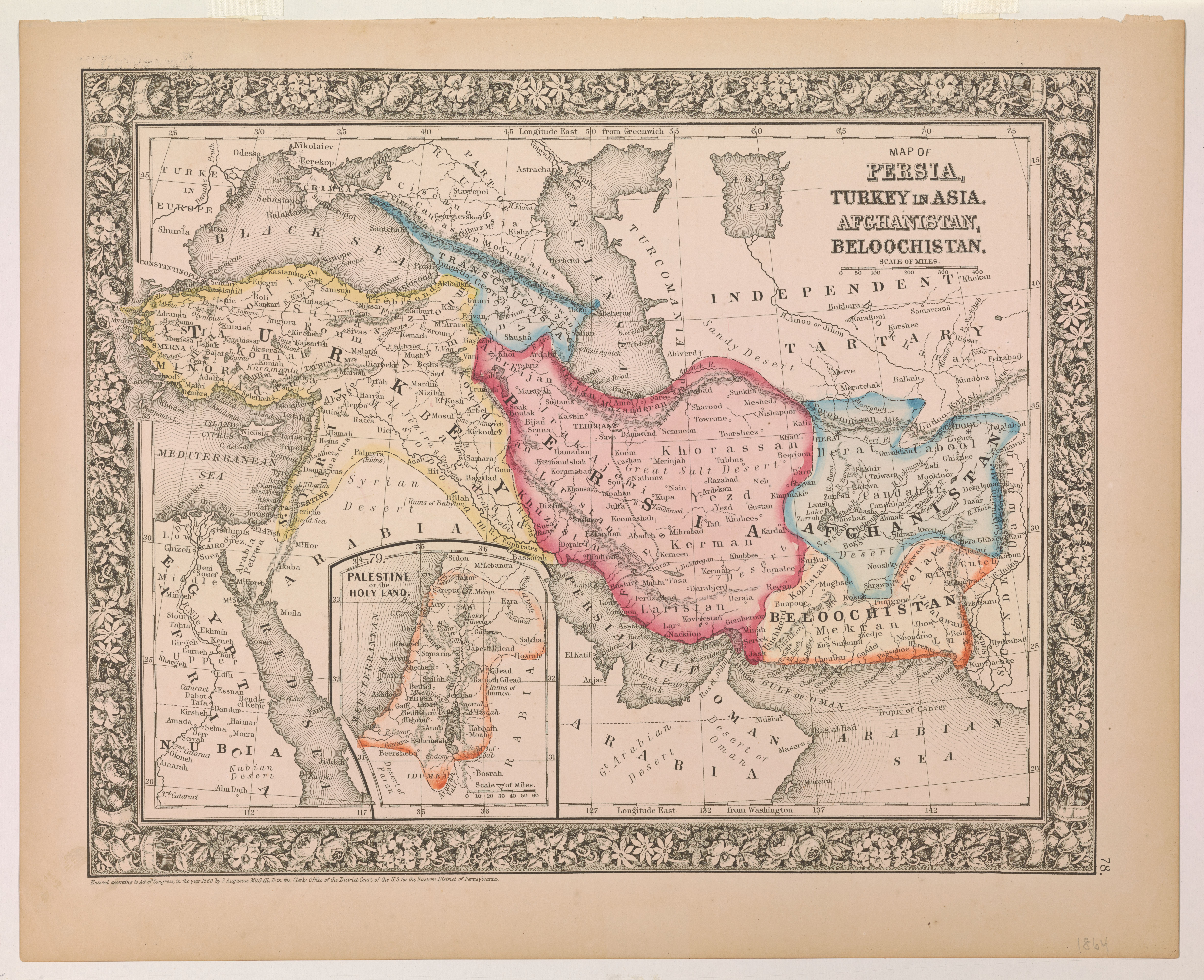
قلمرو ایران (قرمز رنگ) در دوره سلطنت ناصرالدین شاه، کشیده شده در سال ۱۸۶۰ میلادی.

هنگامی که محمدشاه که سال‌ها با بیماری نقرس دست به گریبان بود در سال ۱۲۲۷ خورشیدی در ۴۱ سالگی از دنیا رفت، کشور گرفتار شورش بود و تنها بخش آرام ایران آذربایجان شمرده می‌شد. در این زمان ناصرالدین میرزای ولیعهد، که آن زمان هفده ساله بود؛ در تبریز به سر می‌برد و مدعیان پادشاهی از هر سو سر برآورده بودند. حاجی میرزا آقاسی وزیر محمد شاه که توانایی آرام نگاه داشتن تهران را نداشت به حرم عبدالعظیم پناهنده شد و بست نشست و مادر قدرتمند ناصرالدین‌شاه مهدعلیا خودش به تنهایی تمامی کشور را اداره کرد و وزیر محمد شاه را عزل کرد و شورش‌ها را آرام و تمامی خائنان را مجازات کرد و برای ۴۵ روز حاکم ایران بود. سفیر دولت روسیه که خود را ناگزیر می‌دید از ولیعهد حمایت کند فوراً به وسیله قاصد خود به کنسول خود در تبریز بهنام آنشکوف پیام داد و خبر فوت محمد شاه و اوضاع تهران را به وی اطلاع داد. در این زمان ناصرالدین میرزا با پشتیبانی میرزا تقی‌خان امیرنظام (امیرکبیر) راهی تهران شد و پیش از رسیدن به شهر، میرزا تقی‌خان را لقب اتابک اعظم داد و او را صدراعظم خود گردانید. با رسیدن به تهران در همان سال ناصرالدین‌شاه به پادشاهی ایران رسید و مادرش مهدعلیا را به‌خاطر شایستگی و توانایی در ادارهٔ مملکت به عنوان یکی از مشاوران اصلی قرار داد و به او احترام گذاشت. ناصرالدین‌شاه هم همانند پدرش توسط صدراعظمش به تخت نشست و سپس وی را به قتل رساند.
ناصرالدین‌شاه در شب ۲۲ شهریور ۱۲۲۷ش (۱۴ شوال ۱۲۶۴ق) بر تخت نشست و از آن پس تا زمان مرگش در جمعه ۱۲ اردیبهشت ۱۲۷۵ش (۱۷ ذی‌القعدهٔ ۱۳۱۳ق) شاه ایران بود.

### عشق بهجیران

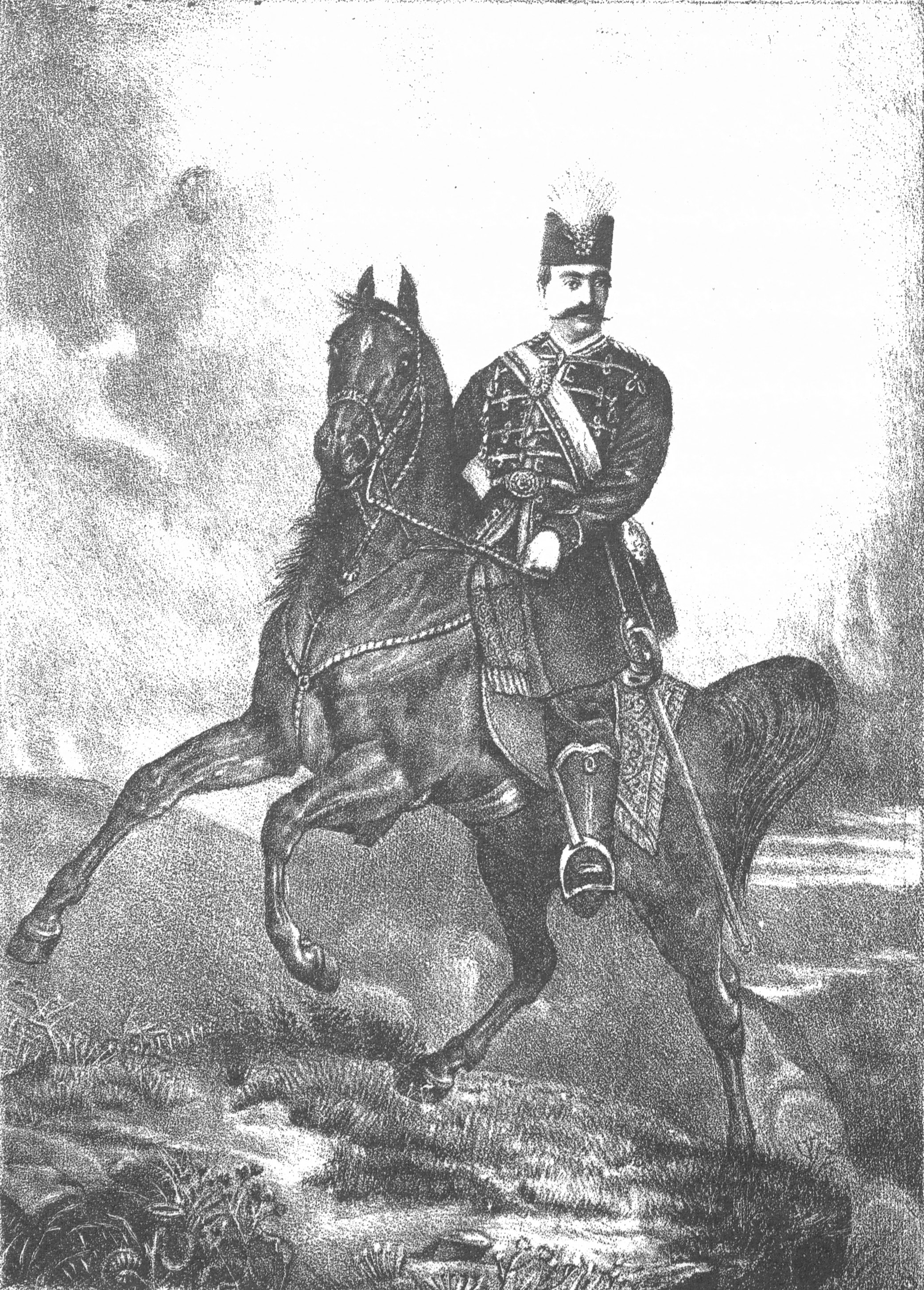
ناصرالدین‌شاه (اثر ابوتراب غفاری)

احتمالاً برای نخستین بار ناصرالدین‌شاه، جیران را در هنگام شکار در نواحی کوهسار در حدود سال ۱۲۶۸ قمری (اندکی پس از قتل امیرکبیر) دید و به او علاقه‌مند شد. شیفتگی او به شکار و رفتار جسورانه او که برخلاف حجب معمول زنان حرمسرا بود، او را بیش از پیش مورد توجه شاه قرار داد. برطبق گفته‌های دوستعلی معیری (نوه ناصرالدین‌شاه):
«جیران هنگام سواری چکمه به پا می‌کرد و روبنده را گرد سر پیچیده به چالاکی بر زین می‌نشست. گروهی انبوه از تفنگدار، قوشبان، نوکر و چاپلوس در رکابش سوار می‌شدند و از دور همه را گمان می‌رفت که کبکبه شاهانه است. در شکارگاه، قوش مخصوص خود را که «غزال» نام نهاده بود بدست می‌گرفت و برپشت اسب قزلی گلگون به نام «آهو» به قله کوه برآمده، شهباز را در پی کبک می‌افکند.»

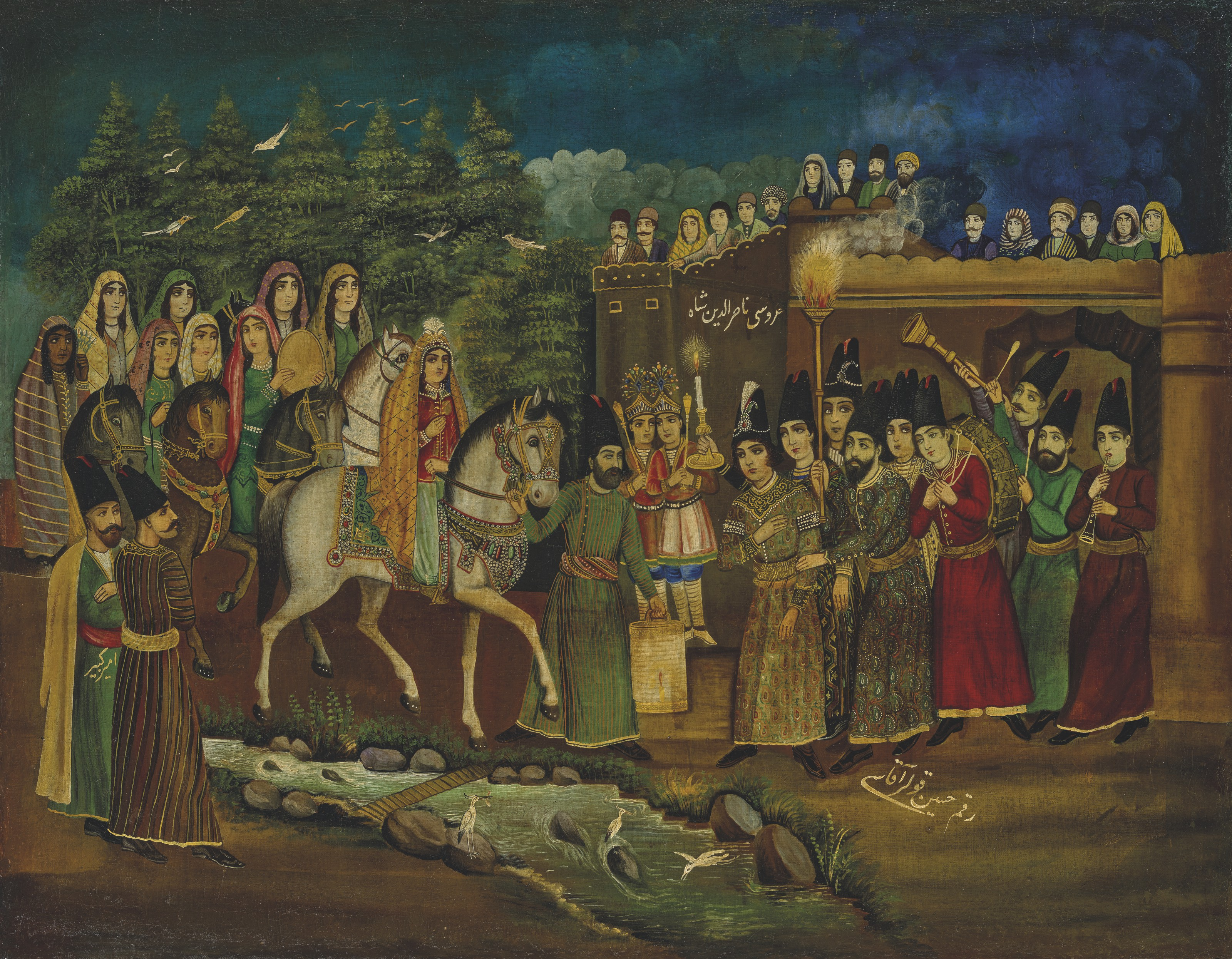
تابلوی رنگ روغن عروسی ناصرالدین‌شاه با جیران، اثر حسین قوللر آقاسی. در سمت چپ تصویر امیرکبیر در لباسی سبزرنگ دیده می‌شود. البته ممکن است این نقاشی تصور ذهن هنرمند باشد؛ چون با توجه به برخی مستندات، امیرکبیر در این زمان به قتل رسیده بود.

اولین پسر جیران محمد میرزا در هشت روزگی درگذشت. در سال ۱۲۶۸ قمری دومین پسر جیران، محمدقاسم میرزا به دنیا آمد و به زودی مورد علاقه زیاد شاه قرار گرفت. زمانی که محمدقاسم میرزا پنج سال داشت، شاه به او لقب امیرنظام داد و به فرماندهی کل قشون ایران منصوبش ساخت. پس از مرگ سلطان معین الدین میرزا، ناصرالدین‌شاه تمایل یافت محمدقاسم میرزا را به ولیعهدی برگزیند. اما نسب غیرقاجار جیران و اینکه او همسر عقدی شاه نبود مانع عملی شدن این تصمیم بود. مقارن شوال ۱۲۷۳ چند تن از رجال معتبر از جمله مستوفی‌الممالک و عزیز خان مکری فهرستی از جرایم نوری تهیه کردند. جیران که می‌خواست نوری را وادار به پذیرش ولیعهدی پسرش کند، با آنان همدست شد و مأموریت یافت تا فهرست جرایم را به نظر شاه رساند. اما او تنها بخشی از موارد را نزد شاه افشا کرد و باقی را برای تحت فشار قرار دادن نوری تا رسیدن به توافق نهایی در خصوص ولیعهدی محمدقاسم میرزا آشکار نکرد. پس از این واقعه نوری جیران را به باغ خود، نظامیه دعوت کرد و به او قول داد تمام تلاشش را برای ولیعهدی امیرنظام بکند. با حمایت نوری از جیران، مهدعلیا که مخالف جدی ولیعهدی امیرنظام بود از او روگرداند. سرانجام در محرم ۱۲۷۴، ولیعهدی امیرنظام رسماً اعلام شد. چندی بعد امیرنظام بیمار شد و مخالفان چنین شهرت دادند که نوری ولیعهد را مسموم کرده است و جیران و شاه را بار دیگر به نوری بدگمان ساختند. امیرنظام تنها یک هفته پس از ولیعهدی جان سپرد و ناصرالدین‌شاه را در اندوه عمیقی فرود برد، تا جایی که به گزارش پولاک «شاه از شدت اندوه از خود بی‌خود شده سر به دیوار می‌کوفت و چند روز لب به غذا نزد». پس از این واقعه تحریکات مخالفان نوری ادامه یافت تا آنکه در بیستم محرم ۱۲۷۵ در یکی از سفرهای ییلاقی شاه، در دره سوهانک اهالی یکی از روستاها جسد مردی از بستگان جیران را برسر راه شاه قراردادند و مدعی شدند که او بر اثر ظلم میرزا آقاخان نوری مقتول شده است. شاه از این منظره متأثر شد و در غروب همان روز پس از بازگشت به نیاوران فرمان عزل نوری را صادر کرد.

### همسران و فرزندان
ناصرالدین‌شاه در طول حیات خود هشتاد و نه همسر (شش تن عقدی) و بیست و هفت فرزند داشت. زن‌های عقدی او به‌ترتیب: گلین خانم دختر شاهزاده احمدعلی میرزا، خجسته خانم تاج‌الدوله دختر شاهزاده سیف‌الله میرزا، شکوه‌السلطنه دختر شاهزاده فتح‌الله میرزا شعاع‌السلطنه، ستاره خانم دختر محمدحسن خان تبریزی، جیران خانم فروغ‌السلطنه دختر محمدعلی خان تجریشی، سرورملک خانم سرورالسلطنه دختر شاهزاده امام‌قلی میرزا عمادالدوله
- ستاره خانم تبریزی در سال ۱۲۷۳ ه‍.ق طلاق داده شد و عقدش را به فروغ‌السلطنه دادند.
- فروغ‌السلطنه، سرورالسلطنه و شکوه‌السلطنه به ترتیب در زمان حیات ناصرالدین شاه درگذشتند.[۲۹]

### ببری خان و عزیزالسلطان

ناصرالدین‌شاه (نشسته در طرف راست) و عزیزالسلطان (ایستاده) در شکارگاه

در اواخر دهه ۱۳۰۰ قمری ناصرالدین‌شاه رفته رفته به وظایف سلطنت بی‌اعتناء می‌شد و بیش از پیش به انزواء و علاقه‌های خود در اندرونی پناه می‌برد. اندرون از چند سال قبل شاهد قدرت گرفتن یکی دیگر از همسران شاه بود. زبیده خانم، طفلی یتیم بود، که شاه در بازگشت از سفر به عتبات در گروس خریداری کرده بود، با بهره‌گیری از ضعف‌های شاه و برآوردن خواسته‌های رنگارنگ او، توانسته بود در دل شاه جا باز کند، از او لقب «آمینه اقدس» گیرد و خزانه‌دار مخصوص شاه شود و به رقیبی برای انیس‌الدوله تبدیل گردد. زبیده خانم ابتدا سرپرستی ماده گربه محبوب شاه، ببری خان را بر عهده گرفت؛ به عقیده بعضی او خود علاقه شاه را به این گربه برانگیخت و شاه به گربه چنان دلبست که برایش پرستار مخصوص و مواجب تعیین کرد؛ بچه‌های او را به اعیان و بزرگان هدیه می‌داد و هیچ‌گاه کسانی را که عریضه تقاضای خود را به دم گربه می‌بستند، بی‌پاسخ نمی‌گذاشت. زمانی که رقبای زبیده خانم ببری خان را از میان برداشتند، او برادرزاده خردسال خود، غلامعلی‌خان را به میدان آورد. ناصرالدین‌شاه به زودی غلامعلی‌خان را یگانه مصاحب خود یافت و به او لقب «عزیزالسلطان» بخشید که نشان دهنده محبوبیت وی نزد شاه بود. شاه همچنین او را به اعتبار پدرش «ملیجک» خطاب می‌کرد. شاه برای عزیزالسلطان دستگاه وسیعی ترتیب داده بود و او را همه جا به همراه خود می‌برد. سر و وضع کثیف، رفتار شیطنت‌آمیز و کارهای مبتذل و گستاخی عزیزالسلطان در حضور شاه با آداب تشریفات دربار قاجار و تقید آن به حفظ ارشدیت و سلسله مراتب همخوانی نداشت؛ ولی شاه حرکات او را با آمیزه‌ای از بی‌خیالی و وجد نادیده می‌انگاشت. شاه به خصوص از جانب انیس‌الدوله و زنان اندرونی مورد مذمت قرار می‌گرفت که چرا محبتی را که شایسته است به فرزندانش نشان دهد، به عزیزالسلطان ابراز می‌کند.

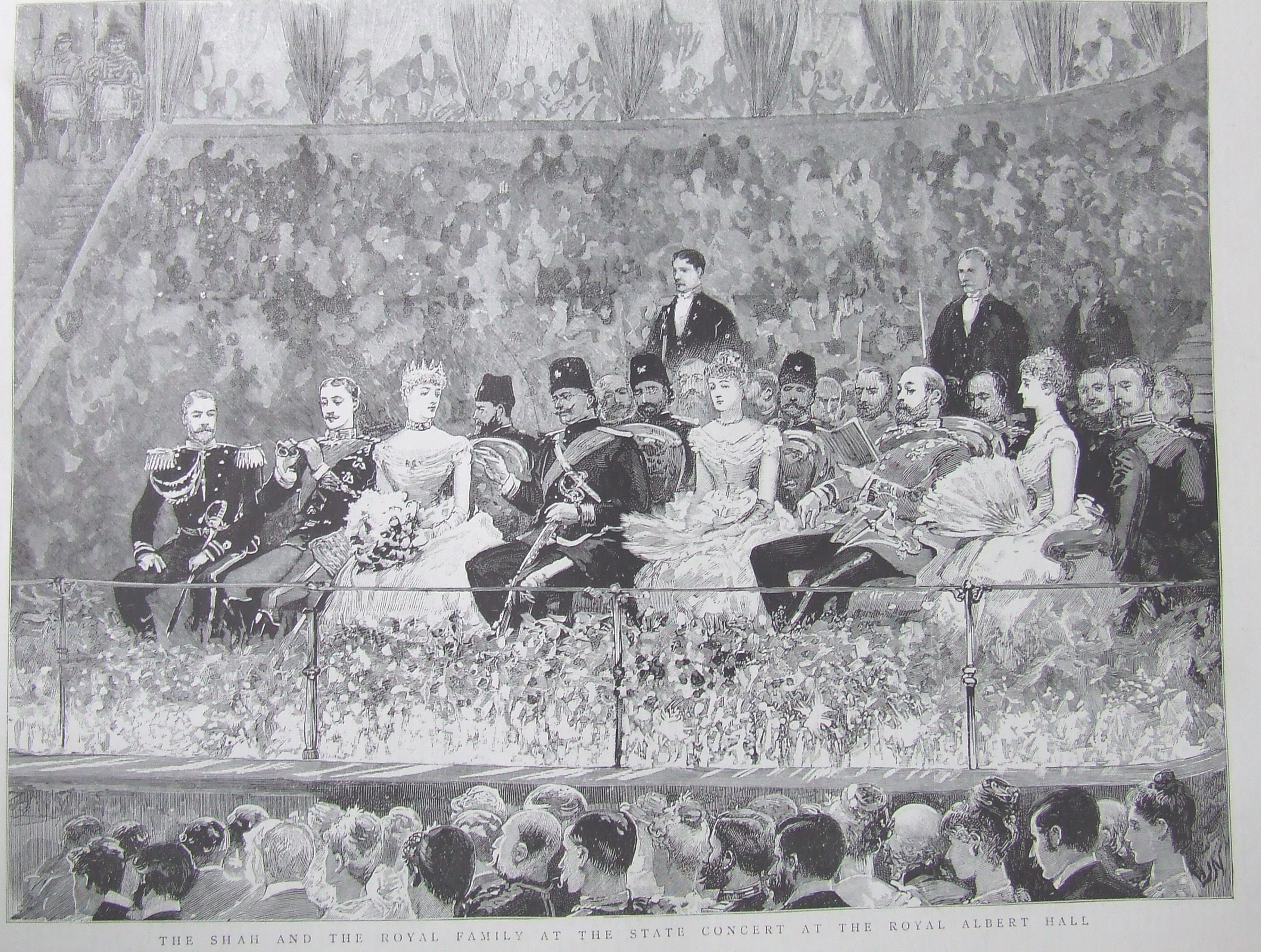
شاه در سفر اروپایی خود در آلبرت هال لندن همراه با سلاطین بریتانیا و روسیه

### خانم باشی و ماه رخسار
در سال ۱۳۰۷ قمری، ناصرالدین‌شاه آمینه اقدس را که بینایی چشمانش را از دست داده بود، برای معالجه به وین فرستاد. این نخستین بار بود که یکی از همسران شاه بدون او به فرنگستان می‌رفت و همین موجب شد که شاه مورد انتقاداتی قرار گیرد و در بین عوام شعرهایی در نقد این تصمیم شاه رایج گردد. پس از صرف هزینه‌های بسیار آمینه اقدس همچنان نابینا به ایران بازگشت، اما شاه همچنان جواهرات خود را به او سپرد و چنان وانمود کرد که گویی هنوز سالم و بینا و مورد علاقه اوست. زبیده خانم در ۱۷ ذی الحجه ۱۳۱۱ بر اثر سکته درگذشت و شاه در اندوه مرگ او سوگواری بسیار کرد.
مقارن ایام بیماری آمینه اقدس، شاه به دختر باغبانباشی باغ اقدسیه - باغی که متعلق به آمینه اقدس بود - دلبستگی یافت و او را به ازدواج موقت خود درآورد. به گفته بعضی شاه از آن رو به خانم باشی علاقه‌مند شده بود که چشمانش شباهت زیادی به چشمان جیران داشت. با فوت زبیده خانم، امین‌السلطان که حامی خود را در حرمخانه از دست داده بود، به دنبال متحدی جدید گشت و با خانم‌باشی همدست شد. دلبستگی شاه به خانم باشی، اغلب با ناز و اعراض او از وصال پاسخ می‌گرفت و ناصرالدین‌شاه، که دیگر تعصبی در حفظ حریم اندرونی نشان نمی‌داد، از او نزد پیشخدمتان بیرونی گلایه می‌کرد و امین‌السلطان را برای شفاعت پیش خانم باشی می‌فرستاد. پس از مدتی، شاه به خواهر دوازده ساله خانم باشی، ماهرخسار، ابراز علاقه کرد. برخلاف خواهر بزرگتر ماه‌رخسار صادقانه به شاه اظهار عشق می‌کرد. خانم باشی که محبت شاه را به خواهر کوچکتر خود می‌دید، به بدسری‌اش می‌افزود و ماه‌رخسار را آزار می‌داد و از دیدن شاه منعش می‌کرد. ماه‌رخسار آزارهای خانم‌باشی را برای ناصرالدین‌شاه بازمی‌گفت و از این راه شاه را بیش از پیش شیفته خود می‌ساخت.

### منش و بینش
ناصرالدین‌شاه به زبان‌های فارسی، عربی، ترکی، فرانسه و انگلیسی مسلط بود و صحبت می‌کرد. شرح مسابقات او در باب زبان در کتاب تاریخی خاطرات اعتمادالسلطنه موجود است.
مخبرالسلطنه دربارهٔ ناصرالدین‌شاه می‌نویسد: «تشریفات مشرق زمین تا آخر دوره ناصرالدین‌شاه برقرار بود و شکوهی داشت. ناصرالدین‌شاه مایل بود با همه طبقات تماس داشته باشد. هر روز در باغ گلستان از طبقات اداری جماعتی جمع می‌شدند، شاه که از اندرون بیرون می‌آمد همه تعظیمی می‌کردند، با بعضی فرمایشات می‌شد.» و در جای دیگر می‌نویسد: «ناصرالدین‌شاه تاریخ و جغرافیا را خوب می‌دانست، روزها سر ناهار از روزنامه‌های خارجه محمدحسن خان اعتمادالسلطنه ترجمه می‌کرد، گاهی هم حکیم‌باشی تولوزان که سر ناهار بود از اخبار می‌گفت. سفرنامه‌ها از برای شاه ترجمه می‌کردند و خوانده می‌شد.» نیز می‌گوید: «به نزدیک‌ترین رجال اعتماد نداشت. با توجهی که ناصرالدین‌شاه به تعالی ملت و دولت داشت و موانعی که در کار می‌دید، می‌شود گفت شاهی بود مستاصل و اواخر مأیوس.»
کارلا سرنا جهانگرد ایتالیایی دربارهٔ او چنین می‌گوید: «از لحاظ افکار مذهبی، بیشتر خرافی است تا معتقد. نخستین مشاور او منجّم اوست؛ بنابراین می‌توان گفت که قسمت اعظم سرنوشت مملکت به دست منجّم باشی است.»

## صدر اعظم‌ها

### امیرکبیر

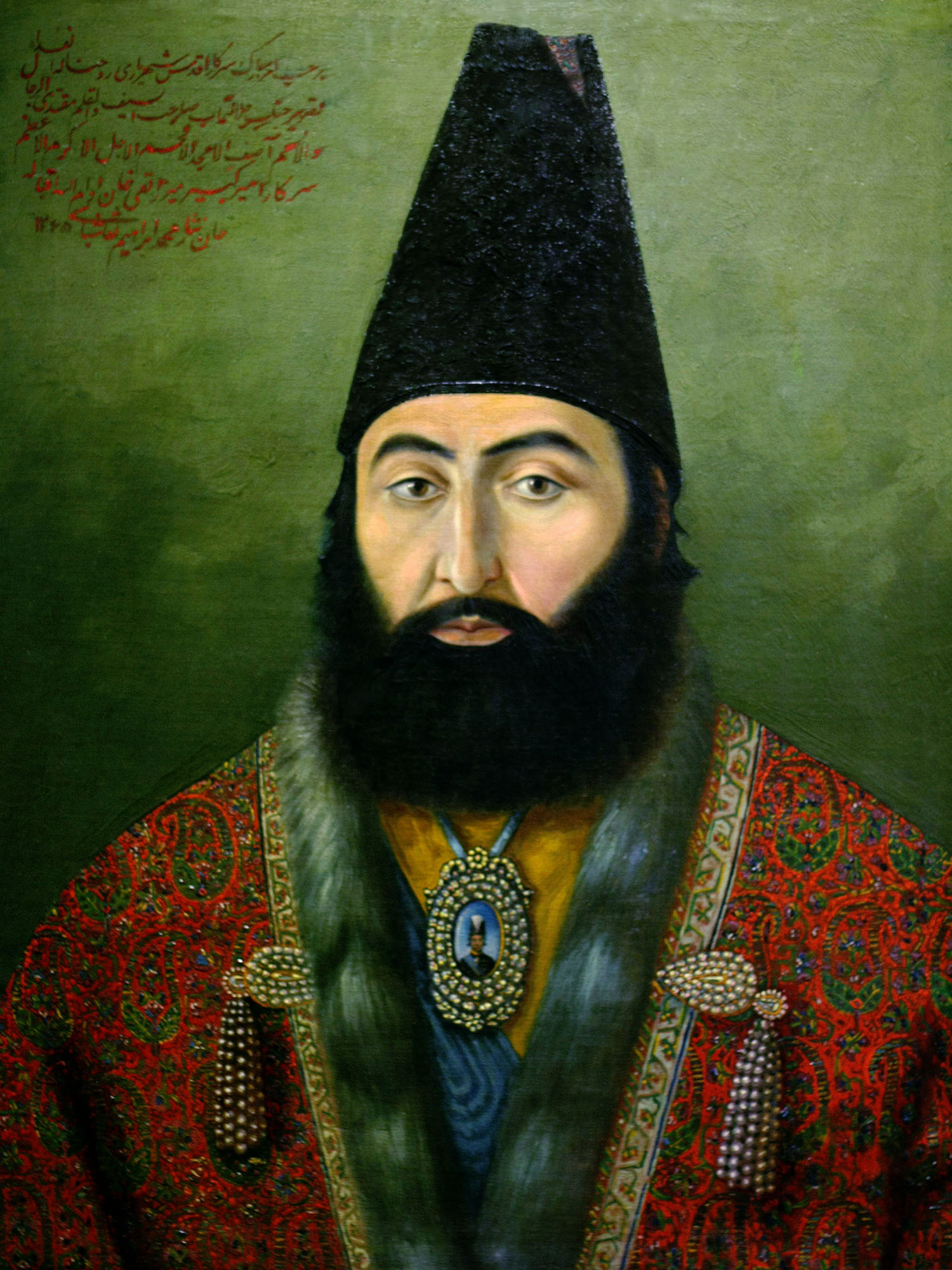
میرزا تقی‌خان امیرکبیر

از پیشامدهای مهم این دوران شورش حسن خان سالار پسر الله‌یار خان آصف‌الدوله صدراعظم فتحعلی شاه بود که پس از پایان پادشاهی محمد شاه سر به شورش برداشته بود. امیرکبیر مرادمیرزا حسام‌السلطنه را برای سرکوب وی فرستاد، که پس از سه سال کشمکش سرانجام این غائله با کشته‌شدن سالار پایان یافت. هم چنین در این دوران سران بابی سرکوب شدند و خود باب نیز تیرباران شد.
هنگامی که امیر و شاه به تهران رسیدند شمار ارتش ایران تنها ۳۰۰ تن بود. امیرکبیر که خود سپهسالار کل ایران بود به نظم و ساماندهی سپاه پرداخت و برای آموزش ارتشیان اقدام به استخدام آموزگار از خارج نمود و به صنعت اسلحه‌سازی رونق داد. او همچنین فرمان حذف لقب‌های اضافی در نامه‌نگاری‌ها را داد و به فرمان او حتی خود وی را نیز تنها با لقب جناب می‌خواندند. وی هم چنین تلاش کرد جلوی رشوه‌خواری را بگیرد و به درآمد کارکنان دولت سامان دهد.
امیر کبیر به زیباسازی تهران و پیشرفت پایتخت نیز کوشید، در این راستا دست به ساخت بازار امیر و کاروانسرای امیر و تیمچه‌های نو زد. همچنین به پاکیزگی گرمابه‌ها رسیدگی کرد و در اندیشهٔ کشاندن بخشی از آب رود کرج برای آشامیدن مردم تهران بود که دورهٔ زمامداری‌اش به پایان رسید و این طرح و دیگر اندیشه‌هایش ناکام ماند.
اقدامات امیر کبیر که به سود تودهٔ ایرانیان و به زیان شاهزادگان، دارایان، ملاها و اشراف بود، خشم این دسته‌ها را برانگیخت و چون امیر جلوی دست‌اندازی مهد علیا را نیز در کارهای کشور گرفته‌بود، همه ایشان به گرد او جمع شدند. مهد علیا می‌کوشید تا میرزا آقاخان نوری را که در آن زمان وزیر لشکر بود جایگزین امیر کبیر کند. پس شاه را انگیخت تا امیر را کنار بزند، اگرچه شاه جوان در آغاز در برابر خواسته ایشان ایستادگی کرد. اما اندک‌اندک از ۱۲۶۷ قمری میان شاه و امیر کبیر به هم می‌ریخت و شاه دچار بدگمانی به صدراعظمش می‌شد. اختلاف نظر میان شاه و امیر بالا می‌گرفت، برای نمونه یک بار شاه یکی از برادرانش را به فرمانروایی قم فرستاد ولی امیر او را بازگرداند و شاه که دلش از این کار امیر کبیر تیره شده بود او را باز به قم فرستاد. این‌گونه بود که شاه امیر کبیر را از صدر اعظمی کنار گذارد و او را به فرمان‌روایی کاشان گمارد؛ ولی کمی پس از آن که سفیر روسیه دست به اقداماتی نظامی به ظاهر به سود امیر کبیر زد، ناصرالدین‌شاه که بیمناک شده‌بود، امیر را به باغ فین در کاشان فرستاد و چندی پس از آن امیرکبیر به فرمان شاه به قتل رسید.
قتل امیرکبیر در ماه ربیع‌الاول سال ۱۲۶۸ (قمری) اتفاق افتاد. پس از کشتن امیرکبیر عزمی که او در باب تغییر و تحول دستگاه دولتی قاجار از خود نشان داده بود تکرار نشد، ولی وی باعث شد ناصرالدین‌شاه تا حدودی به اصلاحات علاقه‌مند شود. سیاست‌های خارجی و داخلی ناصرالدین‌شاه نیز در سال‌های بعد تا حدودی متأثر از اقدامات امیرکبیر بود.
احداث و تأسیس دارالفنون
دارالفنون در روز یکشنبه ششم دی ماه ۱۲۳۰ برابر با پنجم ربیع‌الاول ۱۲۶۸ قمری، سیزده روز پیش از قتل امیرکبیر و با حضور ناصرالدین‌شاه، آقاخان نوری صدراعظم جدید و گروهی از دانشمندان و معلمان ایرانی و اروپایی با ۳۰ نفر شاگرد به‌طور رسمی گشایش یافت.
در روزنامه وقایع اتفاقیه آمده است:
در روز یکشنبه پنجم ماه ربیع نخستین از سال ۱۲۶۸ هجری مطابق سنه خامسه از جلوس سعادت مأنوس، مدرسه مبارکه دارالفنون، واقعه در ارک محروسه تهران که بنا و انشاء از سال سابق شروع شده بود بر حسب امر فرمان مطاع افتتاح گردید و از آن تاریخ علوم مستظرف و فنون مستحدث و صنایع مستغرب که حکمای اروپا اساس آن‌ها را در ظرف چندین قرن برپا ساخته بودند در این تأسیس با تقدیس انتشار همی گرفت و اشتهار همی پذیرفت.
در آن زمان هفت معلم اتریشی، آموزش محصلینی را که اغلب از خانواده‌های مهم و بانفوذ بودند، بر عهده داشتند. با وجود آغاز به کار مدرسه عملیات ساختمانی آن تا سال ۱۲۶۹ هجری قمری ادامه داشت. در سال ۱۳۰۴ قمری نیرالملوک وزیر علوم تالار نمایشی در مدرسه ساخت تا مکانی برای اجرای تئاتر باشد. از آن زمان درِ اصلی مدرسه در خیابان همایون بسته و دری به خیابان ناصریه سابق و ناصر خسرو فعلی گشوده شد بعدها با اعتراض سفیر انگلستان به ملیت اتریشی این افراد، چند استاد ایتالیایی، فرانسوی و آلمانی نیز به این افراد اضافه شدند. سه استاد ایرانی طب، عربی و جغرافیا و یک استاد فرانسوی مقیم ایران نیز بزودی به این جمع افزوده شدند.

### مستوفی‌الممالک

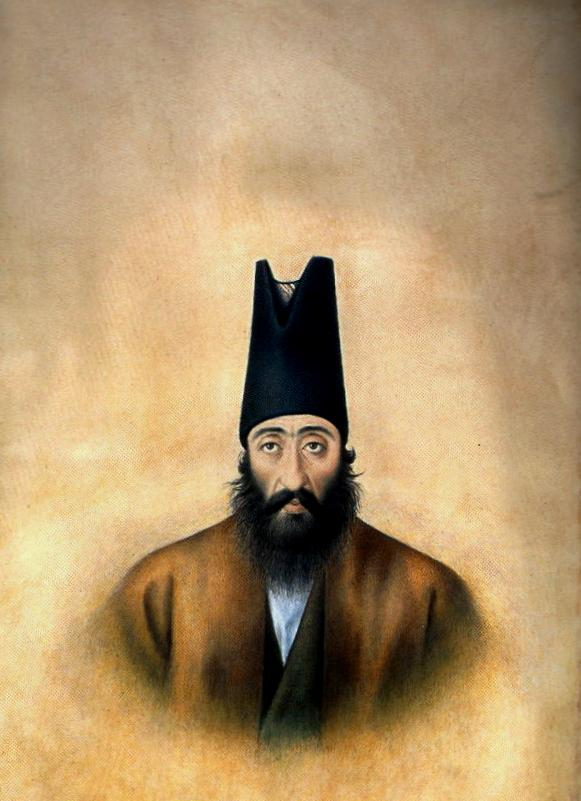
میرزا یوسف آشتیانی (مستوفی‌الممالک)

مدتی پس از بازگشت ناصرالدین‌شاه از فرنگستان، نیروهای نظامی روسیه در ماوراء خزر شروع به پیشروی کردند. دولت بریتانیا تلاش کرد شاه را علیه اقدام روسیه برانگیزاند ولی سپهسالار که اکنون به سیاست‌های روسیه گرایش نشان می‌داد شاه را متقاعد کرد که برای ایران همسایگی با کشور روسیه بهتر از همسایگی با ترکمان‌های غارتگر آخال است. ناصرالدین‌شاه گمان می‌برد روسیه خراسان را از تاخت و تاز ترکمانان در امان می‌دارد و از شنیدن خبر فتوحات نیروهای روسی در سرحدات ایران خرسند می‌شد. از طرف دیگر سپهسالار که می‌پنداشت پشتیبانی روسیه را از خود جلب کرده است، خود را برای بازگشت به مقام صدارت آماده می‌کرد؛ ولی در سال ۱۲۹۷ هجری قمری ناصرالدین‌شاه به‌طور ناگهانی او را از تمام مشاغلش معزول کرد و وزارت خارجه را به میرزا سعیدخان مؤتمن‌الملک سپرد و خود ریاست قشون را در دست گرفت. در شوال ۱۲۹۸ قیام شیخ عبیدالله نهری در مهاباد و ارومیه توجه شاه را به مرزهای آذربایجان جلب کرد. ناصرالدین‌شاه برای سرکوبی قیام نهری تلاش بسیاری کرد و چندین ماه وقت خود را به جهت فراهم آوردن افواج و مهمات صرف ساخت. شکست نهایی شیخ عبیدالله باوجود حمایت دولت عثمانی از او، در دربار قاجار پیروزی بزرگی برای شاه شمرده شد و مورد تمجید و ستایش قرار گرفت. پس از این واقعه، شاه، مظفرالدین میرزا، ولیعهد و حاکم آذربایجان را به جهت پاسخگویی دربارهٔ قدرت گرفتن کردها و شیخ عبیدالله به همراه سپهسالار که مدتی بعد از عزل به وزارت آذربایجان تعیین شده بود، به تهران طلبید و به مظفرالدین میرزا اعلام کرد قصد دارد او را به حکومت کرمان بفرستد، که چنین تصمیمی می‌توانست به معنای سلب ولیعهدی از او تلقی شود. در نهایت ولیعهد مورد عفو شاه واقع شد و به آذربایجان بازگشت و سپهسالار به حکومت خراسان منصوب گشت و به مشهد رفت و در ذی‌الحجه همان سال در آنجا درگذشت. با مرگ سپهسالار مستوفی‌الممالک زمام‌دار اصلی دربار قاجار شد و تا پنج سال آینده یعنی تا هنگام مرگش در ۱۳۰۳ هجری قمری این جایگاه را حفظ کرد. در سال ۱۲۹۹ هجری قمری مؤتمن‌الملک که مسئول مذاکره با دولت روسیه درباب اختلاف‌های مرزی ایران شده بود، قرارداد آخال را به امضای شاه رساند، ولی با این وجود دخالت روسیه در خراسان پایان نپذیرفت. ناصرالدین‌شاه در سال ۱۳۰۰ قمری به خراسان سفر کرد و در نظر او یکی از اهداف این سفر کاستن از نفوذ روسیه در آن منطقه بود.

### میرزا حسین‌خان سپهسالار

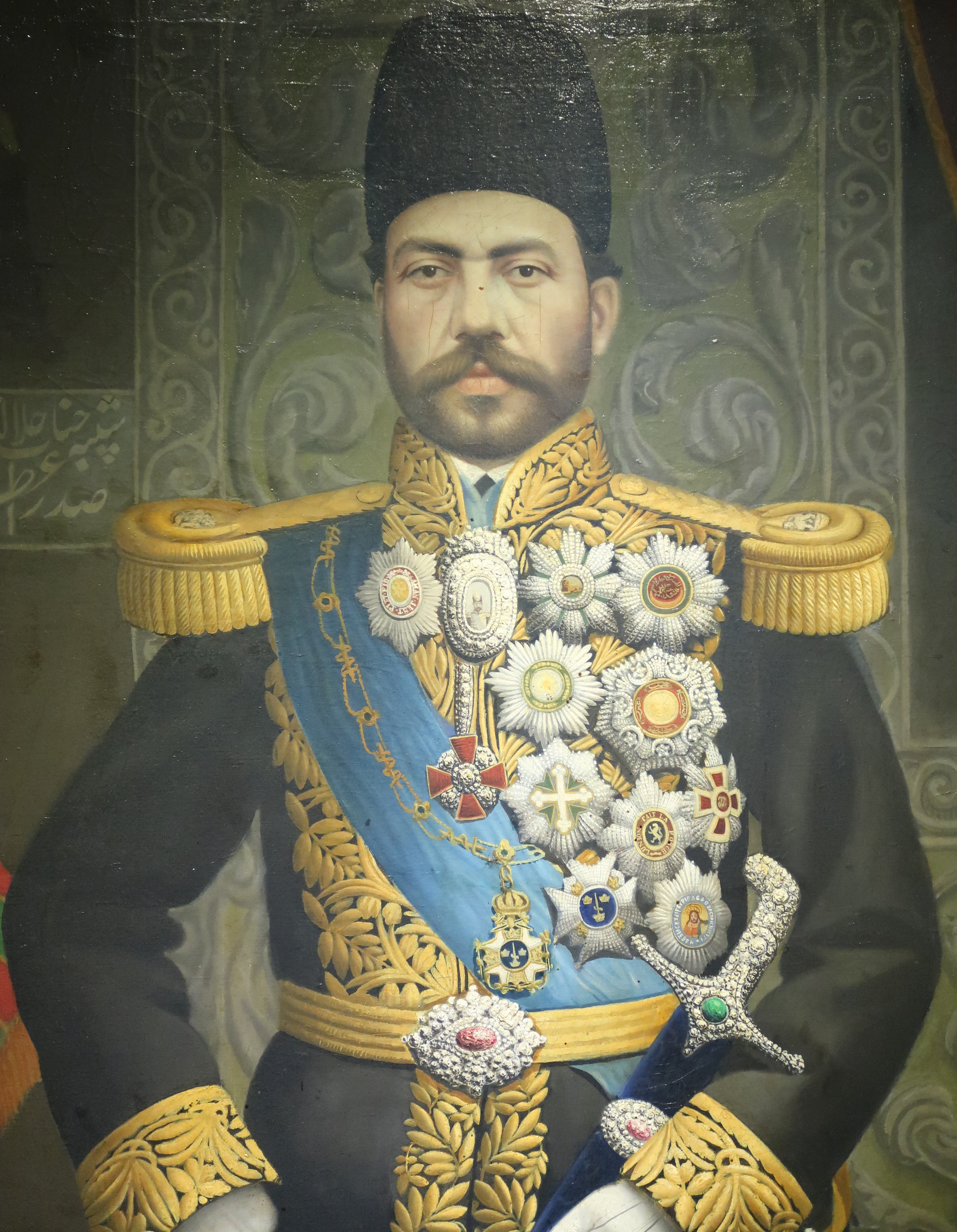
میرزا حسین‌خان سپهسالار

در سال ۱۲۸۷ هجری قمری ناصرالدین‌شاه قصد زیارت عتبات کرد. برای این منظور با میرزا حسین‌خان مشیرالدوله، وزیرمختار ایران در دربار عثمانی، مکاتبه کردند تا مقدمات سفر شاه را فراهم آورد. مشیرالدوله در عراق همه جا در کنار شاه حاضر بود و هرگاه مجالی می‌یافت از لزوم اصلاحات با شاه سخن می‌گفت. در این سفر شاه او را از بازگشت به عثمانی معاف کرد و با خود به ایران آورد و و وزارت عدلیه و اوقاف و وظایف را به او سپرد و سال بعد با لقب سپهسالاری به وزارت جنگ منصوبش ساخت. از دیگر اقدامات شاه پس از بازگشت از این سفر، عزل مستوفی‌الممالک بود که به جناح محافظه کار دربار تعلق داشت. مستوفی‌الممالک که به‌طور موروثی رئیس دیوان استیفا بود، از مدتی قبل به نیابت کامران میرزا، پسر محبوب شاه، نیز منصوب شده بود و رفته رفته اختیارات وسیعی یافته بود که بی شباهت به صدارت عظمی نبود. او پس از عزل به روستای اجدادیش آشتیان تبعید شد. چندی بعد در ۲۹ شعبان ۱۲۸۹ سپهسالار با دستخطی که از جانب شاه صادر شد به صدارت عظمی منصوب گردید. او بیدرنگ دست به اصلاحاتی زد و قرارداد رویتر را به امضای شاه رساند که به موجب آن امتیازهای متعددی از جمله بهره‌برداری از تمام معادن ایران به یک سرمایه‌دار بریتانیایی به نام پل جولیوس رویتر واگذار شد.

### امین‌السلطان

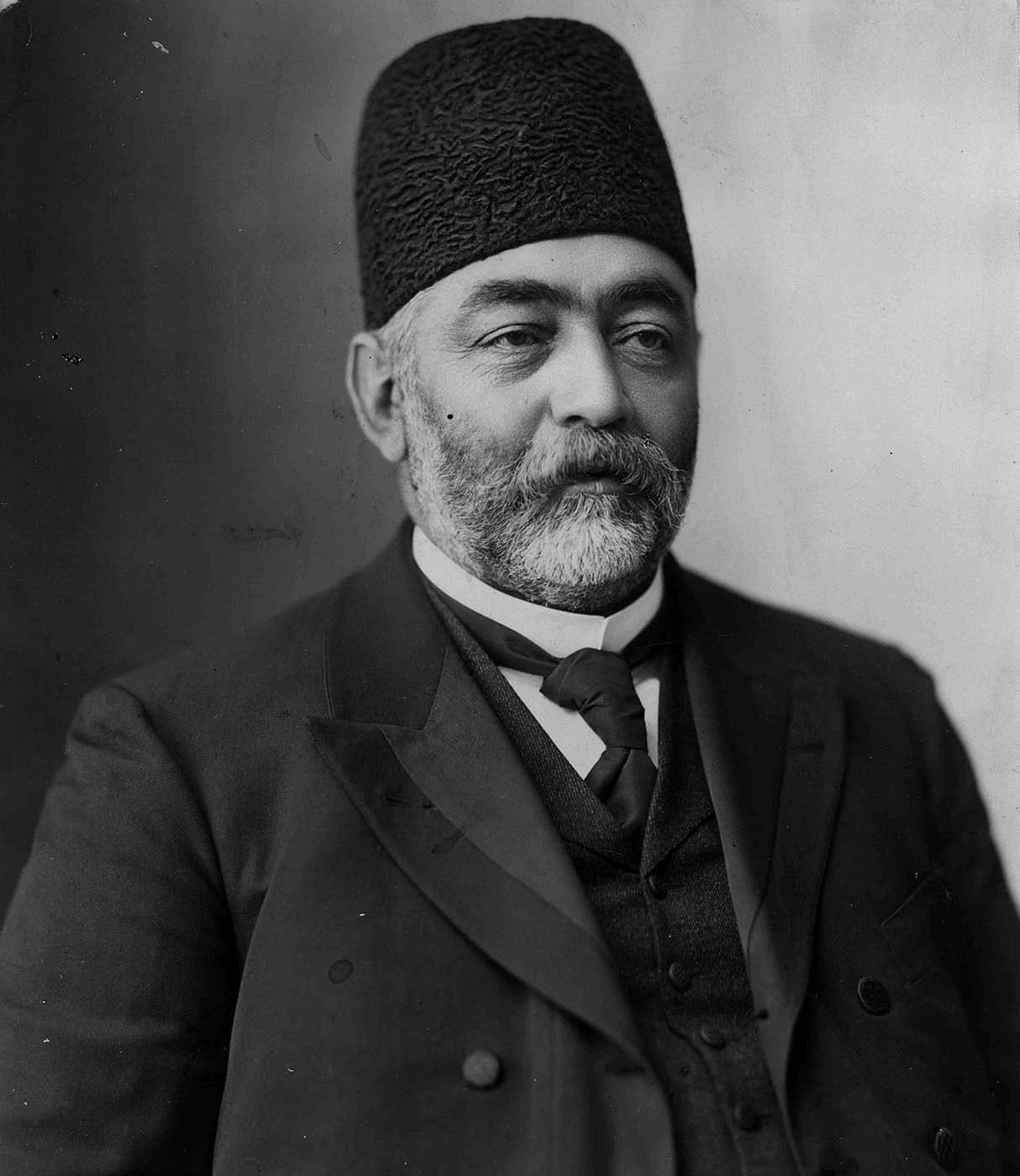
میرزا علی‌اصغر اتابک (امین‌السلطان)

ده سال آخر سلطنت ناصرالدین‌شاه صحنه قدرت طلبی علی‌اصغرخان امین‌السلطان بود. پدر امین‌السلطان آقا ابراهیم خان، از عمله خلوت و آبدارباشی ناصرالدین‌شاه بود که به مرور مورد اعتماد شاه قرار گرفت و مشاغل مهمی از جمله خزانه داری و وزارت دربار را به دست آورد و شاه او را ملقب به امین السلطان کرد. پس از مرگ امین‌السلطان اول در دومین سفر ناصرالدین‌شاه به خراسان، شاه پسر او علی‌اصغرخان را مورد توجه قرار داد و مناصب و لقب پدر را در حق او برقرار کرد. امین‌السلطان اول با آمینه اقدس همدست بود و پس از مرگش، آمینه اقدس علی‌اصغرخان را مورد حمایت قرار داد و سعی کرد او را نزد شوهرش توانمند و کارا نشان دهد. علی‌اصغرخان از دوایر و مناصب متعددی که به زعامت او سپرده شده بود، دستگاه پرمنفعتی به راه انداخت که هم شخص شاه و هم شرکای راغب در آن سهیم بودند. پس از درگذشت مستوفی‌الممالک در ۱۳۰۳ هجری قمری، شاه وزارت داخله را به میرزا عباس خان قوام‌الدوله منتقل کرد و مدتی نگذشت که یحیی خان مشیرالدوله را که پس از درگذشت موتمن‌الملک به وزارت خارجه رسیده بود، عزل و به پیشنهاد علی‌اصغرخان، قوام‌الدوله را وزیر خارجه کرد. قوام‌الدوله برای اداره این شغل دانش کافی نداشت و با دخالت امین‌السلطان امور را اداره می‌کرد. از این راه امین‌السلطان قائم مقام شاه در امورداخلی و خارجی شد. ناصرالدین‌شاه هم که از وزرای مستقل‌الرای دیوانی هراس داشت، بی‌تمایل نبود کسی از عمله خلوت شاهی را در این مقام والا ببیند.
امین‌السلطان علی‌رغم میل شاه، امتیاز بانک شاهنشاهی ایران را از ناصرالدین‌شاه گرفت و با او به سومین سفر فرنگستان رفت. در این سفر شاه قرارداد رژی را به جرالد تالبوت داد و امتیاز لاتاری را به میرزا ملکم خان ناظم‌الدوله، سفیر ایران در لندن، واگذار کرد. شاه مدتی پس از بازگشت از سفر فرنگستان، در ۱۳۰۸ هجری قمری، بر قرارداد رژی دستینه گذاشت و امتیاز لاتاری را به بهانه مغایرت لاتاری با دستورهای شرع اسلام لغو کرد. قرارداد رژی بهانه‌ای به دست مردم داد تا اعتراض خود را به هرج و مرج و فساد با قیامی در مخالفت با واگذاری این امتیاز ابراز کنند. قیام تنباکو، که با فتوای میرزا حسن شیرازی مبنی بر حرمت استعمال توتون و تنباکو همراه شد، در تهران به شورش عمومی انجامید. در اندرون کاخ گلستان نیز، انیس‌الدوله به پیروی از حکم شیرازی، شرب قلیان را در محوطه حرم ممنوع اعلام کرد. سرانجام شاه و صدر اعظم تسلیم شدند و شاه در ۱۶ جمادی‌الاول ۱۳۰۹ دستور لغو امتیازنامه را صادر کرد.
با شدت گرفتن فشارهای داخلی و خارجی دستگاه آشفته قاجار اواخر عصر ناصرالدین‌شاه نتوانست از تنش‌ها جلوگیری کند. شاه هر روز بیش از پیش به دلیل مشکلاتی که دامنگیر کشورش بود مورد سرزنش قرار می‌گرفت و علایم خستگی و دلسردی در رفتار شاه آشکار می‌شد.

## سفرها به فرنگستان

### نخستین سفر

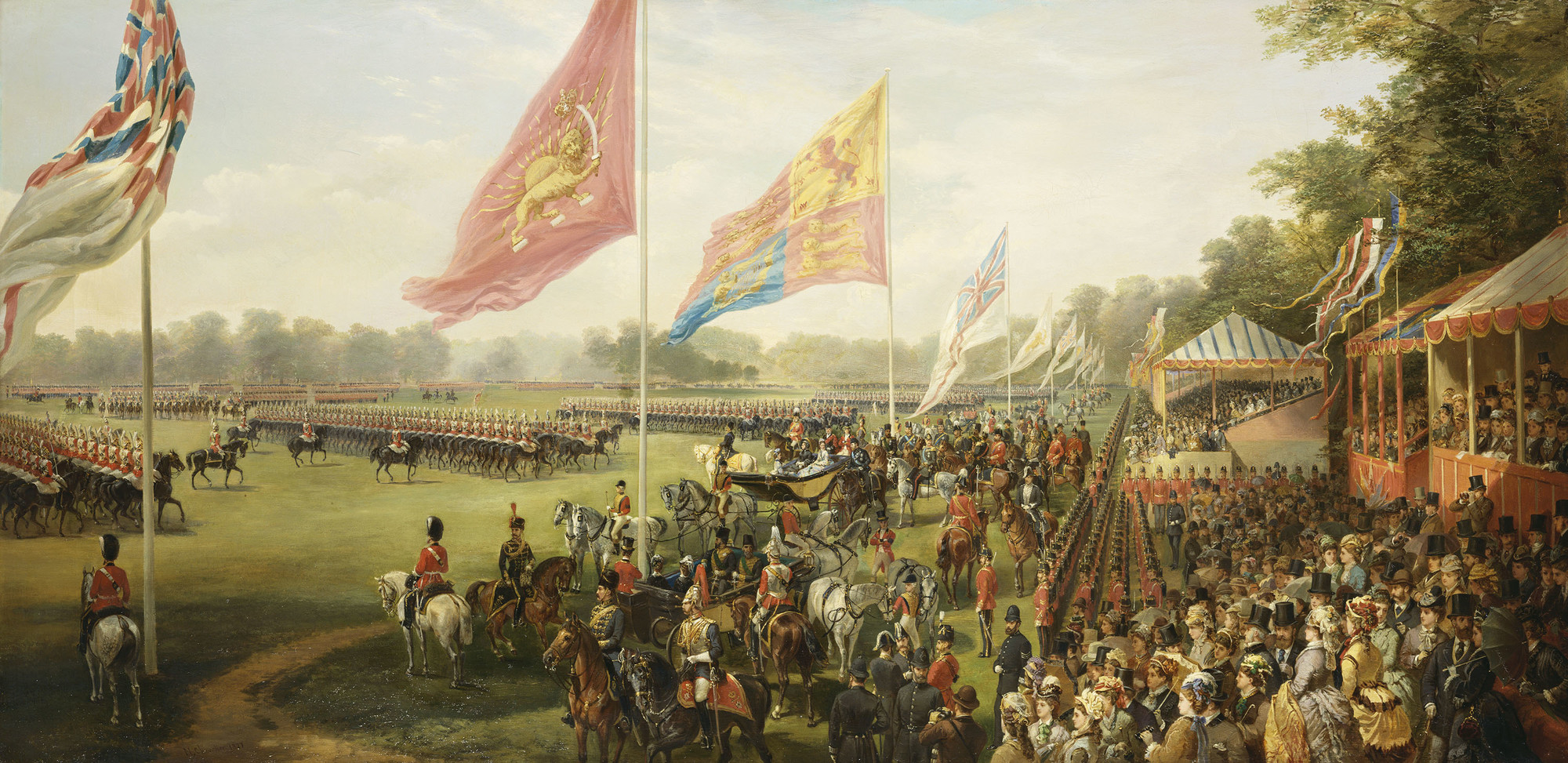
رژه نظامی به افتخار ناصرالدین‌شاه، پارک بزرگ وینزر، بارکشر، انگلیس، ۲۴ ژوئن ۱۸۷۳

ناصرالدین‌شاه در سال ۱۲۹۰ به پیشنهاد سپهسالار عازم سفر به اروپا شد. سپهسالار قصد داشت پیشرفت کشورهای اروپایی را به شاه نشان دهد و ضعف ایران را در برابر آنان برای او آشکار کند. مدتی پیش از سفر، علما مأمور شدند تا محاسن سفر شاه را به مردم گوشزد کنند. شاه به غیر از رجال و ملازمان، تعدادی از زنان حرمسرا را نیز به همراه برد. در میان این افراد انیس‌الدوله یکی از همسران شاه از طبقه فرودست که پس از مرگ جیران مورد توجه شاه قرار گرفته بود نیز حضور داشت. به زودی زنان مشکلاتی در طول سفر پیش آوردند و شاه ناچار شد آنان را به همراه تعدادی از ملازمان که وجودشان مناسب چنین مسافرتی نبود از مسکو به تهران بازگرداند.

ناصرالدین‌شاه در نخستین سفر به فرنگستان در بریتانیا

پس از روسیه شاه از راه ویلنا و کونیگسبرگ به برلین رفت و پس از ملاقات با ویلهلم یکم، امپراتور آلمان و بیسمارک، صدراعظم آن کشور، از راه فرانکفورت، کلن و آخن عازم بلژیک شد. در بروکسل، لئوپولد دوم، پادشاه بلژیک، از او استقبال کرد. چند روز بعد هیئت مهمانداران انگلیسی وارد پایتخت بلژیک شدند و شاه را به انگلستان بردند. در انگلستان، ناصرالدین‌شاه از بدو ورود به بندر دوور تا پای پله‌های کاخ باکینگهام از طرف پسران ملکه ویکتوریا و بعضی رجال درباری مورد استقبال قرار گرفت و سه روز پس از ورود به لندن، به ملاقات ملکه رفت. در این ملاقات ملکه تا پای پله کاخ به استقبال شاه آمد. شاه همچنین از طرف ملکه به دریافت نشان بند جوراب، بالاترین نشان افتخار انگلستان مفتخر شد. پس از بریتانیا از راه دریای مانش به فرانسه رفت و در پاریس با پاتریس دو مک ماهون، رئیس‌جمهور فرانسه، ملاقات کرد و سپس از راه سوئیس و ایتالیا عازم وین شد. در ایتالیا با ویکتور امانوئل دوم ملاقات داشت و در وین مورد استقبال رسمی فرانسوا ژوزف قرار گرفت.
در طول این سفر شاه به مجالس رقص درباری، کنسرت، اپرا و دیگر نمایش‌ها دعوت می‌شد. او ساعت‌ها به نطق‌هایی گوش می‌کرد که در مراسم رسمی به افتخار حضور او خوانده می‌شد و او از مفاد آن جز ترجمه به اختصار چیزی نمی‌فهمید. شاه همچنین در طول سفر با چهره‌های سرشناس، هنرپیشگان و خوانندگان گفت و شنود داشت و حتی گاه با مردم عادی درمی‌آمیخت، کاری که هرگز در ایران امکان انجامش را نداشت.

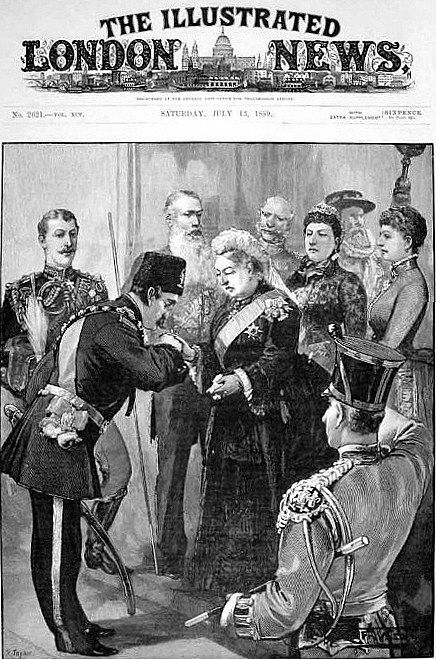
ناصرالدین‌شاه در حال بوسیدن دست ملکه ویکتوریا؛ تصویر روی جلد مجله اخبار مصور لندن در تاریخ ۲۲ تیر ۱۲۸۳ هجری خورشیدی

اما در نهایت شاه از سفر رضایت نداشت. چراکه در طول این مدت مجبور به خودداری، اطاعت و در میانه سفر از مصاحبت همسران خود محروم شده بود. همچنین از جانب امپراتور روس به دلیل انعقاد امتیازنامه رویتر مورد اعتراض قرار گرفته و بر اثر جلال و جبروت دولت‌های اروپایی تحقیر شده بود. شاه باور نمی‌کرد که ایجاد وضعی مشابه ممالک اروپایی در ایران امکان داشته باشد و به سپهسالار می‌گفت: «وضع قوانین جدید و ترقیات حاضره این عصر خیلی مشکل است که بتوان به زودی اجرا کرد.»
این سفرها که در دو دور انجام شد و به غیر از هزینه‌های سنگین که برای حکومت و مردم ایران داشت، دست‌آوردهای مهمی نصیب کشور کرد و آن بهره‌گیری از تجارب و پیشرفت‌های اروپای مدرن بود که در زمینه‌های گوناگون و به طرق مختلف وارد ایران شد. قراردادهایی در زمینه خرید دستگاه‌های ضرب سکه و راه‌اندازی ضرابخانه ماشینی طهران و چاپ اولین تمبرهای پست ایران رهاورد سفرهای ناصرالدین‌شاه به فرنگ بود.
ناصرالدین‌شاه در این سفر از ضرابخانه‌های سن پیترزبورگ، لندن و پاریس نیز دیدن کرد و اکثر ضرابخانه‌های کشورهای میزبان به افتخار ورود شاه ایران به کشورشان مدال‌های یادبودی ضرب کردند.

### دومین سفر
در سال ۱۲۹۵ هجری قمری شاه باردیگر به فکر مسافرت به اروپا افتاد. او اعلام کرد این بار به‌طور ناشناس و به خرج خود سفر خواهد کرد تا بتواند مراتب واقعی ترقی اروپا را که در سفر پیشین به دلیل تشریفات رسمی و پذیرایی دولت‌ها از نظرش پنهان مانده بود، ببیند. روزنامه‌ها و دربارهای اروپایی سفر شاه را با چنین شرایطی مورد تحسین قراردادند؛ ولی ناصرالدین‌شاه به زودی تصمیمش را عوض کرد و تمایل یافت از طرف دولت‌ها از او پذیرایی شود. شاه در این سفر از مسکو، سنت پترزبورگ، وین، برلین و پاریس دیدار کرد و در رجب ۱۲۹۵ به ایران بازگشت. رهاورد شاه از سفر دوم، بریگاد قزاق و پلیس بود که مدتی پس از بازگشت او، به دست نظامیان روسی و اتریشی ایجاد شدند.

## سیاست‌ها و اصلاحات
اغلب اصلاحات و مدرنیزه کردن‌های زمان ناصرالدین‌شاه از زمان نخست‌وزیری امیر کبیر شروع شد. او شورشیان را در اغلب استانهای ایران به‌ویژه در خراسان شکست داد. بودجه کشور را با ایجاد سیستم مالیات متعادل کرد و قدرت روحانیون را محدود ساخت.

### الغای امتیازنامه رویتر
در زمان بازگشت شاه از اروپا، مردم تهران شورش کردند و خواهان لغو امتیازنامه رویتر شدند. انیس‌الدوله و جمعی از علما و شاهزادگان نیز با آنان همراه شدند و برای عزل سپهسالار تلاش کردند. هنگامی که ناصرالدین‌شاه وارد انزلی شد، نامه‌ها و عرایض دربار و علمای تهران به نظر شاه رسید که در آن اشتباهات سپهسالار را — در راس همه اعطای امتیازنامه به رویتر — برشمرده و خواستار عزل او شده بودند. سرانجام سپهسالار به دستور شاه استعفاء داد و به حکومت گیلان فرستاده شد. شاه مستوفی‌الممالک را از تبعید به دربار خواند و در شعبان ۱۲۹۰ سپهسالار را نیز از گیلان خواست و به وزارت امورخارجه منصوبش ساخت و وی را مأمور فسخ امتیازنامه رویتر کرد. در شوال همین سال وزارت جنگ نیز به دستور شاه به سپهسالار تعلق گرفت و از این تاریخ تا ۱۲۹۷ هجری قمری امور دولت به‌طور مشترک میان او و مستوفی‌الممالک تقسیم شده بود.

### قطع روابط با انگلیس

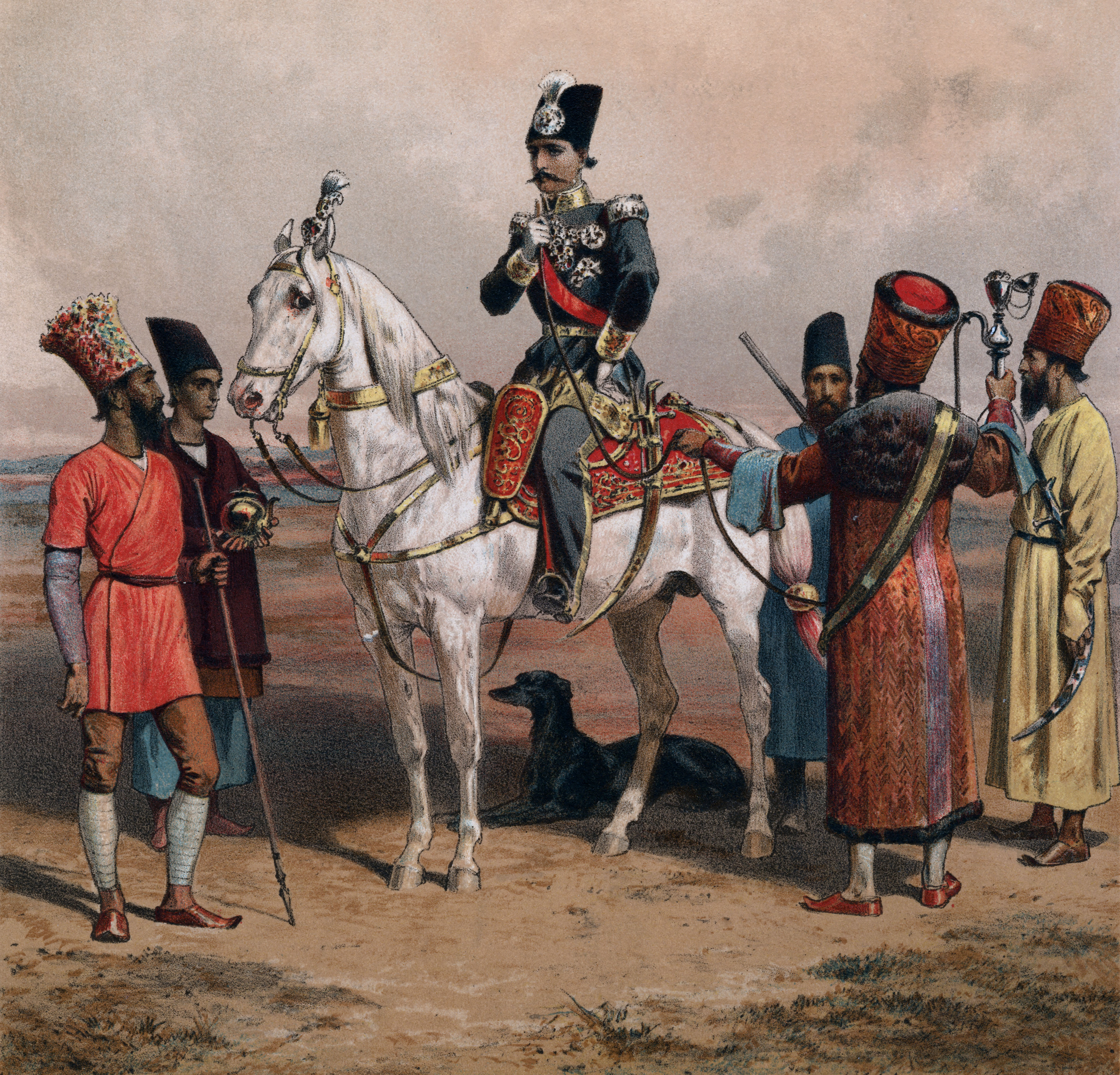
ناصرالدین‌شاه جوان

در اوایل دهه ۱۲۷۰ قمری اعطای تحت‌الحمایگی از طرف دولت بریتانیا به رجال ایرانی و دخالت‌های مکرر سفرای بریتانیا در امور داخلی ایران، ناصرالدین‌شاه را بیش از پیش به آن دولت بدگمان ساخت. عقاید میرزا ملکم خان مترجم مخصوص شاه و از معلمان دارالفنون نیز در ترغیب شاه به ایستادگی دربرابر نفوذ بریتانیا تأثیر داشت.
در نهایت ماجرای پناهندگی یکی از باجناغ‌های ناصرالدین‌شاه، میرزا هاشم نوری، به سفارت بریتانیا در تهران در سال ۱۲۷۲ قمری منجر به قطع روابط دو کشور شد. هاشم خان همسرش پروین خانم خواهر گلین خانم (اولین همسر عقدی شاه) را هم به همراه خود به سفارت برد. زن و شوهر مدت‌ها در قلهک در چادری در کنار چادر چارلز موری وزیرمختار بریتانیا زندگی کردند و در تهران نیز محل زندگی آنان خانه‌ای در مجاورت سفارت بود. این ماجرا منجر به شدت گرفتن شایعاتی در تهران در باب روابط عاطفی پنهان پروین خانم با موری شد. شاه پس از آنکه از چند مجتهد فتوا گرفت، دستور داد پروین خانم را به دستاویز جلوگیری از فحشا به خانه برادرش برده و بازداشت کنند. در برابر موری از جمع دیگری از مجتهدین فتوا گرفت و خدمه سفارت را برای استرداد پروین خانم اعزام کرد، ولی با این عمل بر شایعات پیشین دامن زد. موری در مقابل مقاومت شاه در استرداد پروین خانم شاه را تهدید به قطع روابط بین دو کشور کرد؛ تصمیمی که در ۱۷ ربیع‌الاول ۱۲۷۲ با پایین کشیدن پرچم بریتانیا از سفارت عملی شد.
مدتی پس از این واقعه، روزنامه وقایع اتفاقیه در یکی از شماره‌های خود احساسات ضد بریتانیایی ناصرالدین‌شاه را چنین توصیف کرد:
«[شاه] به قدری از کیفیت حالی خود متنفر شده است که حکومت یک ده در حالتی که غیرمحکوم [خارجی] باشد به مراتب ترجیح به این سلطنت می‌دهد… جمیع ناملایماتی که از ابتدای سلطنتش دیده سکوت کرده است ولی حال غیرت و کینه او زیادتی بر حوصله و حلمش کرده است و چنان معلوم می‌شود که حال تاج و تخت سلطنت را نمی‌خواهد مگر برای انتقام… از آن وقت، قلب او که مدت‌ها مدید از تسلط دول خارجه منزجر بوده ابتدا کرده است به بازشدن شعف و سرور و حالت ساکت و غیرمختلف در خانه تبدیل شده است به غیرت و حمیت.»

### فتح هرات

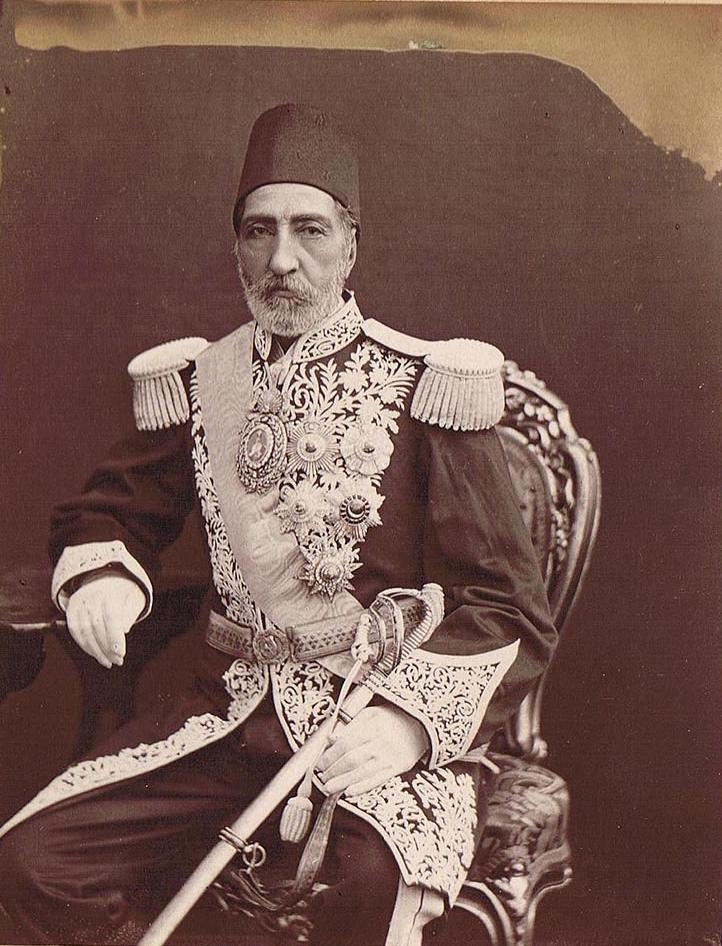
شاهزاده سلطان‌مراد میرزا حسام‌السلطنه، فاتح هرات.

ناصرالدین‌شاه در ربیع‌الثانی ۱۲۷۲، فرمانی به پنج ایالت ایران ابلاغ کرد و امر کرد قشون ایالات به سرکردگی عمویش سلطان مراد میرزا حسام‌السلطنه به سمت هرات حرکت کنند. مدتی پس از آغاز محاصره هرات، سفیر بریتانیا در استانبول به ایران اعلام کرد برای استقرار مجدد روابط حاضر به مذاکره است. در پاسخ شاه میرزا ملکم خان به استانبول فرستاد ولی به دلیل پیشینه طرفداری ملکم از فرانسه، سفیر بریتانیا به او اعتنایی نکرد. در ۱۹ رمضان ۱۲۷۲ نخستین اخطار بریتانیا به دولت ایران ابلاغ شد. بی‌نتیجه ماندن محاصره هرات و انعقاد معاهده پاریس (۱۸۵۶) در پایان جنگ کریمه که شاه را از کمک روسیه مأیوس کرد، او را از عقب‌نشینی بازنداشت. ناصرالدین‌شاه حتی تصمیم گرفت به خراسان عزیمت کند، اما نوری او را منصرف ساخت. در جستجوی حامیان جدید، شاه به فرانسه گرایش نشان داد. او از ناپلئون سوم، امپراتور فرانسه، برای حل اختلاف میان ایران و انگلیس درخواست کمک کرد و هدایای ارزشمندی، از جمله نشان شیر و خورشید، تمثال همایون و چندین رشته مروارید برای وی فرستاد. ناصرالدین‌شاه همچنین تلاش کرد با ایالات متحده آمریکا پیمان دوستی بندد و از این راه وسیله تازه‌ای برای اعمال فشار برانگلیس در خلال مذاکرات فی‌مابین بیابد. شاه آمریکا را به ایجاد پایگاه‌های نظامی در خلیج فارس تشویق کرد، اما آن کشور تمایلی به درگیر کردن نیروی دریایی خود در آب‌های ایران نشان نداد. تقاضای شاه در مورد کمک مالی آمریکا به ایران هم بی‌نتیجه ماند.

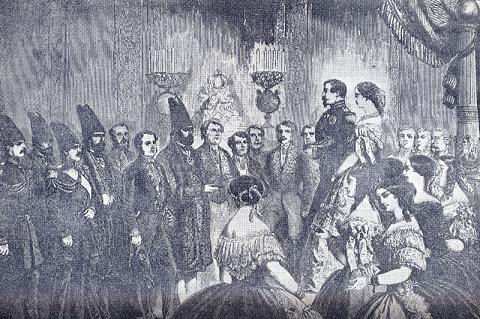
امین‌الملک، فرستاده ناصرالدین‌شاه، در دربار ناپلئون سوم

 اخطار و اتمام حجت دوم بریتانیا هم‌زمان با تصرف جزیره خارگ توسط نیروهای آن دولت، به ایران ابلاغ شد و به همراه آن شرایط سنگینی که بریتانیا برای برقراری صلح با ایران در نظر گرفته بود، از جمله عزل میرزا آقاخان نوری از صدارت و واگذاری بندرعباس به بریتانیا، به امین‌الملک، فرستاده ایران در استانبول، اعلام شد. دو هفته بعد، در در روز ۲۴ صفر ۱۲۷۳ خبر فتح هرات مقارن مرگ سلطان معین الدین میرزا ولیعهد به ناصرالدین‌شاه رسید. به مجرد فتح هرات، امین‌الملک که تاکنون به دستور شاه منتظر مانده بود، با فرستادگان بریتانیا وارد مذاکره شد. دولت بریتانیا که نیروهای خود را در جنوب ایران مستقر کرده بود، بر شرایط سنگین خود پافشاری کرد ولی شاه به پشت گرمی فتح هرات از امین الملک خواست تسلیم خواسته‌های بریتانیا نشود. مقارن این ایام شاهزاده‌ای هندی از دهلی موسوم به محمدنجف میرزا به دربار قاجار پناه آورد و خواستار یاری ایران به مخالفان هندی بریتانیا شد. محمدنجف میرزا که خود را برادرزاده بهادرشاه، آخرین پادشاه گورکانی هند می‌دانست، شاه را به حرکت دادن نیروهایش از هرات به مرزهای هند تشویق کرد و به او اطمینان داد که انقلابی ضد انگلیسی در هند در حال نضج است که تقارن آن با لشکرکشی شاه به هند موجب استیصال انگلیسی‌ها خواهد شد. اما پیشروی نیروی دریایی بریتانیا در جنوب ایران، شاه را از بلندپروازی‌های بیشتر بازداشت. در اواسط ربیع‌الثانی ۱۲۷۳ نیروهای بریتانیایی بندر بوشهر و نواحی اطراف آن را اشغال کردند و بدون روبه رو شدن با هرگونه مقاومتی پیشروی خود را در خاک ایران ادامه دادند. در ماه رجب در جریان جنگ خوشاب، خانلر میرزا عموی شاه و حاکم خوزستان به سرعت عقب‌نشینی کرد و به این ترتیب مناطق بیشتری به دست نیروهای بریتانیا افتاد. ناصرالدین‌شاه به دلیل تهی بودن خزانه‌ها خود را از آماده کردن نیرویی برای مقابله با بریتانیا ناتوان دید و حاضر به صلح شد. به دستور او امین الملک به فرانسه رفت و معاهده پاریس را با دولت بریتانیا به امضاء رساند که به موجب آن ایران ملزم شد از تمام ادعاهای خود نسبت به هرات چشم‌پوشی کند.

### الغای مقام صدارت
ناصرالدین‌شاه پس از عزل نوری دست به یک رشته اصلاحات زد و سعی کرد نهادهایی به سبک دولت‌های اروپایی پدیدآورد. به موجب فرمان ناصرالدین‌شاه که در بیست و سوم محرم ۱۲۷۵ در روزنامه وقایع اتفاقیه چاپ شد، کارهای دولت بین شش وزارتخانه، یعنی داخله، امور خارجه، جنگ، مالیه، عدلیه و فوائد عامه تقسیم شد. وزارت خانه‌ها در شورایی شبیه یک هیئت دولت به نام «شورای دولت» سازمان می‌یافتند، ولی این هیئت فقط در موارد ضروری برای شور در امور دایر می‌شد. برطبق فرمان شاه وزرا بدون کسب اجازه از شاه، حق تصمیم‌گیری نداشتند. علاوه بر شورای دولتی، شاه شورای مشورتی دیگری هم به نام «مجلس مصلحت خانه» یا به اختصار «مجلس مشورت» به وجود آورد. این مجلس ماذون بود دربارهٔ کلیه مسائل داخلی که متضمن صلاح دولت و ازدیاد آبادی مملکت باشد به رایزنی بپردازد، اما حق نداشت بدون اجازه شاه وارد مسائل سیاست خارجی شود. اعضای مجلس بیست و پنج نفر بودند که از میان رجال دیوانی منصوب می‌شدند. در شماره بعدی روزنامه اعلام شد شاه منصب صدارت عظمی را منسوخ کرده است. اما اعتقاد ناصرالدین به اصلاحات با همه شور و شوق اولیه به زودی سست شد. او در تلاش برای حفظ اقتدار رو به کاهش خود، به سیاست اعمال زور متوسل شد که با خواست او برای اصلاحات تضاد کامل داشت. شاه مجلس مصلحت خانه را چون از خود استقلال رأی نشان داد، تدریجاً کنار زده و تصمیماتش را بلااجرا گذاشت. به علاوه، شاه خود را اسیر قدرت ریشه‌دار محافظه‌کاران می‌یافت، چه قدرت و رغبت آن را نداشت که نسل جوان‌تر را در دستگاه دیوان جانشین آنان سازد و در عین حال نمی‌توانست به نیات واقعی اصلاح‌طلبان اعتماد کند.
در جمادی‌الثانی سال ۱۲۷۶، جیران، پس از مدت‌ها بیماری و ابتلاء به سل درگذشت. بنا به گزارش هنری رالینسون، وزیر مختار وقت انگلیس در تهران، به محض آنکه نخستین علائم سل در جیران ظاهر شد، ناصرالدین‌شاه علاقه خود را به او از دست داد و با آنکه جیران را در شرف مرگ می‌دید رهسپار گردش و شکار شد و حتی در خلال خاک سپاری و ایام عزاداری جیران، در پایتخت نماند.
در سال ۱۲۷۸ ناصرالدین‌شاه چهارمین ولیعهدش، مظفرالدین میرزا را برگزید. به رغم این که شاه از مظفرالدین میرزا تنفر داشت، اما انتصاب او که برخلاف محمدقاسم میرزا از مادر قاجار بود، علاوه بر جلب رضایت مهدعلیا و بزرگان قاجار، به ادعاهای بهمن میرزا و عباس میرزا ملک‌آرا پایان داد.
در تابستان ۱۲۴۹ ه‍.ش (۱۲۸۷ ه‍.ق) قحطی برای نخستین بار در مقیاس وسیع در ایران پدید آمد. ناآرامی‌ها در پاسخ به کمبود و گرانی آذوقه ابتدا از تهران و تبریز شروع شد و به تدریج سراسر ایران را درنوردید. خشم مردم از مضیقه‌ها، مستقیماً متوجه شاه و سوء حکومت او بود. برای گریز از این وضعیت، ناصرالدین‌شاه در نوروز سال ۱۲۸۲ هجری قمری میرزا محمدخان قاجار را با لقب جدید «سپهسالار اعظم» به مقامی «مرادف» صدارت منصوب کرد و خود به دنبال سرگرمی محبوبش، شکار، راهی مازندران شد. اما در غیاب شاه ناآرامی‌ها دیگر بار شدت گرفت. او به ناچار بازگشت و برای بار دوم مقام صدارت را باطل اعلام کرد و ترتیبات پیشین را برقرار ساخت.

### تأسیس عدلیه

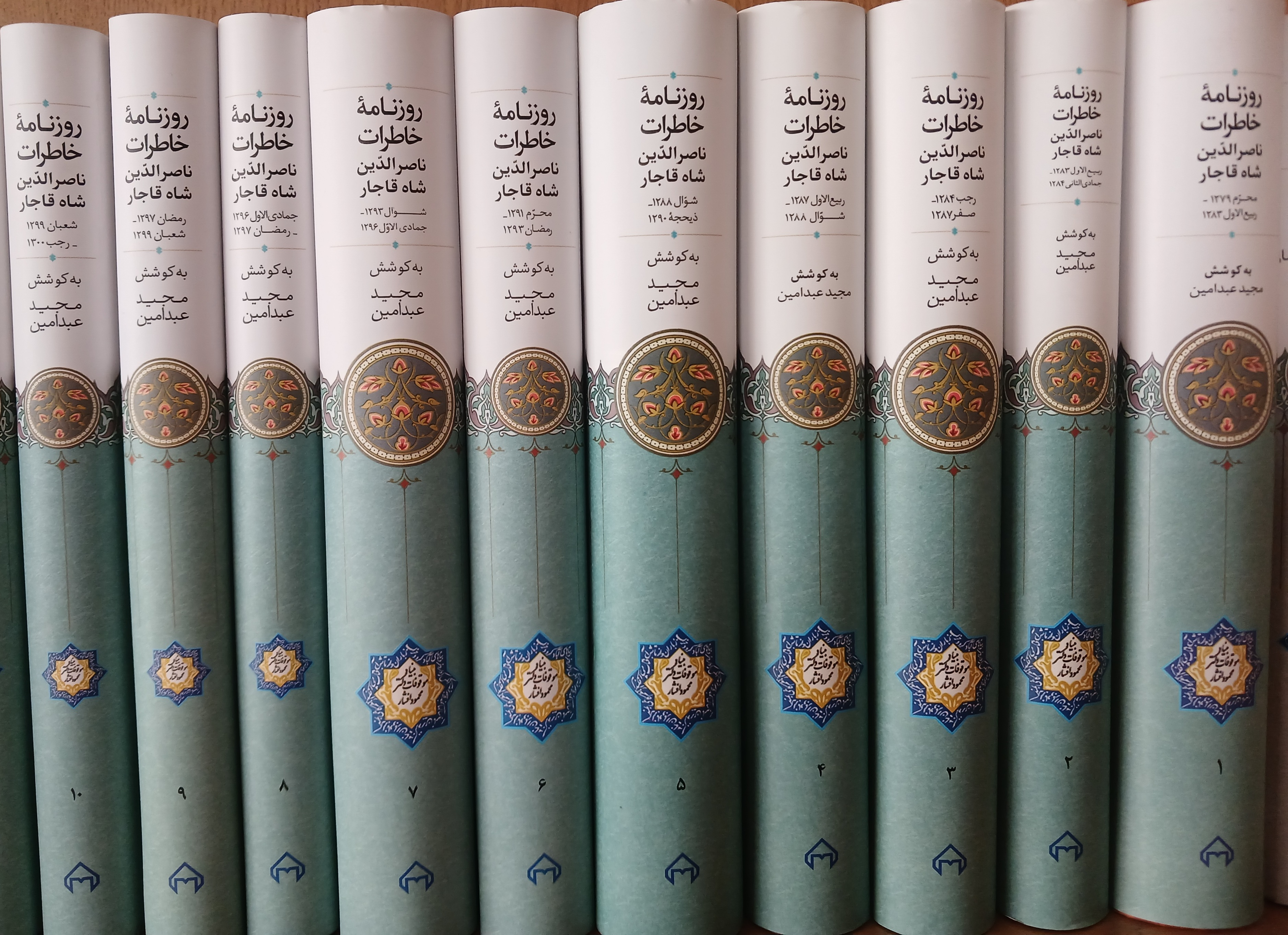
روزنامه خاطرات ناصرالدین‌شاه قاجار

شاه قاجار مترصد فرصتی بود تا با کاستن از میزان دخالت روحانیون و مجتهدین در امر قضا، این مسئولیت را به‌طور کامل تحت نظر کارگزاران حکومتی درآورد.
پس از عزل میرزا آقاخان نوری در ۱۲۷۵ هـ. ق / ۱۲۳۸هـ. ش با راهنمایی سید جعفرخان مشیرالدوله ملقب به «مهندس باشی» که تحصیل کرده انگلستان بود، «دارالشورای دولتی» با عضویت شش وزیر تشکیل شد و یکی از آن‌ها که در رأس وزارتخانه جدیدی به نام «عدلیه اعظم» قرار گرفت، عباس قلی خان معتمدالدوله جوانشیر نخستین وزیر عدلیه ایران بود. به علاوه تقسیم حوزة صلاحیت قضایی بین حکمرانان دولتی و مجتهدان محلی در اکثر موارد وابسته به قدرت، سیاست و مدیریت شخصی حکمران منصوب شاه در برابر مجتهد محل بود.
در سال ۱۲۷۷ق/ ۱۲۴۰ش ناصرالدین‌شاه باتشکیل «دیوان مظالم» رسماً به مثابه عالی‌ترین مرجع دادرسی عرفی به رسیدگی حضوری به شکایت افراد علیه مأموران دولتی پرداخت.
مهم‌ترین رویدادهایی که در دوران قاجار بر نظام دادرسی و قضاوت کشور، تأثیرگذار بود را باید شکست ایران از روسیه و انعقاد قرارداد ترکمانچای دانست. بر اساس فصل هفتم معاهده صلح ترکمانچای صلاحیت دادگاه‌های ایران متأثر از کاپیتولاسیون قرار گرفت و اتباع بیگانه به کلی از رسیدگی و محاکمه در دادگاه‌های ایران مصون شدند. یکی از اقدامات ناصرالدین‌شاه در نظام قضائی کشور که از نظر بعضی مورخان، «اصلاح» لقب گرفته، الگوگیری از سیستم دادرسی کشورهای اروپایی و اجرایی آن در نظام قضایی ایران بود. ناصرالدین‌شاه پس از سفرهای اروپایی خود درصدد بود تا همه ارگان‌ها و تشکیلات حکومتی را به سبک اروپا تغییر دهد و به تعبیر خودش آن‌ها را «فرنگی» سازد. از جمله گام‌های مهم او در راه آنچه که مورخان از آن به عنوان «اصلاح سیستم قضا در ایران» یاد کرده‌اند، انتخاب «میرزا حسین قزوینی مشیرالدوله» به وزرات عدلیه در ۱۲۸۷ق شهریور ۱۲۴۹ ش بود.

### تأسیس اولین موزه ملی
نهادینه شدن موزه با آغاز کار و تأسیس کاخ موزه ناصرالدین‌شاه در کاخ گلستان آغاز شد. ناصرالدین‌شاه دستور داد تا قسمتی از ساختمان‌های سمت شمال کاخ را، از جمله محل موزه قدیمی شاهان قاجار که در آن هدایای خارجی را نگهداری می‌کردند تخریب کنند و اتاق موزه، کتابخانه، سرسرا، حوضخانه و سایر ملحقات را بسازند.
اعتمادالسلطنه در توصیف موزه چنین می‌نویسد: «موزه به اصطلاح اهالی فرهنگ، عبارت از مکان و محلی که مخزن آثار قدیم و اشیاء بدیعه و نفایس و مستظرفات دنیاست و از هر تحفه و یادگاری که در آن مخزون و موضوع است. اهل علم و اطلاع کسب فایدتی و کشف سری می‌نمایند و از احوال و اوضاع هر زمان و صنایع و حرف آن و رسوم و آداب معمول آن ایام و عادات و طوایف آن باخبر می‌گردند و می‌توان گفت که موزه مقیاس شعور و میزان عقول و درجه افهام اصناف است. مشکلات لاینحل در اینجا حل می‌شود و بر معلومات تاریخی شهود اقامه می‌نماید»

### سانسور مطبوعات
گرچه در دوران سلطنت او، به‌شمار عناوین روزنامه‌ها افزوده شد (پیش‌تر تنها روزنامه‌ای که در ایران منتشر می‌شد کاغذ اخبار بود) اما تمام این روزنامه‌ها دولتی بودند. او انتشار روزنامه دولتی وطن (La Patrie) را که در زمان صدارت میرزا حسین خان مشیرالدوله به زبان فرانسه چاپ شد، پس از یک شماره متوقف کرد، چرا که سرمقاله آن دم از آزادی و برابری می‌زد. به فرمان او نخستین اداره سانسور مطبوعات در ایران تأسیس شد. این اداره در سال ۱۸۷۳ دایر شد و وظیفه داشت تمام روزنامه‌ها و کتاب‌ها را پیش از چاپ بررسی کند و جلو ورود روزنامه‌های فارسی‌زبان چاپ خارج را بگیرد.

### آموزش
امیرکبیر در سال سوم سلطنت ناصرالدین‌شاه (۱۲۶۶ هـ. ق) تصمیم به تأسیس دارالفنون گرفت. پس از عزل امیرکبیر، جاستین شیل وزیر مختار انگلیس در ایران و به اغوای او میرزا آقاخان نوری سعی بسیار کردند که دارالفنون گشایش نیابد؛ زیرا شیل عصبانی بود که چرا معلمان از اتباع یا طرفداران سیاست انگلیس انتخاب نشده‌اند. اما ناصرالدین‌شاه چون نامه‌ای درباب استخدام این معلمان به فرانتس یوزف یکم، امپراتور اتریش، نوشته بود و راضی به مراجعت دادن آن‌ها نبود، اصرار در افتتاح دارالفنون کرد. دوهفته پس از افتتاح دارالفنون، امیرکبیر در باغ فین کاشان کشته شد.
در بدو امر، ناصرالدین‌شاه جوان در امتحانات دارالفنون حاضر می‌شد و به محصلین جایزه، انعام و منصب می‌داد؛ ولی کمی بعد در نتیجه اعمال و افعال میرزا ملکم‌خان که سمت مترجمی و معلمی در این مدرسه داشت، به خصوص تأسیس فراموشخانه و تبلیغ جمهوری، شاه به دارالفنون بدگمان شد و اعزام محصلین را به اروپا محدودتر ساخت.
در بازگشت از سومین سفر اروپا، شاه در ایروان از دبستانی که حسن رشدیه ساخته بود، بازدید کرد و او را تشویق کرد تا مدرسه مشابهی جدید در ایران تأسیس نماید. رشدیه در سال ۱۳۰۵ هجری قمری اولین دبستان به سبک اروپایی را در تبریز افتتاح کرد. این مدارس در ابتدا مورد حملات شدید مکتب داران و علما قرار گرفت ولی بعدها در تهران و در کل ایران نیز گسترش یافت.
تأسیس مدرسه‌های خارجی در ایران از زمان محمدشاه و با فعالیت گروه‌های میسیونر آغاز شده بود. در اواخر دوره ناصرالدین‌شاه مدرسه‌های خارجی گسترش بیشتری در ایران یافتند. ناصرالدین‌شاه که در نخستین سفر اروپا با آدولف کرمیو رئیس اتحاد جهانی آلیانس ملاقات کرده بود، به او قول داد که اجازه فعالیت این مؤسسه در ایران و تأسیس مدارس را بدهد. در سال ۱۳۰۶ قمری دو شعبه از مدرسه آلیانس در تهران و شیراز تأسیس شد. ناصرالدین‌شاه پس از چند سال به سبب شایعاتی که پیرامون فعالیت‌های ضدسلطنتی و ضدمذهبی این مدرسه به وجود آمده بود، مجوز فعالیت آلیانس را لغو کرد. برای جلب اعتماد شاه، مدیر مدرسه، ریاست عالی مدرسه را به شاه اهداء کرد و شاه بازگشایی دوباره آلیانس را پذیرفت. شمار مدارس میسیونری آمریکایی در دوران ناصرالدین‌شاه افزایش یافت و در تهران و سایر شهرهای ایران مدارس بیشتری تأسیس شد به‌طوری‌که در سال ۱۲۷۴ خورشیدی، تنها ۱۱۷ مدرسه در شمال غربی ایران (آذربایجان) فعالیت می‌کردند.

### عکاسی

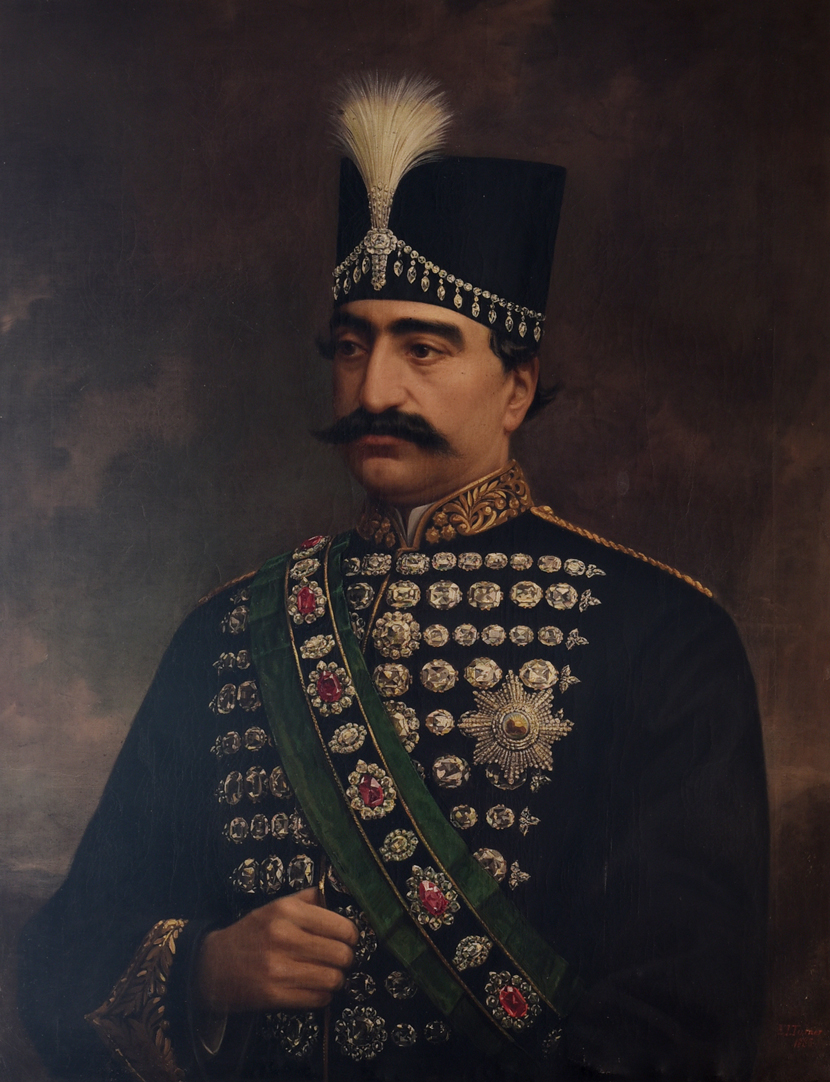
پرتره رسمی ناصرالدین شاه قاجار، اثر ا.ژ. ترنر، سال ۱۸۸۵ میلادی

ناصرالدین‌شاه احتمالاً در نخستین مواجهه خود با دوربین عکاسی، یعنی زمانی که در حدود ۱۲۶۰ هجری قمری ژول ریشار با دوربین اهدایی ملکه ویکتوریا از او عکاسی کرد، به این هنر علاقه‌مند شد. او در نوزده سالگی دستور تهیه گزارشی تصویری از تخت جمشید را به ژول ریشار داد. این مأموریت که نافرجام ماند، اگر انجام می‌شد، می‌توانست همقدم با کار عکاسان پیشرو دنیا در آن زمان باشد. علاقه ناصرالدین‌شاه به عکاسی سبب شد یک عکاس فرانسوی به نام فرانسیس کارلهیان به منظور آموزش اصولی این هنر به ایران فراخوانده شود. شاه آقا رضا خان اقبال‌السلطنه از پیشخدمتان خود را به کارلهیان سپرد تا فنون عکاسی را بیاموزد. پس از آن آقارضا در سفر و حضر همراه شاه بود و از جنبه‌های مورد علاقه او عکاسی می‌کرد. شاه همچنین مکان مستقلی را در کاخ گلستان با عنوان «عکاسخانه» به فعالیت‌های آقارضا اختصاص داد. او مدتی بعد کارلهیان را مأمور آموزش عکاسی به شاگردان دارالفنون کرد. به دستور او نخستین عکاسخانه عمومی ایران دایر شد. همچنین با حمایت‌های او چندین عنوان کتاب در زمینه عکاسی تألیف و ترجمه شدند که دانش روز عکاسی دنیا را در اختیار عکاسان ایرانی قرارداد. خود شاه هم مشخصاً در ۲ دوره به عکاسی پرداخت. دوره اول که به دستیاری جعفرقلی‌خان نیرالملک هدایت به این کار می‌پرداخت و از حدود ۱۲۷۵ تا ۱۲۹۵ به مدت بیست سال مداوم ادامه داشت و دوره دوم از ۱۳۰۲ تا آخر سلطنتش. عکس‌های دوره دوم، به دلیل دیدن کار عکاسان اروپایی که او در طول سفرهای خود ملاقات می‌کرد، پخته‌تر و منسجم تر هستند. برخی آثار او در دوره دوم، نشانگر تلاش او برای گذر از شیوه‌های عادی عکاسی و تجربه نگاه‌های نامعمول‌تر است.

#### تأیید عکاسی از سوی مذهب در ایران
یکی از عناصر مهم شرق، مذهب است که در ایران روحانیون نماینده آن هستند؛ و در زمان حکومت ناصرالدین‌شاه، نام ملا هادی سبزواری به عنوان مهم‌ترین دانشمند اسلامی زمان خودش، و آقارضا عکاسباشی، به عنوان نخستین عکاس حرفه‌ای ایران و پیش‌خدمت خاصه، (آجودان مخصوص شاه) مطرح بود.

به دستور شاه، آقا رضا خان، در سفر خراسان، مأمور گردید تا از فیلسوف ایرانی یعنی حکیم سبزواری در منزلش عکاسی کند.

حسب‌الامر، آقارضا، عکسی از ملاهادی برداشت و چون ملاهادی تا این وقت، عمل عکاسی را ندیده بود و همچنین آن را مخالف قانون و براهین علمیه حکمای سلف می‌دید، به همین دلیل معتقد بود که چنین چیزی امکان ندارد، لذا پس از پایان عکاسی، و دیدن تصویر خودش، بسیار متعجب شد و نهایتاً این موضوع را تأیید نمود.

عکاسان ایرانی اکثر روحانیون را در محل تدریس و زندگی شان عکاسی کرده‌اند.

می‌توان تصاویر این گروه را گواهی برای تأیید عکاسی از سوی مذهب، در ایران دانست.

### شعر و ادبیات
داستانی با عنوان حکایت پیر و جوان را از آثار ادبی ناصرالدین‌شاه دانسته‌اند. حکایت پیر و جوان به سبک رایج داستان‌های اروپایی قرن نوزدهم نوشته شده و یکی از نخستین نمونه‌های فارسی آن سبک در داستان‌نویسی ایران به‌شمار می‌رود. این داستان که در اوایل دهه ۱۲۸۰ قمری نوشته شده است، به عنوان پاورقی در شماره‌های ۱۸ تا ۲۰ روزنامه ملت سنیه ایران (ذی‌الحجه ۱۲۸۴ تا صفر ۱۲۸۵) به نام میرزا علی‌نقی‌خان حکیم‌الممالک به چاپ رسیده است و به نظر می‌رسد عنوان اصلی آن «درک بهار» بوده است. از این رو نیایش پورحسن این داستان را اثر حکیم‌الممالک می‌داند. هرچند ادوارد براون نویسنده تاریخ ادبی ایران بر این عقیده است که اصل داستان از ناصرالدین‌شاه بوده، اما زیر نام حکیم‌الممالک منتشر می‌شده است. به نوشته براون:
«نویسنده این روزنامه، ناصرالدین‌شاه خودش بوده است. اگرچه شاه به شوخی آن را منتسب به حکیم‌الممالک می‌کرده و به امضای مشارٌ‌الیه انتشار می‌یافته است. به هر حال سه شماره از این روزنامه منتشر شده است و هر سه به قلم ناصرالدین‌شاه نگارش یافته است. در یک شماره احساسات جوانی بیان شده است که در یک صبحدم نوبهار به قصد تمتع و التذاذ از فصل بهار از خانه بیرون می‌آید، در شماره دیگر احساسات پیرمردی بیان شده است که وی نیز از بهار برخوردار می‌شود، در سومی معراج حکیم‌الممالک حکایت شده است که چگونه از کفر به ایمان هدایت یافته و سخن قطع شده است. این سه ورقه (شماره) بسیار خنده‌آور اس. اطلاعات اخیر از یک نامه جناب آقای اعتمادالسلطنه استخراج شده است.»
از ناصرالدین‌شاه یک دیوان شعر نیز به جا مانده است.

### خوشنویسی

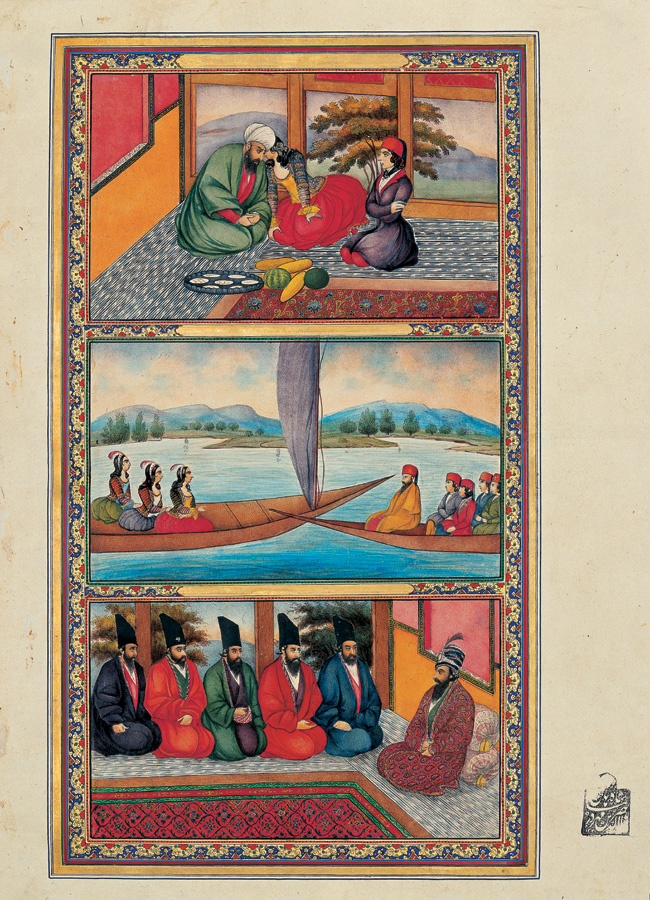
صفحه‌ای از کتاب هزار و یک شب که به امر ناصرالدین‌شاه کتابت و تصویر شد.

ناصرالدین‌شاه به خوشنویسی علاقه داشت و برای آموختن این هنر کوشش می‌کرد. او از خود آثاری در نستعلیق و شکسته نستعلیق برجای گذاشته است. گرچه تواریخ از استادان خطاطی او نام نبرده‌اند، اما گزارش شده که او میرزای کلهر را به حضور خود می‌خواند و گاه از سر تفنن از روی سرمشق‌های میرزا می‌نوشت. دوران سلطنت او به دلیل ظهور خوشنویسان بسیار و تجربه شیوه‌های نو یکی از درخشان‌ترین اعصار خوشنویسی ایران به‌شمار می‌رود. تشویق و ترغیب به خطاطی از سوی شاه و خط‌شناسی او که باعث می‌شد خوشنویسان آثارشان را به بهترین شکل ممکن به وی ارائه کنند، در شکوفایی خوشنویسی در این دوره مؤثر بود. پیوسته چندین تن خوشنویس در دربار ناصری حضور داشتند و ناصرالدین‌شاه آنان را به لقب‌هایی چون کاتب السلطان، خوش‌نویس باشی و اشرف الکتاب مفتخر می‌نمود. او همچنین با خوشنویسان معروف عصر خود از جمله میرزای کلهر، میرزا غلامرضا اصفهانی و محمد حسین شیرازی ارتباط داشت.
ناصرالدین‌شاه همچنین در جمع‌آوری مرقعات و کتاب‌های خطی اهتمام داشت. او هرجا نسخه‌ای خطی نفیس می‌یافت، برای کتابخانه سلطنتی خریداری می‌کرد. به دستور او چندین نسخه ارزشمند کتابت و تصویرسازی شدند. از آن جمله نسخه‌ای مصور هزار و یک شب بود که شاه در نخستین سال جلوس خود به کتابتش دستور داد و پس از هفت سال در شش مجلد به دست ۴۲ هنرمند به اتمام رسید و اثری همتای شاهنامه بایسنقری است.

### موسیقی
عده موسیقی‌دانان در دربار ناصرالدین‌شاه بسیار بیش از شمار آنان در دربار پدرش بود. نوازندگان برجسته‌ای چون آقا علی‌اکبر خان فراهانی، میرزا عبدالله، آقاحسینقلی، آقا غلامحسین، سرورالملک و سماع حضور در دربار ناصری حضور داشتند. بعضی از این نوازندگان، مانند سرورالملک، از شاه لقب گرفتند و استادان با عناوینی همچون آقا و میرزا خوانده شدند که از ترقی شأن موسیقیدانان در این زمان حکایت دارد. در این دوره یادگرفتن موسیقی در میان خانواده سلطنتی رایج شد، چنان‌که عصمت‌الدوله و تاج‌السلطنه، دختران شاه، نواختن پیانو آموختند. در این زمان، نخستین دسته موسیقی سلطنتی توسط دو موسیقیدان فرانسوی ایجاد شد. همچنین به خواست ناصرالدین‌شاه موسیقیدانی فرانسوی به نام موسیو لومر به ایران آمد و شعبه موسیقی دارالفنون را راه‌اندازی کرد.
در مورد ارزش خدمات برجستهٔ ژان باتیست لومر به موسیقی ملی ایران هیچ شکی نیست. او برای اولین بار موسیقی ایران را که در پستوها و به دور از اقبال عموم اجرا می‌شد با سختی فراوان به رشته تحریر درآورد.
آهنگ جاودانه ای به نام سلام شاهی در تاریخ موسیقی ایران ماندگار است که نخستین سرود ملی ایران نیز نامیده می‌شود و به دست لومر ساخته شده که بعدها با شعر درآمیخت و به تصنیف وطنم وطنم با مطلع: نام جاوید وطن… مشهور شد.

### تعزیه و تئاتر

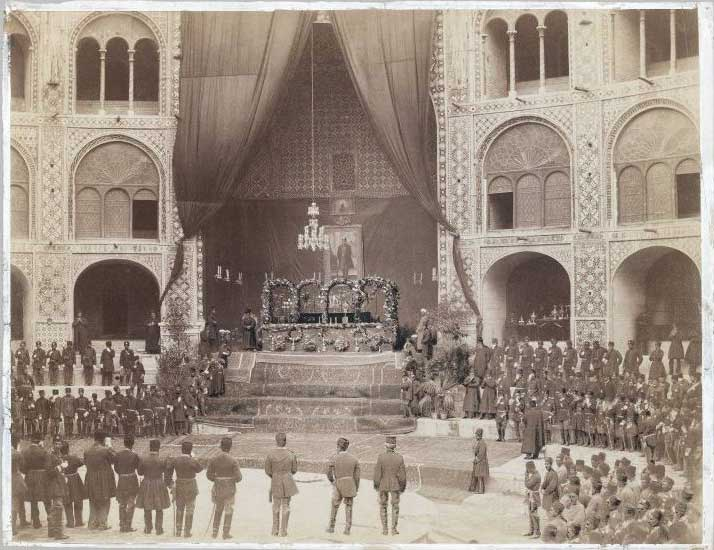
تابوت ناصرالدین‌شاه پیش از خاکسپاری
در حرم شاه عبدالعظیم، در ایوان ویژه شاه «تکیه دولت» قرار داشت. تکیه دولت نمایشخانه بزرگی بود که در دوره ناصرالدین‌شاه و برای اجرای مراسم تعزیه و برگزاری آئین‌های سوگواری و روضه خوانی در روزهای محرم در طهران ساخته شده بود.

در دوران سلطنت ناصرالدین‌شاه، تحت حمایت شاه تعزیه به اوج توسعه و شکوه خود رسید. در این دوره به پیروی از خواسته‌های شاه، تعزیه جنبه‌های تفریحی و تجملی پیدا کرد و وسیله‌ای برای اظهار شکوه و جلال سلطنت شد. بزرگان، شاهزادگان و رجال نیز به شاه تأسی کردند و اهمیت زیادی به تعزیه دادند. در عهد او تعزیه تا حدی گسترش یافت که در دهه محرم نزدیک به سیصد مجلس تعزیه در تهران تشکیل می‌شد. به دنبال ورود تجمل و اشرافیت به تعزیه، تعزیه نامه‌ها اصلاح شد و مجالسی چون تعزیه دره‌ال صدف، تعزیه امیرتیمور و تعزیه حضرت یوسف و عروسی دختر قریش در آن‌ها وارد گردید که مربوط به عزاداری نبودند. ناصرالدین‌شاه که در تهران و نیاوران برای خود تکایای مخصوص ساخته بود، در سال ۱۲۴۸ شمسی به مباشرت دوستعلی‌خان نظام‌الدوله معیرالممالک عظیم‌ترین نمایشخانه همه اعصار تاریخ ایران، یعنی تکیه دولت را در زاویه جنوب غربی کاخ گلستان ساخت که حدود بیست هزار نفر گنجایش داشت و غرفه‌های مخصوصی برای شاه و اشراف. شاه خود به برخی از گوشه‌های گونه‌ای از تعزیه که تعزیه مضحک خوانده می‌شد، علاقه خاصی نشان می‌داد. یکی از آن‌ها گوشه عروسی بلقیس بود که لااقل سالی دو بار در تکیه دولت به نمایش درمی‌آمد و هنگام اجرای آن صدای خنده شاه از پشت پرده غرفه مخصوصش در تکیه دولت به گوش حاضران می‌رسید.
ناصرالدین‌شاه نخستین کسی بود که به شکل‌گیری نمایش نوین در ایران (تئاتر اروپایی) کمک کرد. او در اسفندماه ۱۲۶۴ تئاتری با سیصد صندلی در مدرسه دارالفنون تأسیس کرد. برای اجتناب از مخالفت روحانیون پایتخت، فعالیت این تئاتر محدود بود و تنها به شاه، شاهزادگان، اشراف و مهمانان آن‌ها اختصاص داشت. اداره این تئاتر با علی‌اکبر مزین‌الدوله کاشانی استاد مدرسه دارالفنون بود که تحصیلات خود را در فرانسه انجام داده و تسلط کاملی بر این زبان داشت. مزین‌الدوله نمایشنامه‌های مولیر را به فارسی ترجمه و اجرا می‌کرد و از آن‌جا که در رشته نقاشی تحصیل کرده بود، طراحی صحنه و گریم را نیز خود انجام می‌داد. عمر این تئاتر دیری نپایید و در سال ۱۲۷۰ به دلیل فشارهای مذهبی، تعطیل شد. دوران ناصرالدین‌شاه آغاز نمایشنامه‌نویسی نوین در ایران است و از نمایش‌نامه‌نویسان این دوره می‌توان از میرزا فتحعلی آخوندزاده و میرزا آقا تبریزی یاد کرد، هرچند نمایش‌نامه‌های اینان که مضامینی چون انتقاد از حکومت و عقب افتادگی ملت ایران داشت در آن زمان اجازه اجرا و انتشار نمی‌گرفت.

### خاطره‌نویسی
ناصرالدین‌شاه بیش از تمام پادشاهان ایران کتاب، خاطرات و سفرنامه از خود به جا گذاشته است. به رغم رسم رایج، او آثار و نوشته‌های خود را از قبیل سفرنامه و یادداشت‌های روزانه خود تدارک می‌دید و مؤلفان دولتی در تهیه این نوشته‌ها کمتر مداخله داشتند؛ به همین دلیل یادداشت‌ها و سفرنامه هائی که از او در دست است، به دستخط شخص اوست. دفاتر خاطرات شخصی او مشتمل بر هفت مجلد است و از سال ۱۲۷۲ هجری قمری آغاز و در سال ۱۳۰۳ هجری قمری پایان می‌یابد. نخستین بخش آن (شامل خاطرات سال‌های ۱۲۷۲ تا ۱۲۸۵) به جای ترتیب معمول تاریخی، براساس اماکن جغرافیایی که شاه به آن‌ها سفر می‌کرده مرتب شده است. شاه سفرنامه‌های خارجی خود را نیز به دنبال خاطرات روزانه خود در همین دفاتر ثبت کرده است که این بخش از خاطرات او در دوران سلطنتش ویرایش و به چاپ رسید.
ناصرالدین‌شاه در خاطراتش نام بسیاری از اماکن و مناطق شمالی تهران را از جمله شمیران، لواسان و روستاها و مکان‌های دامنه البرز به همراه اطلاعات زیادی در مورد جغرافیای آن مناطق با دقت بسیار زیادی ثبت کرده است. در برابر ثبت آگاهی‌های دقیق مردم‌شناسی و جغرافیایی که حاصل سفرها و گشت و گذارهای دائمی او در مناطق مختلف بود، وی در خاطراتش بسیار کم به مسائل سیاسی و اجتماعی پرداخته است. به همین ترتیب در ضمن گزارش سفرهای خارجی کمتر از مذاکرات و صحبتهای سیاسی خود با سران دول اروپایی حرفی به میان آورده است و به جزئیات دیگر با دقت بیشتر نگریسته است.

### نقاشی و پرچم
با نقاشی‌هایی که از ناصرالدین‌شاه به جای مانده، می‌توان گفت که علاوه بر اینکه ناصرالدین‌شاه به هنر نقاشی علاقه‌مند بوده، نسبت به تأسیس مراکز آموزش نقاشی و فراهم آوردن تسهیلات لازم برای هنرمندان درباری توجه خاص داشته، ضمن اینکه خود نیز ازین هنر بی‌بهره نبوده است.
پرچم ایران در دوران ناصری دست‌خوش تغییراتی شده است. در اولین سفر شاه به خارج پرچم ایران نشان شیر خورشید بود که با پس زمینه قرمز بوده است اما قبل از آن گفته شده است که امیرکبیر پرچمی سه رنگ با رنگ‌های قرمز و سبز طراحی کرد اما بعد از فوت امیر کمتر از آن پرچم کمتر استفاده شد؛ حتی برای اولین سفر شاه به خارج بر سر اینکه کدام پرچم را از بین این همه پرچم به عنوان پرچم رسمی انتخاب کند، در فکر بوده است. بعضی اوقات پرچم ایران نشان شیر خورشید با پس زمینه تماماً قرمز یا با پس زمینه سفید و دور سبز ویا قرمز ویا مخلوطی از اینها استفاده می‌شد؛ تا اینکه مشیرالدوله طرحی سه رنگ امروزی پرچم ایران را طراحی کرد اما این طرح تا قبل از انقلاب مشروطه به‌طور رسمی پرچم ایران نبود.

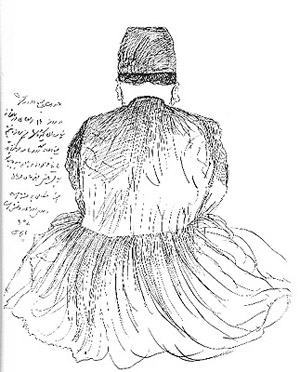
طراحی محمدحسن‌خان صنیع‌الدوله از پشت سر؛ اثر ناصرالدین‌شاه، ۱۹ رمضان ۱۲۹۰
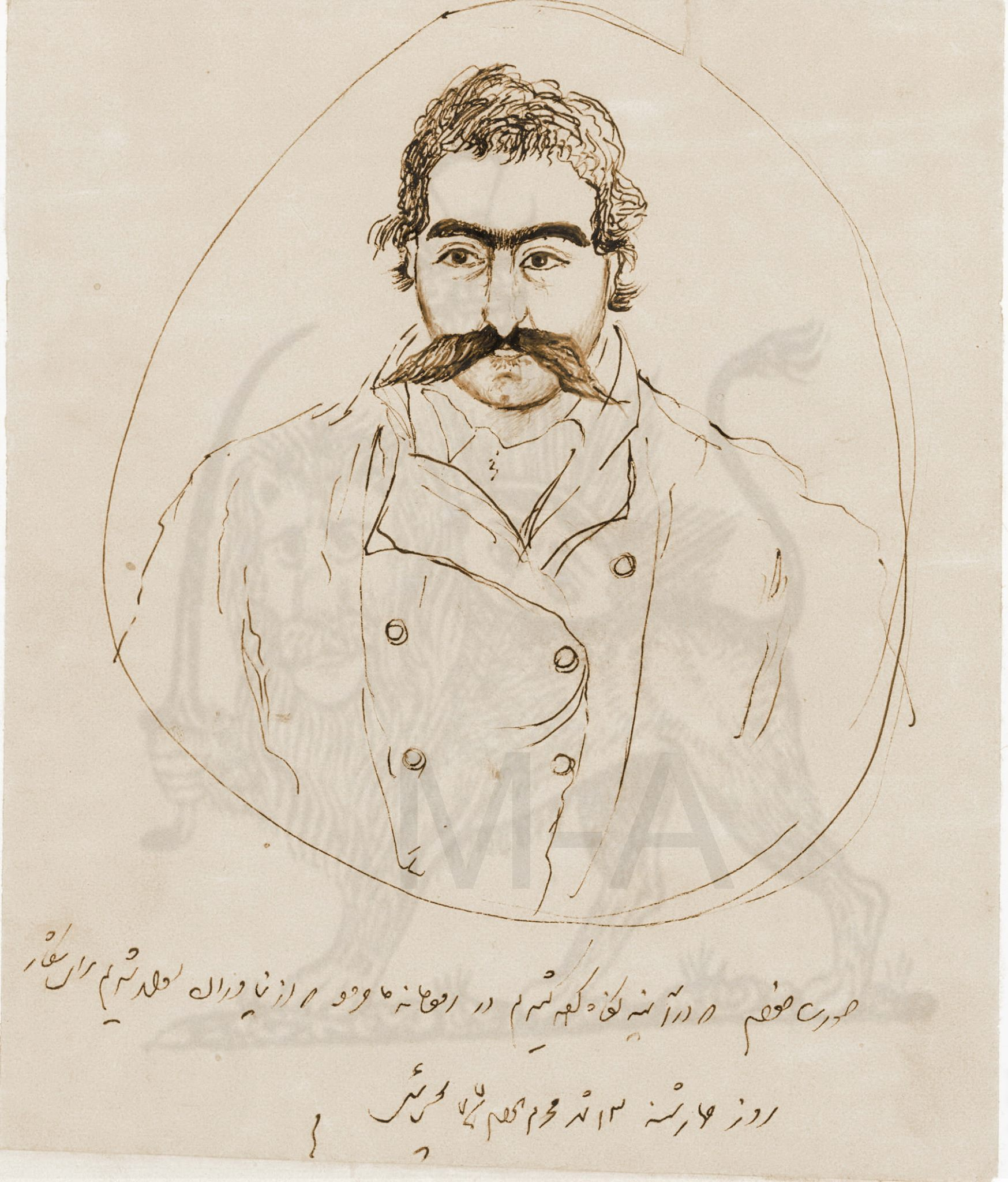
طرحی که ناصرالدین‌شاه در ۳۰ سالگی از خودش کشیده است.

### تغییر تاریخ منسوب به درگذشت حسن بن علی
گفته می‌شود تعیین بیست و هشتم ماه صفر به عنوان تاریخ درگذشت حسن بن علی در دوره ناصرالدین‌شاه اتفاق افتاده است. به استناد برخی منابع این تاریخ ششم ماه صفر بوده که منطبق بر روز تولد ناصرالدین می‌شده است. بنابر ادعای عده‌ای، ناصرالدین‌شاه به جهت اینکه زادروزش با تاریخ منسوب به درگذشت حسن بن علی مصادف نباشد و با توجه به سوگواری شیعیان در این روز، بتواند جشن برگزار کند، دستور می‌دهد که در تقویم تغییر به وجود آید و بر مبنای منابع دیگری که بیست و هشتم ماه صفر را روز درگذشت حسن دانسته‌اند، این روز رسماً از طرف حاکمیت به رسمیت شناخته شود.

### چاپ نخستین اسکناس
در سال ۱۲۶۸ خورشیدی نشر اسکناس در سراسر ایران به‌طور انحصاری به بانک شاهنشاهی ایران که توسط انگلستان تشکیل شده بود واگذار شد و یک سال پس از آن، اسکناس جدید با علامت شیر و خورشید و عکس ناصرالدین‌شاه و ذکر ارزش آن منتشر شد. بانک شاهنشاهی، چهل سال در ایران اسکناس منتشر کرد تا اینکه در ۲۳ اردیبهشت ۱۳۰۹ خورشیدی، حق انتشار اسکناس از آن بانک سلب شد و به بانک ملی ایران واگذار گردید.

### ساخت بناها
ناصرالدین‌شاه در طول دوران سلطنتش کاخ گلستان را گسترش داد و بناهای تازه‌ای به آن افزود. به دستور او در سال ۱۳۰۱ هجری قمری اندرونی قدیمی کاخ گلستان را که از بناهای دوره فتحعلی شاه بود تخریب کردند و ساختمان‌های جدیدی به جای آن ساختند. شمس‌العماره، تکیه دولت، تالار سلام، تالار آینه وکاخ ابیض از بناهای دیگر ناصرالدین‌شاه در کاخ گلستان است. او نخستین موزه ایران را در تالار سلام کاخ گلستان ایجاد کرد.
کاخ‌های عشرت‌آباد، سلطنت‌آباد، صاحبقرانیه، شهرستانک و قصر یاقوت نیز به دستور ناصرالدین‌شاه در خارج از شهر تهران و به منظور اقامت خاندان سلطنتی و ملازمان در طول سفرهای ییلاقی، ساخته شدند.
بخش دیگری از اقدامات ساخت و ساز ناصرالدین‌شاه گسترش و بازسازی پایتخت به سرپرستی مستوفی الممالک و میرزا عیسی وزیر در سال ۱۲۸۴ هجری قمری بود که با برداشتن دیوار قدیمی تهران و احداث خیابان‌های وسیع به سبک اروپایی آغاز شد. بخشی از این گسترش‌ها شامل احداث محله دولت بود که محل سکونت اروپائیان، استقرار سفارت‌خانه‌ها و خانه‌های اعیان و درباریان شد و به نمادی از تجددطلبی تبدیل گردید. مشهورترین خیابان این محله، خیابان لاله‌زار بود که مفهوم جدیدی از خیابان به عنوان فضای جمعی شهری ارائه می‌داد و در سال‌های بعد به قلب فرهنگی شهر و مرکز تئاتر، سینما، مُد لباس و زندگی شهری مدرن در تهران تبدیل شد.
ناصرالدین‌شاه به سبب علاقه‌ای که به حیات وحش داشت، در این خیابان نخستین باغ وحش تهران را بنا گذاشت که مجمع‌الوحوش ناصری نامیده می‌شد. پس از مدتی این باغ وحش به دلیل مجاورت با خانه‌های مردم تعطیل شد و حیوانات آن به «باغ وحش دوشان‌تپه» که در کنار باغ دوشان‌تپه ساخته شده بود، منتقل شدند. پس از تعطیلی باغ وحش دوشان‌تپه در دوران مظفرالدین‌شاه، تا سال ۱۳۳۲ خورشیدی در تهران باغ وحشی ساخته نشد.

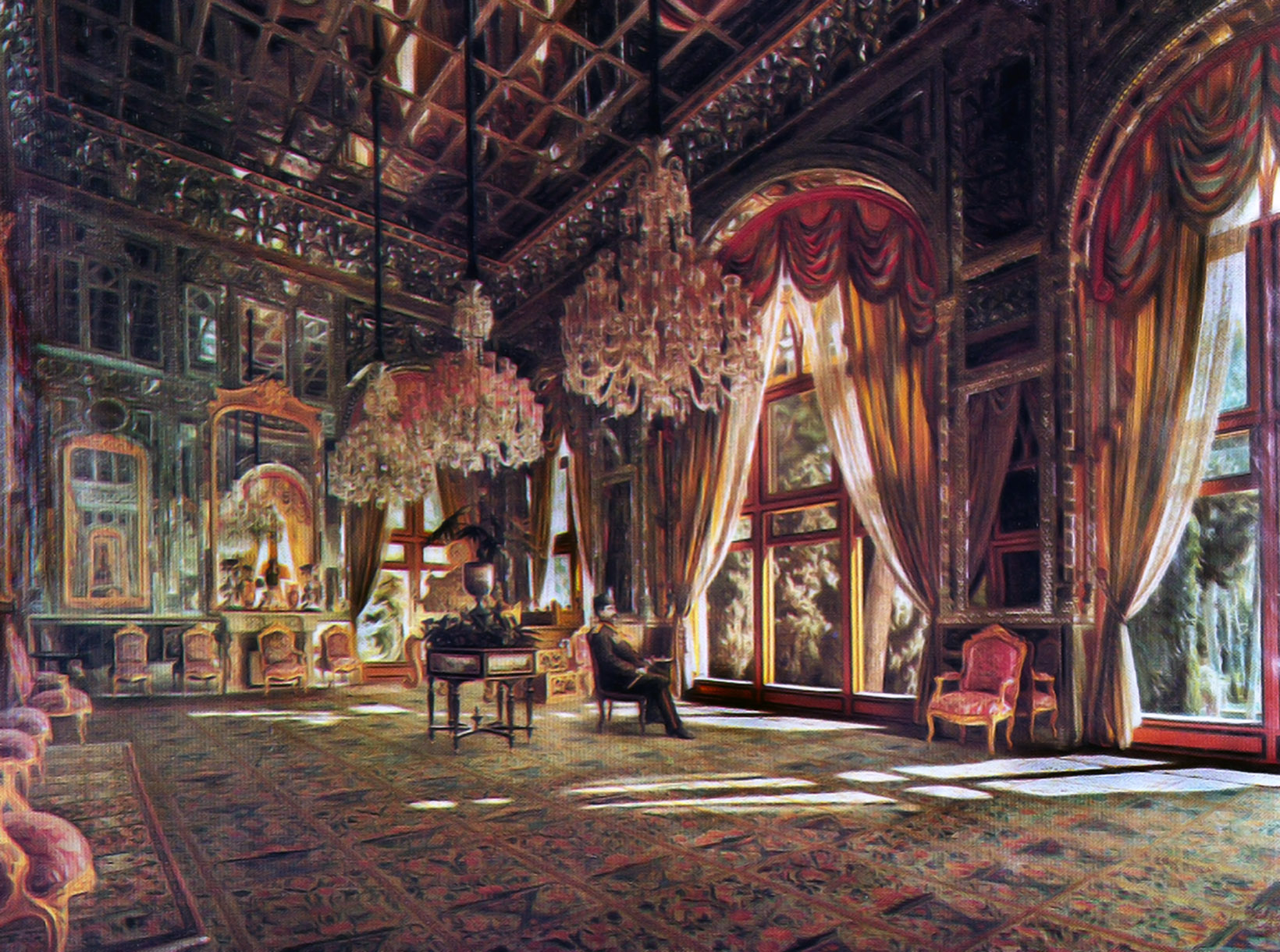
تالار آینه
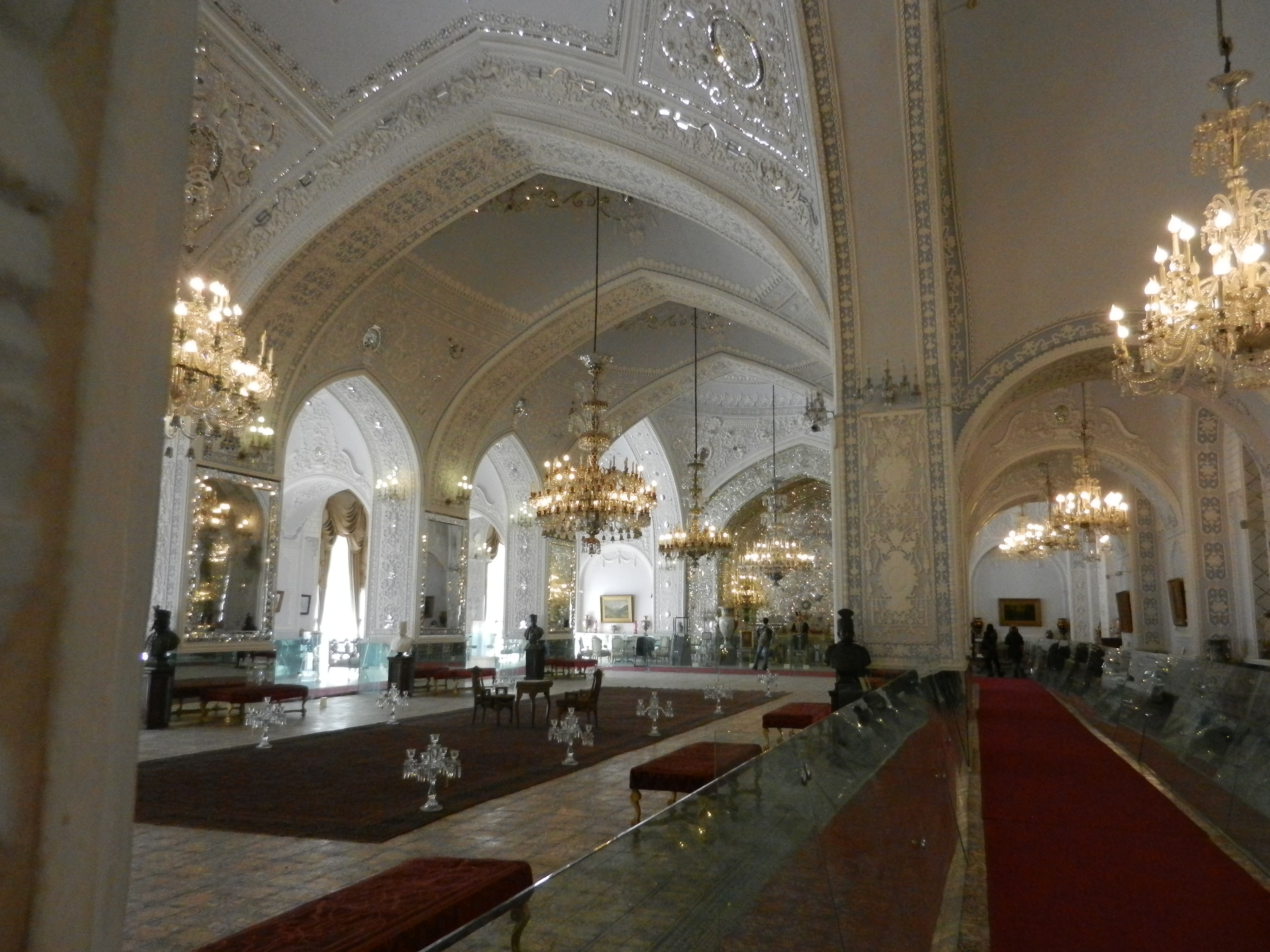
تالار سلام
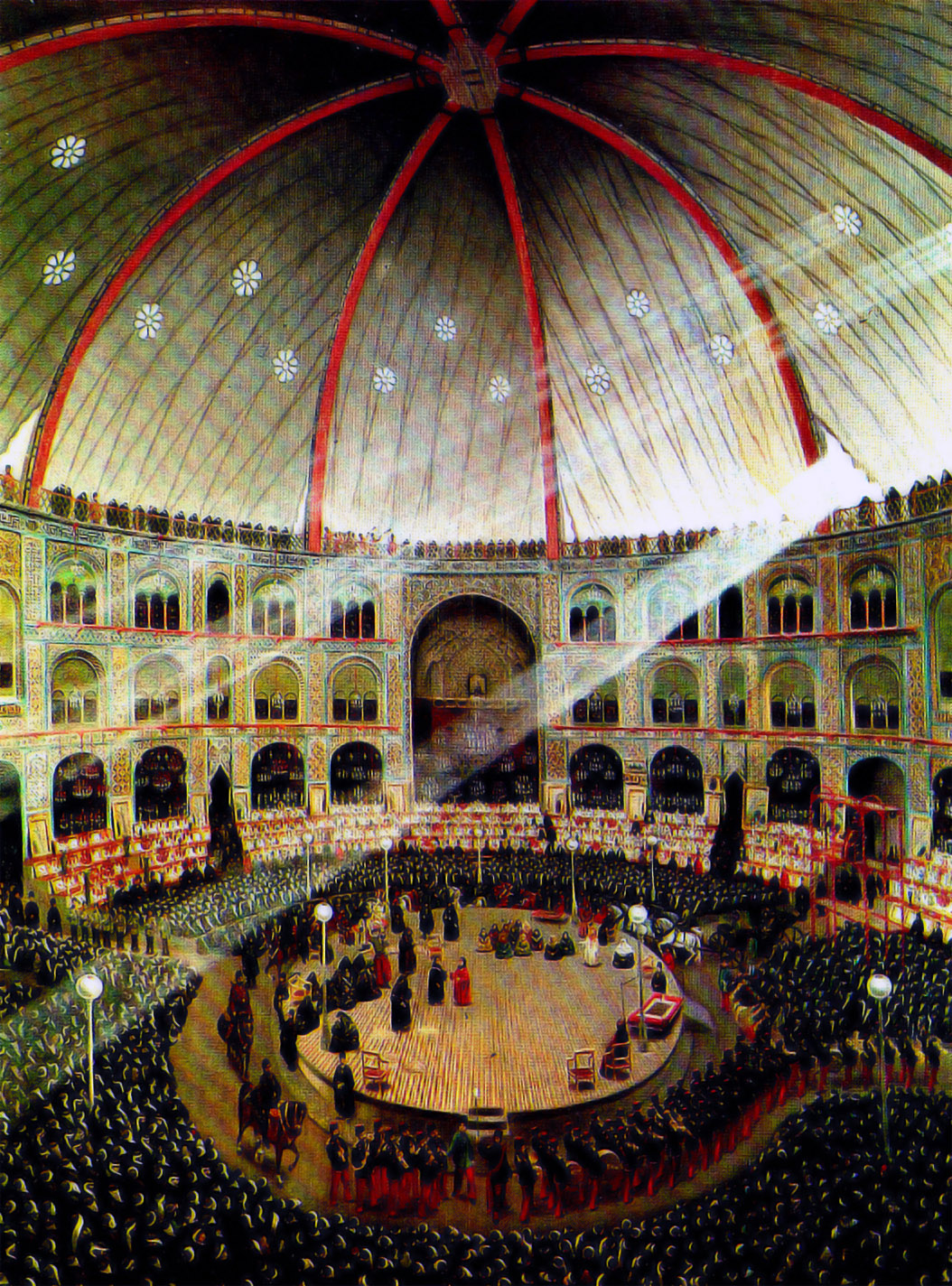
تکیه دولت
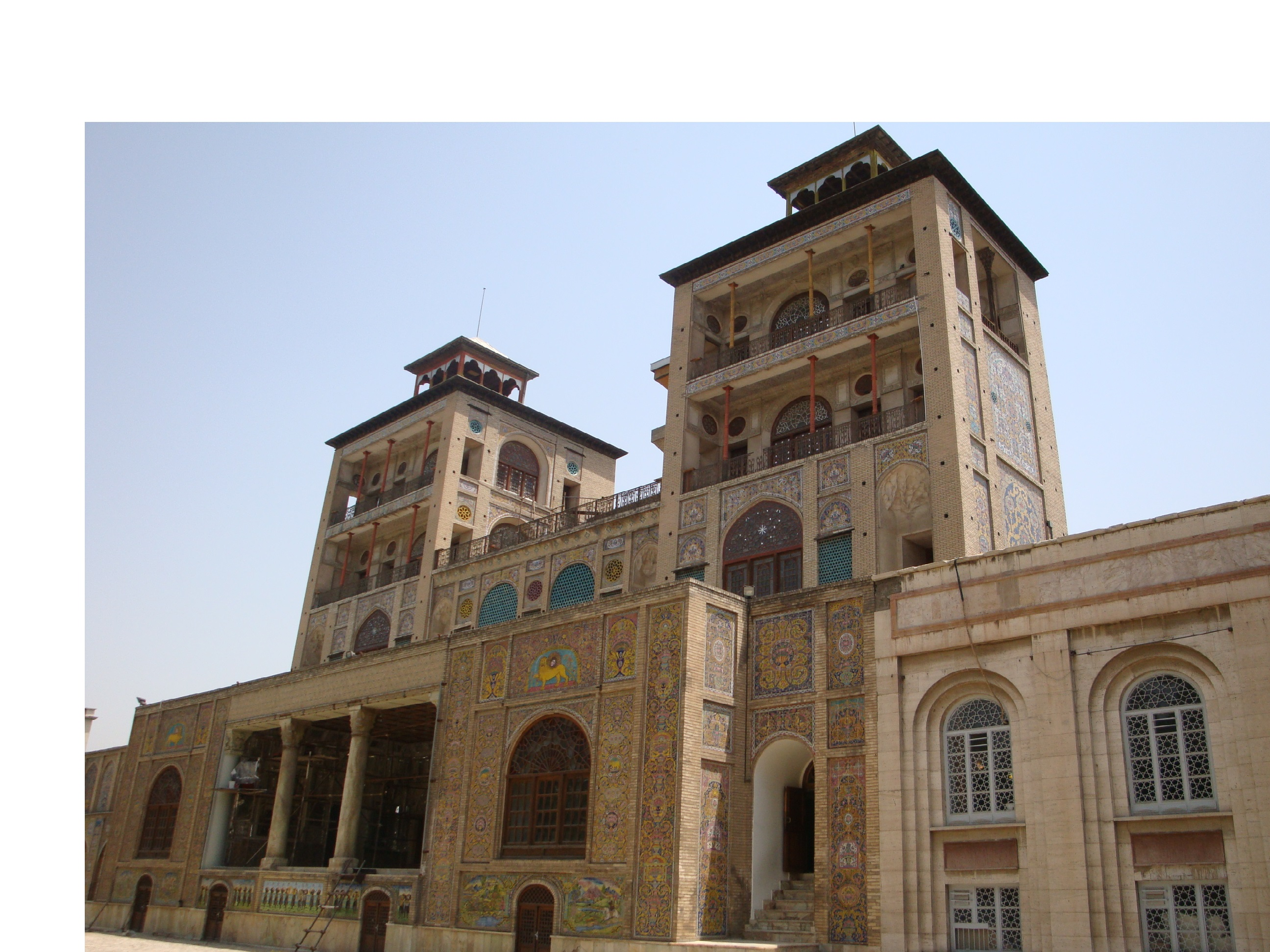
شمس‌العماره
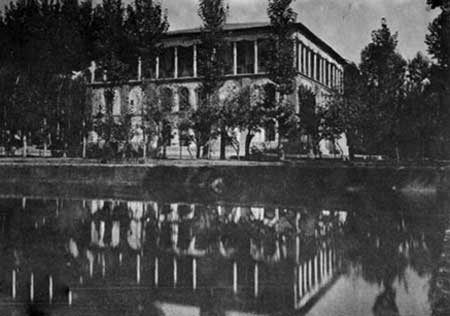
کاخ سلطنت‌آباد
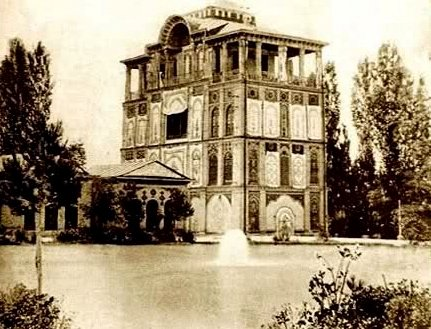
کاخ عشرت‌آباد
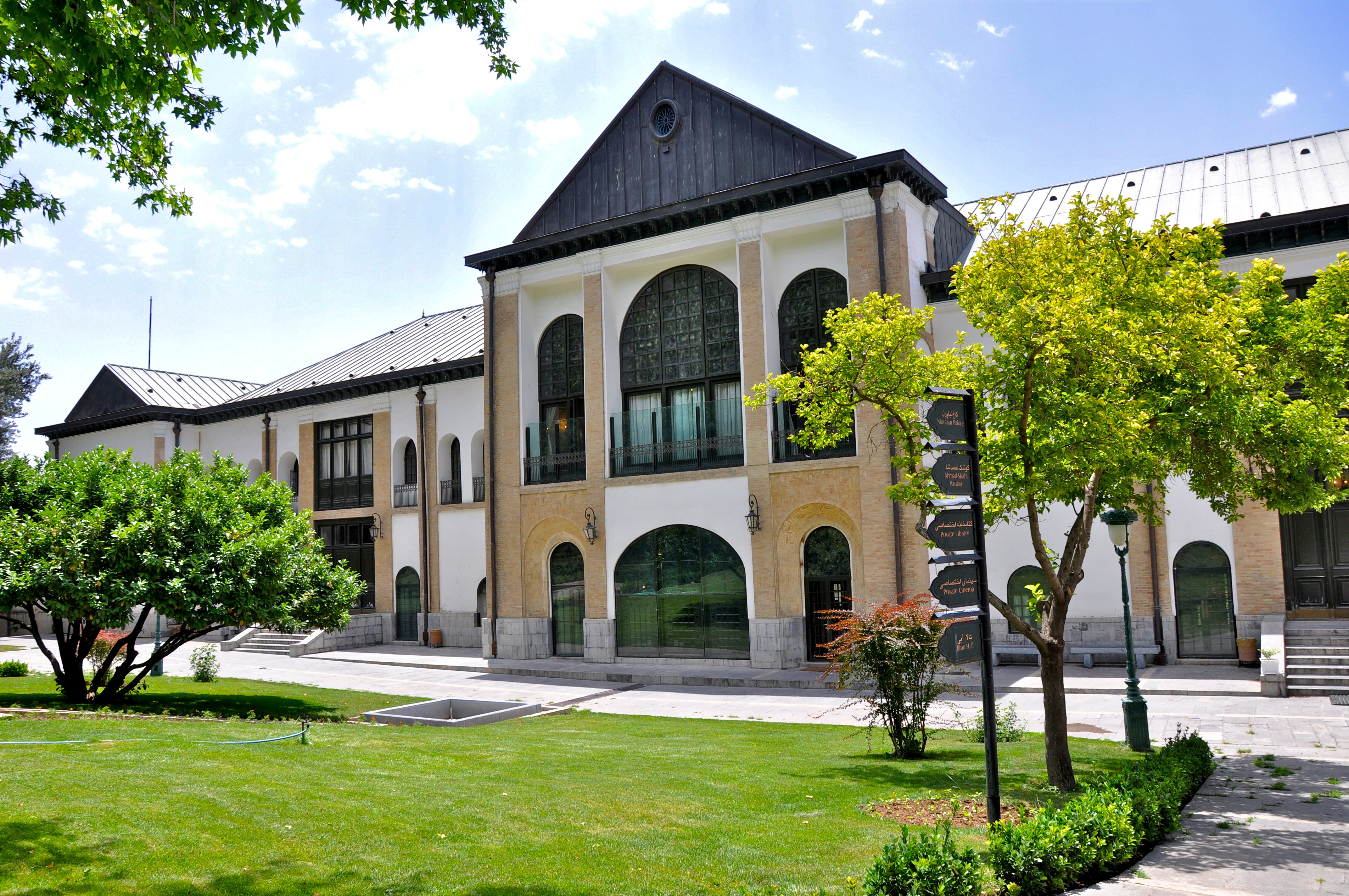
کاخ صاحبقرانیه
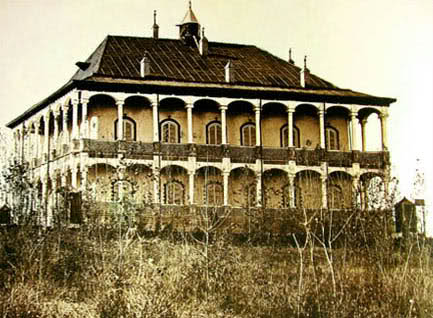
کاخ یاقوت

## سوءقصد و ترور

### سوءقصد بابیان

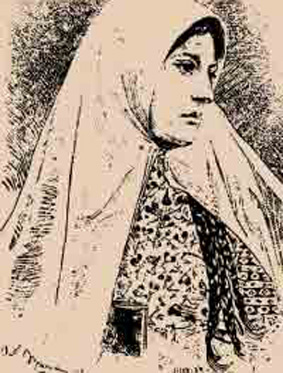
طاهره قرةالعین، از کسانی بود که به انتقام حملهٔ بابیان به ناصرالدین‌شاه کشته شد.

پس از سال ۱۸۴۸ میلادی، فشار بر بابیان ایران از سوی رهبران مذهبی و سیاسی شدت گرفت و حملات علیه بابیان توسط روحانیون برجسته و پیروان آنها رواج بیشتری یافت. نخستین رویداد مهم در شهر بارفروش مازندران (امروزه بابل) رخ داد. گروهی از بابیان به همراه رهبرانشان به زیارتگاه شیخ طبرسی پناه بردند. این گروه ابتدا توسط نیروهای محلی و سپس توسط ارتش قاجار محاصره شدند. و بعد از چند ماه مقاومت قتل‌عام شدند. پس از این شکست، حوادث مشابهی در زنجان و نی‌ریز در سال ۱۸۵۰ رخ داد. در هر دو مورد، بابیان تحت محاصره قرار گرفتند و بعد از چند ماه قتل‌عام شدند. در همین سال، باب نیز اعدام شد. مرگ باب، تأثیری منفی بر جامعه بابی گذاشت. باب به جای دعوت به جهاد نظامی - چنانچه سنت شیعه از امام موعود طلب می‌کرد - تلاش می‌کرد گرایش به خشونت را مهار کند و پیروان خود را به سوی آرمان‌های پیشرو سوق دهد. با مرگ او، این تلاش‌ها ناکام ماند و جامعه بابی در وضعیتی بحرانی قرار گرفت.
از سال ۱۸۵۰ بعد بابیان دچار آشفتگی و نابسامانی شدیدی شدند. بیشتر رهبران خود و شمار زیادی از پیروانشان را از دست داده بودند و تحت فشار و آزار مستمر مقام‌های دینی و سیاسی قرار داشتند. در این میان با فقدان رهبری واحد، دو جریان متفاوت در میان بابیان تهران شکل گرفت. گروه نخست به دنبال انتقام از شاه به دلیل اعدام باب بودند. این گروه به رهبری شیخ علی ترشیزی ملقب به «عظیم» در خانه سلیمان‌خان، یکی از بابیان ثروتمند که اعضای خانواده‌اش در محافل درباری حضور داشتند، گرد هم می‌آمدند. گرایش دوم از هرگونه اقدام خشونت‌آمیز فاصله گرفته و بر نوشته‌های باب که حول فضائل و آرمان‌های والای اخلاقی می‌گشت داشت تأکید می‌کرد. این افراد به رهبری بهاءالله در خانه او گرد هم می‌آمدند و می‌توان آنان را نمایندگان نوعی هزاره‌گرایی پیشرو دانست. در این میان با دستور امیرکبیر، بهاءالله به کربلا تبعید شد. پس از عزل و قتل امیرکبیر، میرزا آقاخان نوری بهاءالله را به تهران بازگرداند و او را ابتدا یک ماه در خانه برادر خود در تهران نگه داشت و سپس، به املاک شخصی‌اش در افچه فرستاد. میرزا آقاخان قصد داشت به شاه نشان دهد که «معضل بابیان» را تحت کنترل دارد و رهبر آنان تحت نظر او است. تبعید بهاءالله و سپس تحت نظر قرار دادن او، ارتباط بهاءالله با بابیان تهران را بسیار محدود کرد و موجب تقویت جریان خشونت‌طلب شد. شیخ علی ترشیزی رهبر این جریان فقط یک بار بعد از بازگشت بهاءالله به تهران توانست با او ملاقات کند. در این ملاقات بهاءالله تلاش کرد تا او را از قصد ترور شاه منصرف کرد. در این میان جوانی نساج به اسم حسین‌جان میلانی، که یک سخنور پرشورِ تازه بابی بود از آذربایجان به تهران آمد و در خانه حاجی سلیمان‌خان رهبری جریان خشونت طلب را در دست گرفت. شیخ علی ترشیزی که از اصلی‌ترین محرکان توطئه علیه شاه بود، در روزهای آخر پیش از سوءقصد به شاه، از نقشه‌های بی‌پروای حسین‌جان احساس نگرانی کرده بود. او دریافته بود که شیوه‌ای که حسین‌جان پیش گرفته است، بیش از حد بی‌برنامه و بی‌انضباط است و نتیجه‌ای جز فاجعه برای بابیان نخواهد داشت. سرانجام حسین جان در در سپیده‌دم بامداد روز ۸ شوال ۱۲۶۸ ترور ناصرالدین شاه را عملی کرد. هنگامی که ناصرالدین‌شاه از کاخ ییلاقی نیاوران عازم شکار بود، سه تن بابیان در فاصلهٔ کوتاهی از کاخ به شاه حمله کردند. آنان عریضه به دست به موکب شاه که تنها به اتفاق چند تن ملازم رکاب پیش می‌راند، نزدیک شدند. آنان سه تیر شلیک کردند که تیر دوم شاه را مجروح ساخت. در زد و خوردی که پیش‌آمد، قراولان شاه یک تن از مهاجمان را کشتند و دو تن را دستگیر کردند. به دلیل کم‌تجربگی عاملان و استفاده از طپانچه ساچمه‌ای ترور ناکام ماند.
مهدعلیا، شاه را به دست داشتن میرزا آقاخان نوری در سوءقصد مظنون کرد و میرزا آقاخان برای مبری ساختن خود از تهمت، شدت عمل به خرج داد و بابیان را به‌طور گسترده سرکوب و دستگیر ساخت. ازجمله این دستگیرشدگان بهاءالله بود که توسط سفارت روسیه به ایران تحویل داده شد. متعاقباً تعدادی از دستگیرشدگان به دست صاحب‌منصبان دولتی سپرده شدند تا کشته شوند. طاهره قرةالعین نیز در این ماجرا کشته شد. او که از سال ۱۲۶۵ هجری قمری دستگیر شده بود، در زمان سوءقصد در منزل کلانتر تهران محبوس بود ولی دو هفته بعد از واقعه بازجویی و اعدام شد.
شاه در این سوءقصد فقط جراحات سطحی برداشت ولی فرمان قتل‌عام بابیان را صادر کرد. بسیاری از بابیان و حتی افرادی که مشکوک به بابی بودن بودند، در یک کشتار دسته‌جمعی هولناک با سازماندهی علماء، دولتیان، شاهزادگان قاجار، دیوان‌سالاران و تاجران در ملاء عام به نحو فجیع شکنجه و اعدام شدند. میرزا آقاخان نوری برای کاهش احتمال انتقام، دستور داده بود که قربانیان بین گروه‌های مختلف مانند نظامیان، نجیب‌زادگان و استادان و شاگردان دارالفنون تقسیم شوند تا مسئولیت کشتار بین همگان تقسیم شود. بعضی را شمع‌آجین کردند، بعضی را به دم توپ بستند، بعضی را قطعه‌قطعه کردند، و بعضی را قبل از اعدام چشم از حدقه درآورند، یا پوست از پا کندند و بعد از فرو بردن در قیر داغ مجبور به دویدن کردند. چندین هزار نفر در این قتل‌عام کشته شدند.
ناصرالدین‌شاه که در ۱۲۶۶ هجری قمری نخستین ولیعهد خود سلطان محمود میرزا را از دست داده بود، دو هفته پس از سوءقصد سلطان معین‌الدین میرزا را به ولیعهدی برگزید؛ ولی همچنان به دلیل سن کم معین‌الدین میرزا، او نتوانست شاه شود. اگر ناصرالدین‌شاه درمی‌گذشت، نایب‌السلطنه‌ای نیاز بود تا امور سلطنت را از طرف شاه صغیر در دست بگیرد. سفرای روسیه و بریتانیا در این مورد عباس میرزا ملک‌آرا، برادر ناتنی شاه را شایستهٔ این مقام می‌دانستند. در این زمان شاه و مهدعلیا فرصت را برای از میان برداشتن عباس میرزا غنیمت شمردند و مدتی پس از سوءقصد، عباس میرزا را به دست داشتن در ماجرا متهم کردند. به منظور تنبیه عباس میرزا، شاه نخست تصمیم گرفت او را نابینا کند، ولی با هشدار سفیران روسیه و انگلستان به زندانی کردن او رضایت داد. اما در نهایت وی را به عراق عرب تبعید کرد.

### ترور توسط میرزا رضا کرمانی

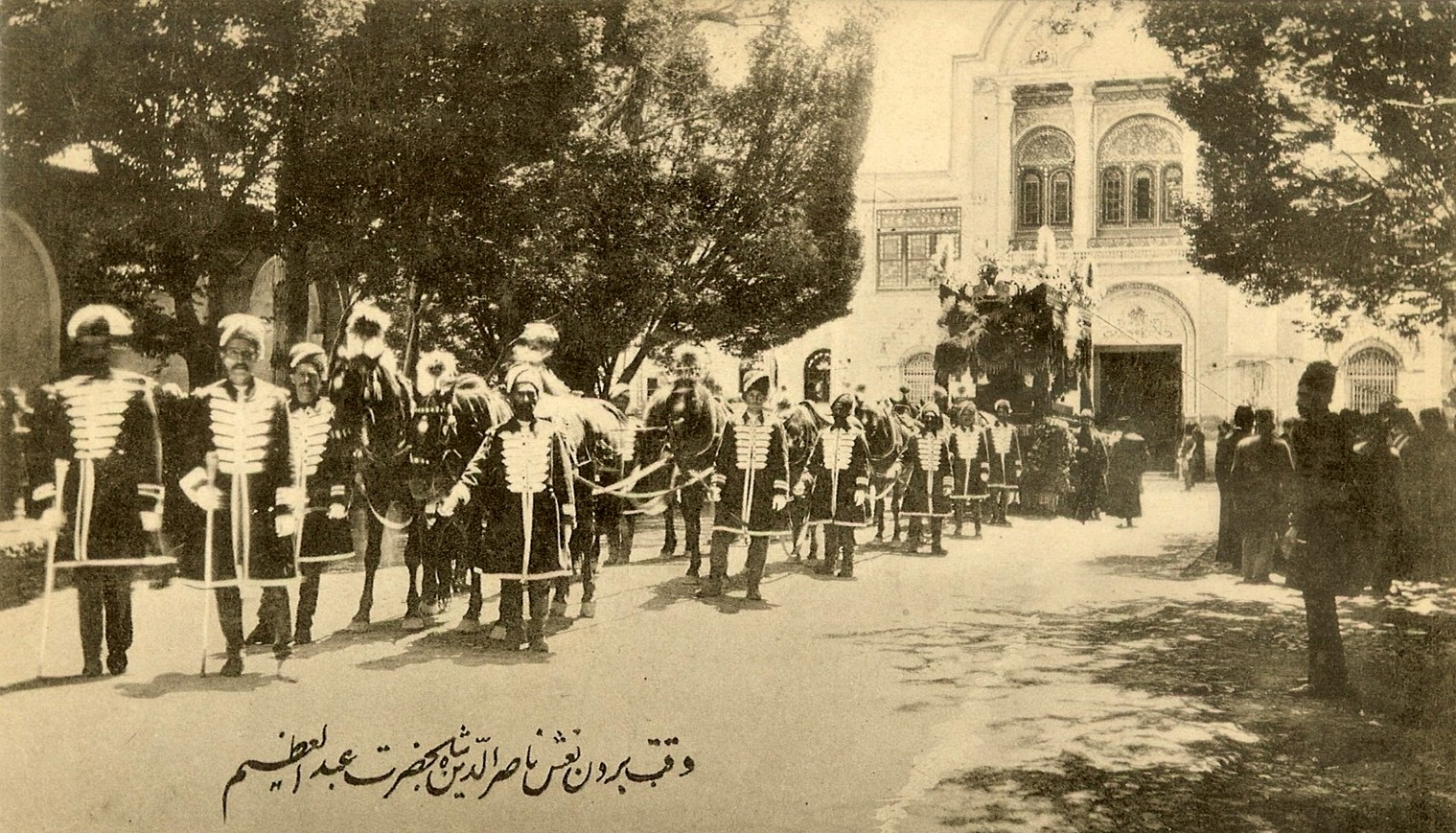
تشییع جنازهٔ رسمی ناصرالدین‌شاه در خیابان باب همایون

در آستانهٔ مراسم پنجاهمین سال تاج‌گذاری در ۱۲۷۵ هجری خورشیدی (۱۸ ذیقعدهٔ ۱۳۱۳ هجری قمری) به دست میرزا رضا کرمانی یکی از پیروان سید جمال‌الدین اسدآبادی و به تحریک او در حرم شاه عبدالعظیم در شهر ری ترور شد. او در هنگام ترور پنجاهمین سالگرد سلطنت خویش را جشن می‌گرفت. وی در حرم شاه عبدالعظیم در شهر ری در نزدیکی تهران دفن است. سنگ قبر یکپارچهٔ مرمری ناصرالدین‌شاه که تمثال کامل وی بر آن حکاکی شده با وزن ۷ تن یکی از نمونه‌های هنر سنگ‌تراشی ایران است.
در اواخر سال ۱۳۱۳ هجری قمری (۱۲۷۴ خورشیدی؛ ۱۸۹۵ میلادی) ناصرالدین شاه چهل و نهمین سال سلطنت خود را به اتمام رساند و می‌خواست وارد پنجاهمین سال سلطنت شود. ناصرالدین شاه تصمیم گرفت برای سلطنت به سال پنجاهم جشن بگیرد و خود را به لقب سلطان صاحب قران ملقب کند. مقدمات جشنی باشکوه، توسط صدر اعظم (امین السلطان) فراهم شد ولی چون جشن ۵۰ سالگی سلطنت به سال ۱۳۱۳ قمری افتاده بود و تاریخ هجری قمری در آن موقع تاریخ رسمی ایران بود، ناصرالدین شاه نگران شد که ممکن است نحسی عدد ۱۳ او را بگیرد لذا تصمیم گرفت به زیارت شاه عبدالعظیم برود شاید نحسی ۱۳ را بشکند. هر وقت شاه برای زیارت شاه عبدالعظیم مشرف می‌شد، معمولاً صحن را قرق می‌کردند تا کسی به شاه آسیب نرساند اما آن روز شاه دستور داد قرق نکنند و بگذارند مردم و رعیت به راحتی نزد او بیایند. ولی آن روز ناصرالدین شاه برای آخرین بار از دارالخلافه برای زیارت حضرت عبدالعظیم بیرون رفت، اما عاقبت به دست میرزا رضا کرمانی، از مریدان سید جمال‌الدین اسدآبادی کشته شد.
در روزهای پس از پیروزی انقلاب ۱۳۵۷، وقتی سنگ قبر رضاشاه در حرم شاه عبدالعظیم توسط مردم معترض تخریب شد، حسین احمدیان با خلخالی صحبت کرد و از ارزش‌های هنری سنگ‌تراشی قبر ناصرالدین‌شاه و لزوم حفظ آن سخن گفت. در نهایت با همراهی نیروهای شهربانی و کمیتهٔ انقلاب، محوطهٔ دفن ناصرالدین‌شاه در حرم شاه عبدالعظیم چند شبانه‌روز قرق شد تا احمدیان بتواند سنگ ۷ تنی ناصرالدین‌شاه را جابه‌جا کند. این سنگ هم‌اکنون در موزهٔ کاخ گلستان در تهران نگهداری می‌شود و به یکی از شاهکارهای کنده‌کاری دوره قاجار معروف است.

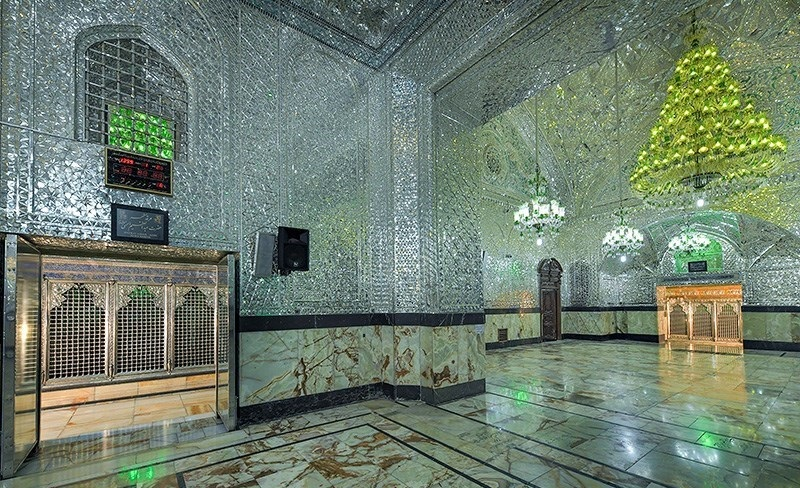
محل دفن ناصرالدین‌شاه در صحن ناصری (رواق آیت‌الله کاشانی فعلی) در زیر چلچراغ بزرگ، بین آرامگاه عبدالعظیم حسنی (سمت چپ) و امامزاده حمزه (سمت راست)
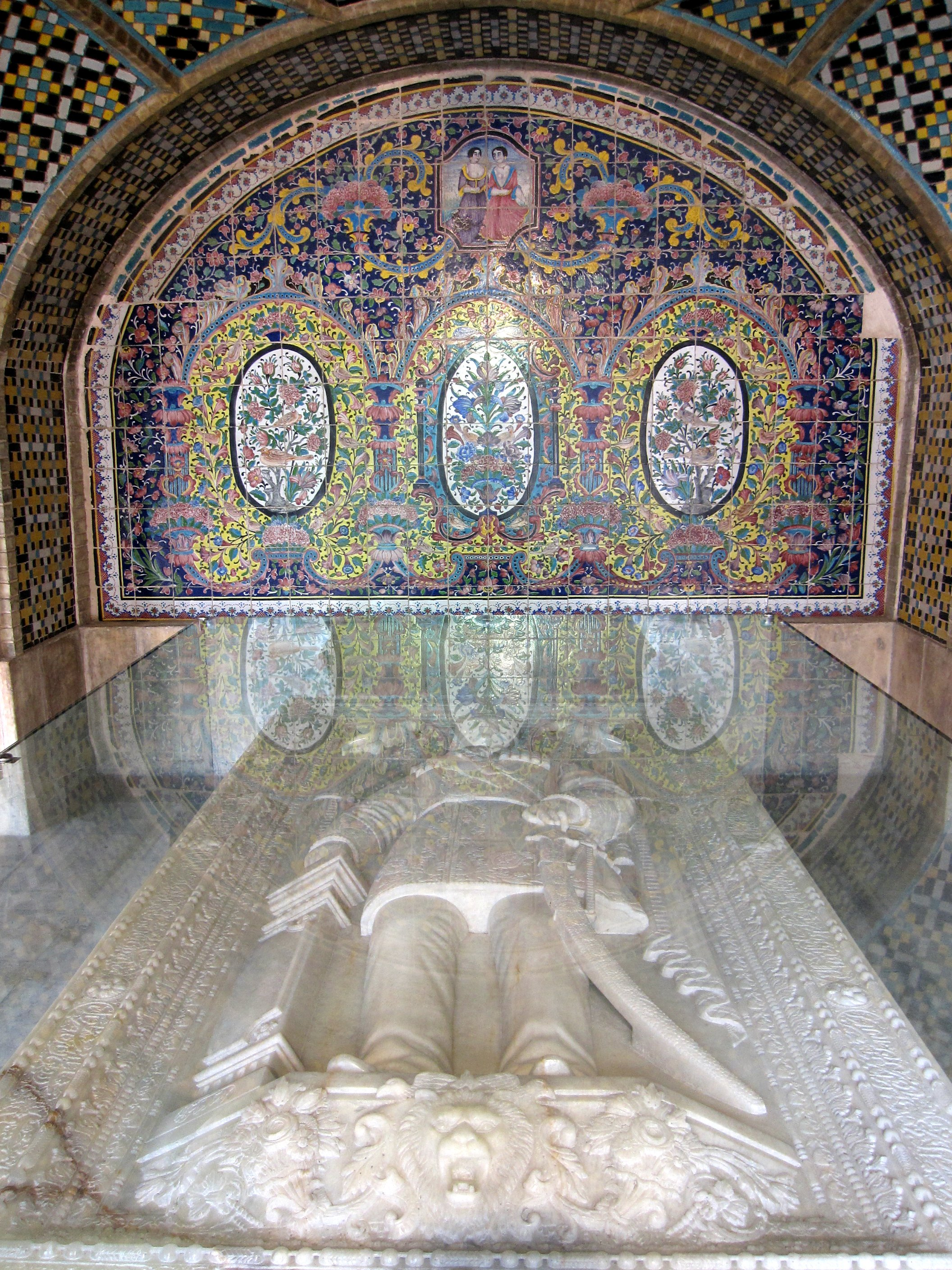
سنگ قبر مرمرین ناصرالدین‌شاه، که پس از پیروزی انقلاب ۱۳۵۷ از روی آرامگاه وی در حرم شاه عبدالعظیم به خلوت کریمخانی کاخ گلستان منتقل شد.
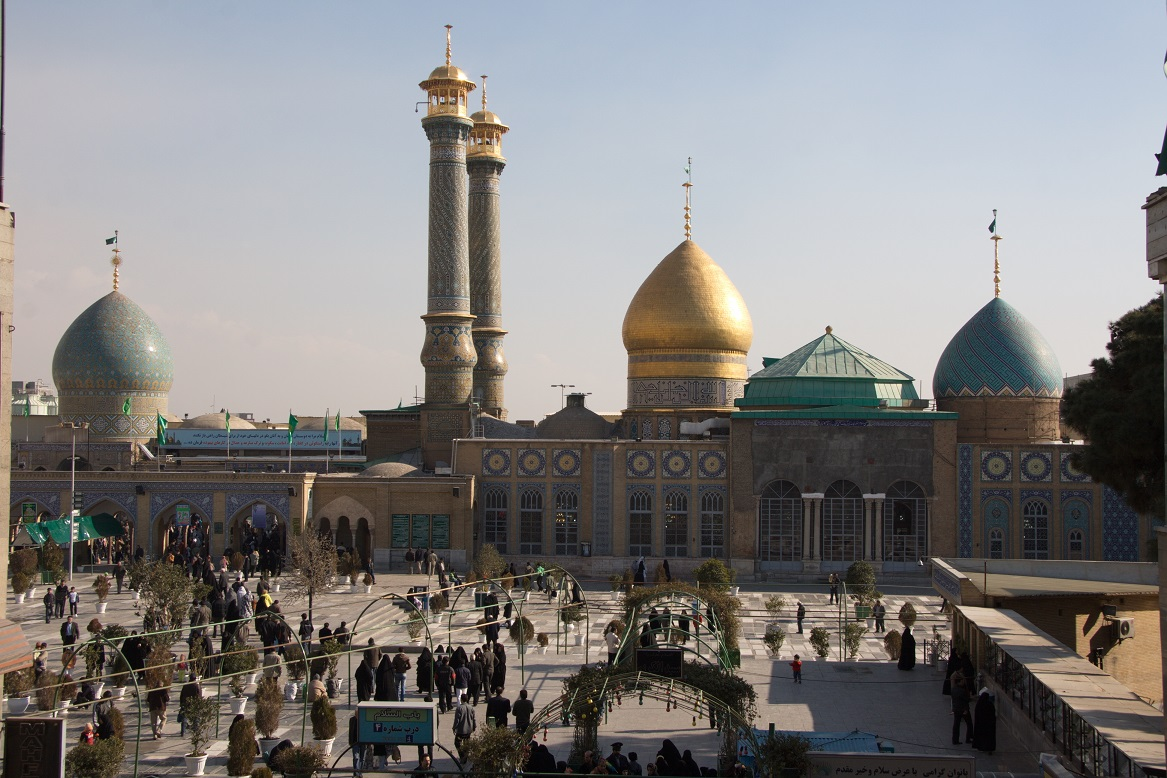
نمای «ایوان ناصری» و گنبد کلاه‌فرنگی آرامگاه ناصرالدین‌شاه (سبزرنگ) در بالای آن، بین گنبد طلایی آرامگاه عبدالعظیم حسنی (سمت چپ) و گنبد فیروزه‌ای امامزاده حمزه (سمت راست)

## همسران و فرزندان
۸۹ همسر (۶ عقدی و ۸۳ صیغه‌ای) و ۴۰ فرزند:
- گلین خانم؛ دختر شاهزاده احمدعلی میرزا پسر خاقان مغفور فتحعلی‌شاه قاجار، اولین زن عقدی بود که در ایام ولایت‌عهدی به نکاح ناصرالدین‌شاه درآمد.
  - فخرالملوک (زادهٔ ۱۲۶۳ ه‍.ق – درگذشتهٔ ۴ رمضان ۱۳۱۱ ه‍.ق)؛ اولین اولاد ناصرالدین‌شاه در ایام ولایت‌عهدی بود.
  - محمود میرزا (زادهٔ ۱۷ رجب ۱۲۶۵ ه‍.ق – درگذشتهٔ ۲۵ جمادی‌الثانی ۱۲۶۶ ه‍.ق)؛ اولین اولاد ذکور و ولیعهد ناصرالدین‌شاه که در یازده ماهگی درگذشت.
  - افسرالدوله (زادهٔ ۱۲۷۵ ه‍.ق – درگذشتهٔ ۱۳۱۹ ه‍.ق)
  - محمد میرزا (زادهٔ رجب ۱۲۸۰ ه‍.ق – درگذشتهٔ ربیع‌الثانی ۱۲۸۱ ه‍.ق)؛ در نه ماهگی درگذشت.
- تاج‌الدوله؛ خجسته خانم دختر شاهزاده سیف‌الله میرزا پسر خاقان مغفور فتحعلی‌شاه قاجار، دومین زن عقدی بود که پس از جلوس ناصرالدین‌شاه به تخت سلطنت به نکاح وی درآمد.
  - معین‌الدین میرزا (زادهٔ ۱۷ ربیع‌الثانی ۱۲۶۸ ه‍.ق – درگذشتهٔ ۱۲ ربیع‌الاول ۱۲۷۳ ه‍.ق)؛ دومین ولیعهد ناصرالدین‌شاه که در شش سالگی درگذشت.
  - عصمت‌الدوله (زادهٔ ۱۲۷۲ ه‍.ق – درگذشتهٔ ۲۹ جمادی‌الثانی ۱۳۳۸ ه‍.ق)
- شکوه‌السلطنه؛ دختر شاهزاده فتح‌الله میرزا شعاع‌السلطنه پسر خاقان مغفور فتحعلی‌شاه قاجار، والدهٔ شاهنشاه مظفرالدین‌شاه قاجار. سومین زن عقدی ناصرالدین‌شاه بود که در ۱۴ شوال ۱۳۰۹ ه‍.ق [به ناخوشی وبا] بدرود زندگانی گفتند.
  - مظفرالدین میرزا (زادهٔ ۱۲ جمادی‌الثانی ۱۲۶۹ ه‍.ق – درگذشتهٔ ۱۸ ذی‌القعده ۱۳۲۴ ه‍.ق)؛ بعدها به‌عنوان مظفرالدین‌شاه، پنجمین پادشاه ایران از دودمان قاجار، شناخته می‌شد.
  - زینت‌الدوله (زادهٔ ؟ ه‍.ق – درگذشتهٔ ؟ ه‍.ق)؛ در نه ماهگی درگذشت.
- ستاره خانم؛ دختر محمدحسن‌خان تبریزی، چهارمین زن عقدی بود که در ۲۴ شوال ۱۲۷۳ ه‍.ق به‌واسطه عقد کردن فروغ‌السلطنه مطلقه و صیغه شد. مدتی بعد از اندرون خارج و همسر شیخ محمد کعبی پسر شیخ فارس‌خان کعبی شد، از او هم طلاق گرفت، سپس همسر مهدی موش شد و صاحب یک اولاد ذکور شد.
  - ملک‌شاه میرزا (زادهٔ ۸ ذی‌الحجه ۱۲۶۷ ه‍.ق – درگذشتهٔ شعبان ۱۲۶۸ ه‍.ق)؛ در هشت ماهگی درگذشت.
  - پری‌سلطان خانم (زادهٔ ؟ ه‍.ق – درگذشتهٔ ؟ ه‍.ق)؛ در دو سالگی درگذشت.
  - اخترالملوک (زادهٔ ؟ ه‍.ق – درگذشتهٔ ؟ ه‍.ق)؛ در یک سالگی درگذشت.
- فروغ‌السلطنه؛ جیران خانم دختر محمدعلی‌خان تجریشی، از زنان محبوب و عقدی ناصرالدین‌شاه بود که در عنفوان جوانی درگذشت.
  - محمد میرزا (زادهٔ ۶ ربیع‌الاول ۱۲۶۶ ه‍.ق – درگذشتهٔ ۱۴ ربیع‌الاول ۱۲۶۶ ه‍.ق)؛ در هشت روزگی جان سپرد.
  - امیرقاسم میرزا (زادهٔ ۵ جمادی‌الاول ۱۲۶۹ ه‍.ق – درگذشتهٔ ۱۸ ذی‌القعده ۱۲۷۴ ه‍.ق)؛ امیرنظام، سومین ولیعهد ناصرالدین‌شاه که در پنج سالگی درگذشت.
  - رکن‌الدین میرزا (زادهٔ ۱۲۷۲ ه‍.ق – درگذشتهٔ ۱۳ رجب ۱۲۷۴ ه‍.ق)؛ امیر توپخانه بود. در سه سالگی درگذشت.
  - خورشیدکلاه خانم (زادهٔ ۱۲۷۳ ه‍.ق – درگذشتهٔ ۱۲۷۵ ه‍.ق)؛ در دو سالگی درگذشت.
- سرورالسلطنه؛ شاه‌زنان خانم یا سرورملک خانم دختر شاهزاده امام‌قلی میرزا عمادالدوله پسر شاهزاده محمدعلی میرزا پسر خاقان مغفور فتحعلی‌شاه قاجار، ششمین زن عقدی ناصرالدین‌شاه بود که دو سال و چهار ماه پس از ازدواج بلااولاد درگذشت.
  - بدون فرزند
- انیس‌الدوله؛ فاطمه خانم دختر علی‌اصغرخان امامه‌ای، از زنان محبوب بود که پنج ماه و پنج روز پس از درگذشت ناصرالدین‌شاه در شب جمعه ۲۳ ربیع‌الثانی ۱۳۱۴ ه‍.ق بدرود جهان گفت. او بانوی بزرگ سلطنت بود.
  - بدون فرزند
- امین‌اقدس؛ زبیده خانم دختر ... [در اصل نامشخص] گروسی
  - بدون فرزند
- خانم‌باشی؛ فاطمه‌سلطان خانم دختر مشهدی محمدحسین‌ باغبان‌باشی، از همسران محبوب که پس از درگذشت ناصرالدین‌شاه همسر قهرمان‌خان حاجب‌الدوله تبریزی شد.
  - علاءالدین میرزا (زادهٔ ۱۹ صفر ۱۳۰۹ ه‍.ق – درگذشتهٔ جمادی‌الثانی ۱۳۰۹ ه‍.ق)؛ در چهار ماهگی درگذشت.
  - سقط جنین (۲۲ ذی‌القعده ۱۳۰۹)؛ در ماه پنجم بارداری
- عفت‌السلطنه؛ کلثوم خانم دختر موسی رضاقلی بیگ تبریزی
  - مسعود میرزا ظل‌السلطان (زادهٔ ۲۰ صفر ۱۲۶۶ ه‍.ق – درگذشتهٔ ۲۳ رمضان ۱۳۳۶ ه‍.ق)؛ بزرگترین پسر باقی‌ماندهٔ ناصرالدین‌شاه بود که به‌دلیل نسب غیرقاجاری مادرش هرگز به ولایت‌عهدی نرسید.
  - حسین میرزا جلال‌الدوله (زادهٔ ۱۲۶۹ ه‍.ق – درگذشتهٔ ۱۲۸۵ ه‍.ق)؛ در سن شانزده سالگی درگذشت.
  - افتخارالدوله (زادهٔ ۱۲۷۳ ه‍.ق – درگذشتهٔ شوال ۱۳۵۴ ه‍.ق)
- منیرالسلطنه؛ منیره خانم دختر محمدتقی‌خان معمارباشی تبریزی
  - کامران میرزا نایب‌السلطنه (زادهٔ ۱۹ ذی‌القعده ۱۲۷۲ ه‍.ق – درگذشتهٔ رمضان ۱۳۴۷ ه‍.ق)
- شمس‌الدوله؛ بلقیس خانم دختر شاهزاده احمد میرزا عضدالدوله پسر خاقان مغفور فتحعلی‌شاه قاجار
  - بدون فرزند
- اخترالسلطنه؛ دختر شاهزاده اوکتای قاآن میرزا پسر شاهزاده ... [در اصل نامشخص] پسر خاقان مغفور فتحعلی‌شاه قاجار
  - بدون فرزند
- ندیم‌السلطنه؛ خاتون‌جان خانم دختر آقاجونی تجریشی
  - ضیاءالسلطنه (زادهٔ ۱۲۷۲ ه‍.ق – درگذشتهٔ ۱۳۳۴ ه‍.ق)
- والی‌زاده خانم؛ هما خانم دختر خسروخان اردلان پسر امان‌الله‌خان اردلان، والی کردستان
  - فروغ‌السلطنه (زادهٔ ۱۲۷۵ ه‍.ق – درگذشتهٔ ؟ ه‍.ق)
- خازن‌الدوله؛ قمرسلطان خانم دختر ... [در اصل نامشخص] شیرازی
  - فخرالدوله (زادهٔ ۱۲۷۸ ه‍.ق – درگذشتهٔ ۴ رمضان ۱۳۱۰ ه‍.ق)
  - فروغ‌الدوله (زادهٔ ۱۲۷۹ ه‍.ق – درگذشتهٔ ۱۳۳۵ ه‍.ق)
- لیلی خانم؛ دختر میرزا محمدخان یوشی و خواهر میرزا عبدالله‌خان یوشی
  - افتخارالسلطنه (زادهٔ ۱۲۹۸ ه‍.ق – درگذشتهٔ ۱۳۶۴ ه‍.ق)
- وجیه‌الدوله؛ صغری خانم دختر میرزا محمدعلی اصفهانی خرّازی‌فروش
  - اخترالدوله (زادهٔ ۱ صفر ۱۲۹۹ ه‍.ق – درگذشتهٔ ؟ ه‍.ق)
- زینت‌السلطنه؛ دختر شاهزاده آلب‌ارسلان میرزا سالار پسر شاهزاده شیخ‌علی میرزا شیخ‌الملک پسر خاقان مغفور فتحعلی‌شاه قاجار
  - نصرت‌الدین میرزا سالارالسلطنه (زادهٔ ۱۴ جمادی‌الثانی ۱۲۹۹ ه‍.ق – درگذشتهٔ ؟ ه‍.ق)
- فرح‌الدوله؛ مرجان خانم دختر ... [در اصل نامشخص] ترکمانیه
  - فرح‌السلطنه (زادهٔ ۱۲۹۹ ه‍.ق – درگذشتهٔ ؟ ه‍.ق)
  - حسینعلی میرزا یمین‌الدوله (زادهٔ ۱۵ محرم ۱۳۰۸ ه‍.ق – درگذشتهٔ ۱۳۷۲ ه‍.ق)
- توران‌السلطنه؛ مریم خانم دختر شاهزاده محمدحسن میرزا معتضدالدوله پسر شاهزاده مهدی‌قلی میرزا پسر شاهزاده عباس میرزا نایب‌السلطنه پسر خاقان مغفور فتحعلی‌شاه قاجار
  - تاج‌السلطنه (زادهٔ ۵ ربیع‌الثانی ۱۳۰۱ ه‍.ق – درگذشتهٔ ۳۰ شوال ۱۳۵۴ ه‍.ق)
  - احمد میرزا عضدالسلطنه (زادهٔ ۱۸ ذی‌القعده ۱۳۰۸ ه‍.ق – درگذشتهٔ ۱۳۵۸ ه‍.ق)
- بدرالسلطنه؛ دختر شاهزاده غلام‌رضا میرزا پسر شاهزاده محمدرضا میرزا پسر خاقان مغفور فتحعلی‌شاه قاجار
  - محمدرضا میرزا رکن‌السلطنه (زادهٔ ۲۷ ربیع‌الثانی ۱۳۰۲ ه‍.ق – درگذشتهٔ ۱۳۷۰ یا ۱۳۷۱ ه‍.ق)
- وقارالسلطنه؛ خدیجه خانم دختر ... [در اصل نامشخص] مسجد حوضی تهرانی
  - شرف‌السلطنه (زادهٔ ۱۳۰۳ ه‍.ق – درگذشتهٔ ؟ ه‍.ق)
- عابده بیگم؛ دختر ... [در اصل نامشخص]
  - ملک‌قاسم میرزا (زادهٔ ۱۵ صفر ۱۳۰۴ ه‍.ق – درگذشتهٔ ۱۷ جمادی‌الثانی ۱۳۰۴ ه‍.ق)؛ در چهار ماهگی درگذشت.
- محبوب‌السلطنه؛ بالا خانم کوچک دختر مشهدی علی‌اصغر حریرفروش
  - عزالسلطنه (زادهٔ ۱۳۰۶ ه‍.ق – درگذشتهٔ ۲۸ رجب ۱۴۰۴ ه‍.ق)
  - عزیزالسلطنه (زادهٔ ۱۳۱۲ ه‍.ق – درگذشتهٔ ۱۳۲۹ ه‍.ق)؛ در سن شانزده سالگی درگذشت.
- قمرتاج خانم؛ دختر ... [در اصل نامشخص] مازندرانی، که قبل از درگذشت ناصرالدین‌شاه فوت کرد.
  - قدرت‌السلطنه (زادهٔ ۷ جمادی‌الثانی ۱۳۰۸ ه‍.ق – درگذشتهٔ ۲۲ شعبان ۱۳۸۵ ه‍.ق)
- آقا شاه‌زاده؛ ناهید خانم دختر شاهزاده قاسم میرزا
  - محمدتقی میرزا عین‌السلطنه (زادهٔ ۷ جمادی‌الثانی ۱۳۱۰ ه‍.ق – درگذشتهٔ ؟ ه‍.ق)؛ آخرین اولاد ناصرالدین‌شاه بود.
- گل‌صباح خانم؛ دختر ... [در اصل نامشخص] ترکمانیه که پس از درگذشت ناصرالدین‌شاه همسر آقا صالح آهاری شد.
  - عشرت‌الملوک (زادهٔ ؟ ه‍.ق – درگذشتهٔ ؟ ه‍.ق)؛ در پانزده روزگی جان سپرد.
- شاه‌زاده کوچک؛ دختر شاهزاده محمدجعفر میرزا پسر شاهزاده بهرام میرزا معزالدوله پسر شاهزاده عباس میرزا نایب‌السلطنه پسر خاقان مغفور فتحعلی‌شاه قاجار
- نزهت خانم؛ دختر شاهزاده ... [در اصل نامشخص] قاجار
- نقره خانم؛ دختر محمدقلی‌خان آصف‌الدوله پسر الله‌یارخان آصف‌الدوله قاجار
- عایشه خانم؛ دختر میرزا محمدخان یوشی و خواهر میرزا عبدالله‌خان یوشی
- ماه‌رخسار خانم؛ دختر مشهدی محمدحسین‌ باغبان‌باشی
- ماه‌نساء خانم؛ دختر ... [در اصل نامشخص]
- زهرا خانم عروس؛ دختر محمدصادق بیگ کُرد
- سلطان خانم؛ دختر تاجر حاجی احمد تبریزی
- بالا خانم بزرگ؛ دختر تاجر  آقا محمدشفیع تبریزی و خواهر کاظم‌خان پیشخدمت
- زهراسلطان خانم؛ وزیره‌الحرم، دختر محمدصادق بیگ کُرد
- عصمت خانم؛ دختر ... [در اصل نامشخص] تبریزی
- فاطمه‌سلطان خانم؛ کتاب‌خوان، دختر درویش غفّار که پس از درگذشت ناصرالدین‌شاه همسر اسماعیل‌خان اسلحه‌دار شد.
- فاطمه‌سلطان خانم؛ دختر ... [در اصل نامشخص]
- خاورسلطان خانم؛ دختر باقرخان کاشانی
- شیرازی کوچک؛ قمرسلطان خانم دختر ... [در اصل نامشخص]
- کشور خانم؛ دختر مشهدی عباس نام که پس از درگذشت ناصرالدین‌شاه همسر یک مردِ کاشانی شد.
- اصفهانی کوچک؛ سکینه‌سلطان خانم دختر ... [در اصل نامشخص] که پس از درگذشت ناصرالدین‌شاه همسر ... [در اصل نامشخص] مستوفی همدانی شد.
- فخری خانم؛ دختر ... [در اصل نامشخص] که پس از درگذشت ناصرالدین‌شاه همسر زین‌العابدین‌خان سرهنگ موزیک شد.
- صفیّه خانم؛ دختر ... [در اصل نامشخص] شکرابی مازندرانی که پس از درگذشت ناصرالدین‌شاه همسر ... [در اصل نامشخص] شد.
- عالیه خانم؛ دختر ... [در اصل نامشخص]
- منوّر خانم؛ دختر ... [در اصل نامشخص] رفوگر که پس از درگذشت شاه شهید همسر حاجی علی‌اکبر امام‌زاده قاسمی شد.
- صاحب‌سلطان خانم؛ دختر ... [در اصل نامشخص] مازندرانی
- موچول خانم؛ دختر ... [در اصل نامشخص] معروف به جناب
- زیور خانم؛ دختر ... [در اصل نامشخص] فشندی
- زینب خانم؛ دختر ... [در اصل نامشخص] فشندی
- پری خانم؛ دختر ... [در اصل نامشخص] شهرستانکی
- فاطمه خانم؛ دختر ... [در اصل نامشخص] کردی
- فرنگیس خانم؛ دختر ... [در اصل نامشخص] قزوینی
- نصرت‌الزمان؛ دختر محمدحسن‌خان معظم‌الدوله برادر انیس‌الدوله که پس از درگذشت ناصرالدین‌شاه همسر فریدون میرزا پسر حاجی سلیمان میرزا شعاع‌الدوله پسر فریدون میرزا فرمان‌فرما شد.
- طغان‌بی‌بی خانم؛ دختر ... [در اصل نامشخص] ترکمانیه
- نوش‌آفرین خانم؛ دختر ... [در اصل نامشخص]
- ناشناس؛ دختر ... [در اصل نامشخص] و خواهر بهرام‌خان همدانی
- خدیجه خانم؛ دختر ... [در اصل نامشخص] جاجرودی که پس از درگذشت ناصرالدین‌شاه همسر ... [در اصل نامشخص] شد.
- اُغل‌بیگ خانم؛ قهوه‌چی باشی اندرون دختر ... [در اصل نامشخص] ترکمانیه
- سیمین‌عذار؛ دختر ... [در اصل نامشخص] کرد که پس از درگذشت ناصرالدین‌شاه همسر برادر علی‌خان معین‌الخلوت شد.
- شمس‌الضحی خانم؛ دختر تالاوردی‌خان که پس از درگذشت ناصرالدین‌شاه همسر ملک‌الکتاب شد.
- جوجوق خانم؛ دختر ... [در اصل نامشخص] ترکمانیه
- شوکت خانم؛ سیده ملوک خانم دختر ... [در اصل نامشخص] آهاری که پس از درگذشت ناصرالدین‌شاه همسر ... [در اصل نامشخص] شد.
- روشنک خانم؛ دختر ... [در اصل نامشخص] شهرستانکی که پس از درگذشت ناصرالدین‌شاه همسر میرعیسی‌خان فراش‌خلوت تبریزی شد.
- خجسته خانم؛ دختر میرزا عبدالمطلب مستشار پست‌خانه که پس از درگذشت ناصرالدین‌شاه همسر پسر حاجی علی‌نقی شد.
- زرین‌تاج خانم؛ دختر میرزا رضا مستوفی آشتیانی که پس از درگذشت ناصرالدین‌شاه همسر ... [در اصل نامشخص] شد.
- غنچه خانم؛ دختر ... [در اصل نامشخص] کُرد که پس از درگذشت ناصرالدین‌شاه همسر سید فضل‌الله روضه‌خوان شد.
- خانمی خانم؛ دختر ... [در اصل نامشخص] کُرد
- تحفه‌گل خانم؛ دختر ... [در اصل نامشخص] ترکمانیه
- خانم بالا؛ زیور خانم دختر ... [در اصل نامشخص] حاج‌صالح فشمی که پس از درگذشت ناصرالدین‌شاه همسر ... [در اصل نامشخص] شد.
- دلبر خانم؛ دختر ... [در اصل نامشخص] بختیاری
- دلبند خانم؛ دختر ... [در اصل نامشخص] کُرد
- نسیم‌ملک خانم؛ چرکسی، پس از درگذشت ناصرالدین‌شاه همسر میرزا ارسطو شیرازی نوهٔ‌ میرزا ابوالقاسم شیرازی شد.
- نجم‌السحر خانم؛ چرکسی، پس از درگذشت ناصرالدین‌شاه همسر غلام‌حسین‌خان نام شد.
- فرخ‌تاج خانم؛ دختر ... [در اصل نامشخص] از اقوام شمس‌الدوله که پس از درگذشت ناصرالدین‌شاه همسر ... [در اصل نامشخص] شد.
- جمال خانم؛ دختر برخوردار میوه‌فروش که قبل از درگذشت ناصرالدین‌شاه از دنیا رفت.
- فاطمه خانم؛ دختر محمدتقی‌خان پندری که چند سال پس از درگذشت ناصرالدین‌شاه به قتل رسید.
- معصومه خانم؛ دختر ... [در اصل نامشخص] که قبل از درگذشت ناصرالدین‌شاه از دنیا رفت.
- بلقیس خانم؛ دختر ... [در اصل نامشخص] و خواهر باقرخان که قبل از درگذشت ناصرالدین‌شاه از دنیا رفت.
- زرانگیز خانم؛ دختر ... [در اصل نامشخص] که قبل از درگذشت ناصرالدین‌شاه از دنیا رفت.
- سکینه خانم؛ دختر ... [در اصل نامشخص] چیذری که قبل از درگذشت ناصرالدین‌شاه از دنیا رفت.
- قدسیه خانم؛ دختر ... [در اصل نامشخص] که قبل از درگذشت ناصرالدین‌شاه از دنیا رفت.
- اقدس خانم؛ دختر ... [در اصل نامشخص] مازندرانی
- اصفهانی بزرگ؛ دختر ... [در اصل نامشخص] که قبل از درگذشت ناصرالدین‌شاه از دنیا رفت.
- گوهرسلطان خانم؛ دختر ... [در اصل نامشخص] که قبل از درگذشت ناصرالدین‌شاه از دنیا رفت.
- شیرازی بزرگ؛ دختر ... [در اصل نامشخص] که قبل از درگذشت ناصرالدین‌شاه از دنیا رفت.

## نگارخانه

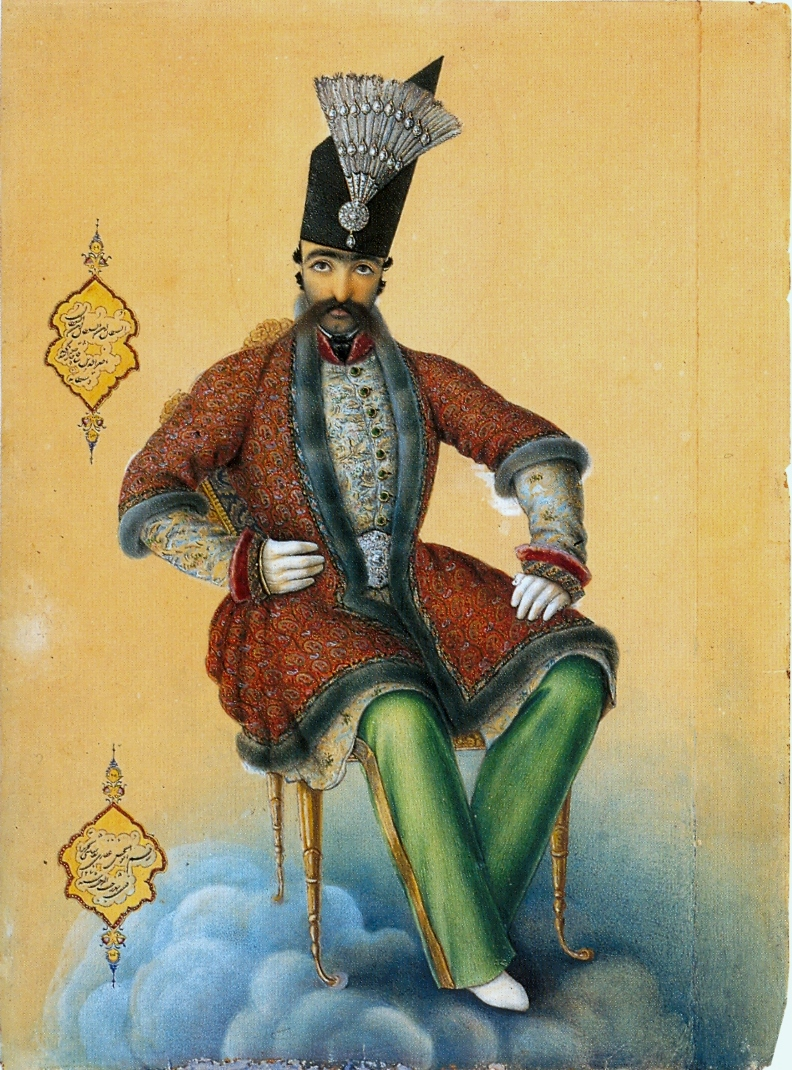
یک نقاشی از ناصرالدین‌شاه
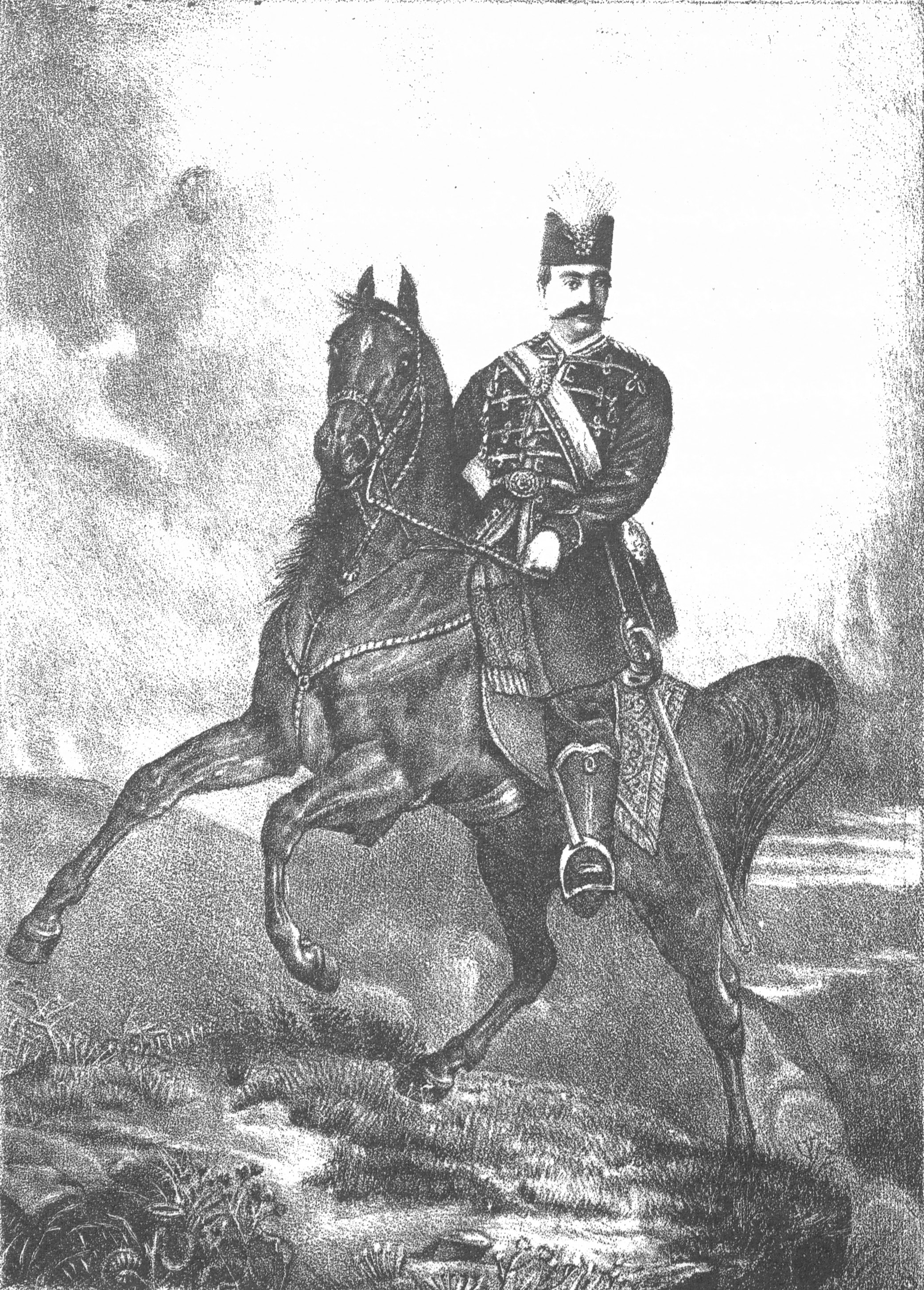
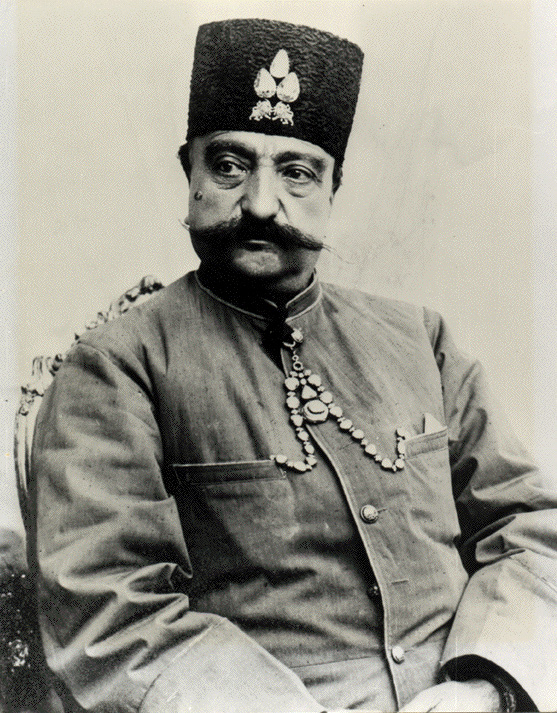
ناصرالدین‌شاه در آخرین سال سلطنت
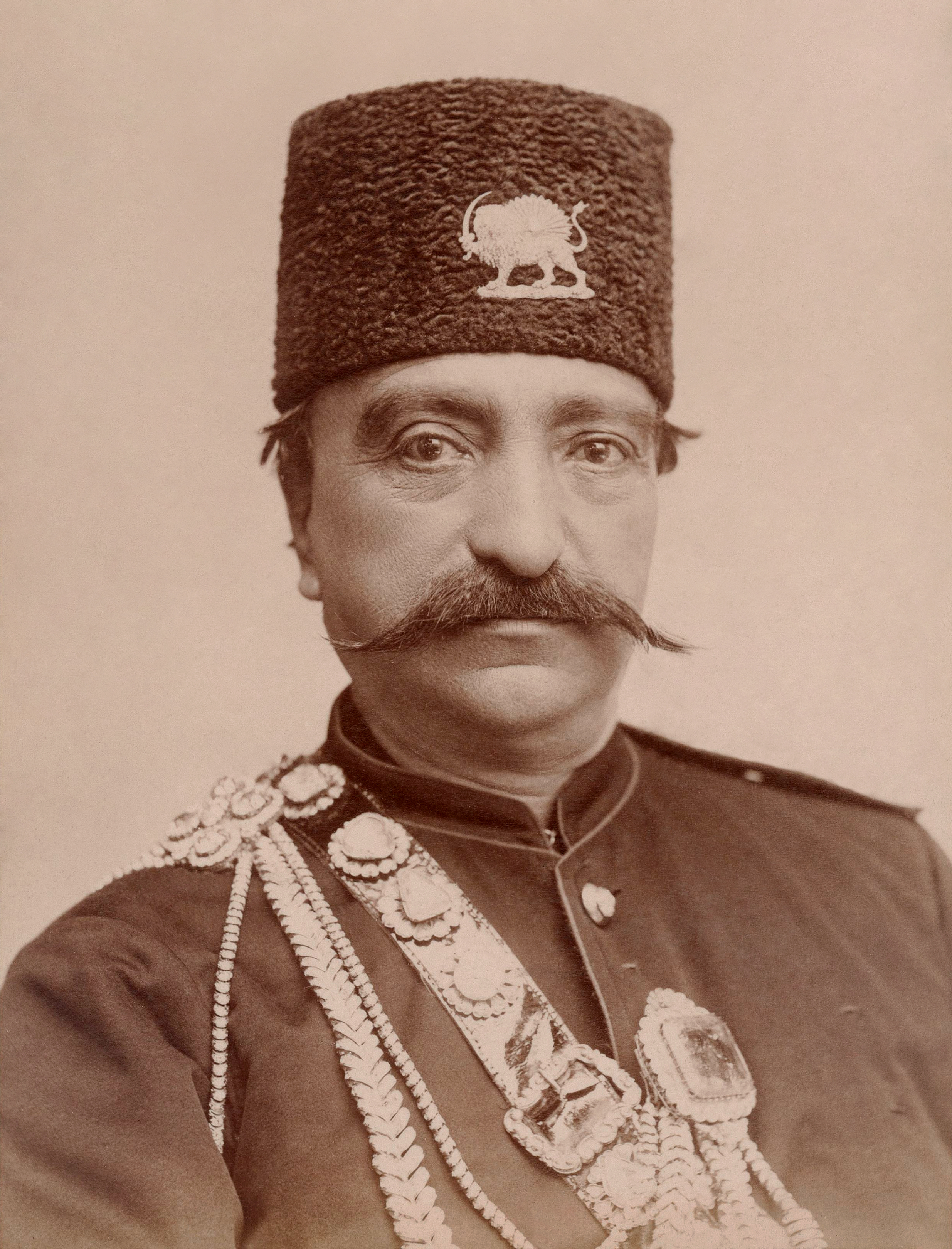
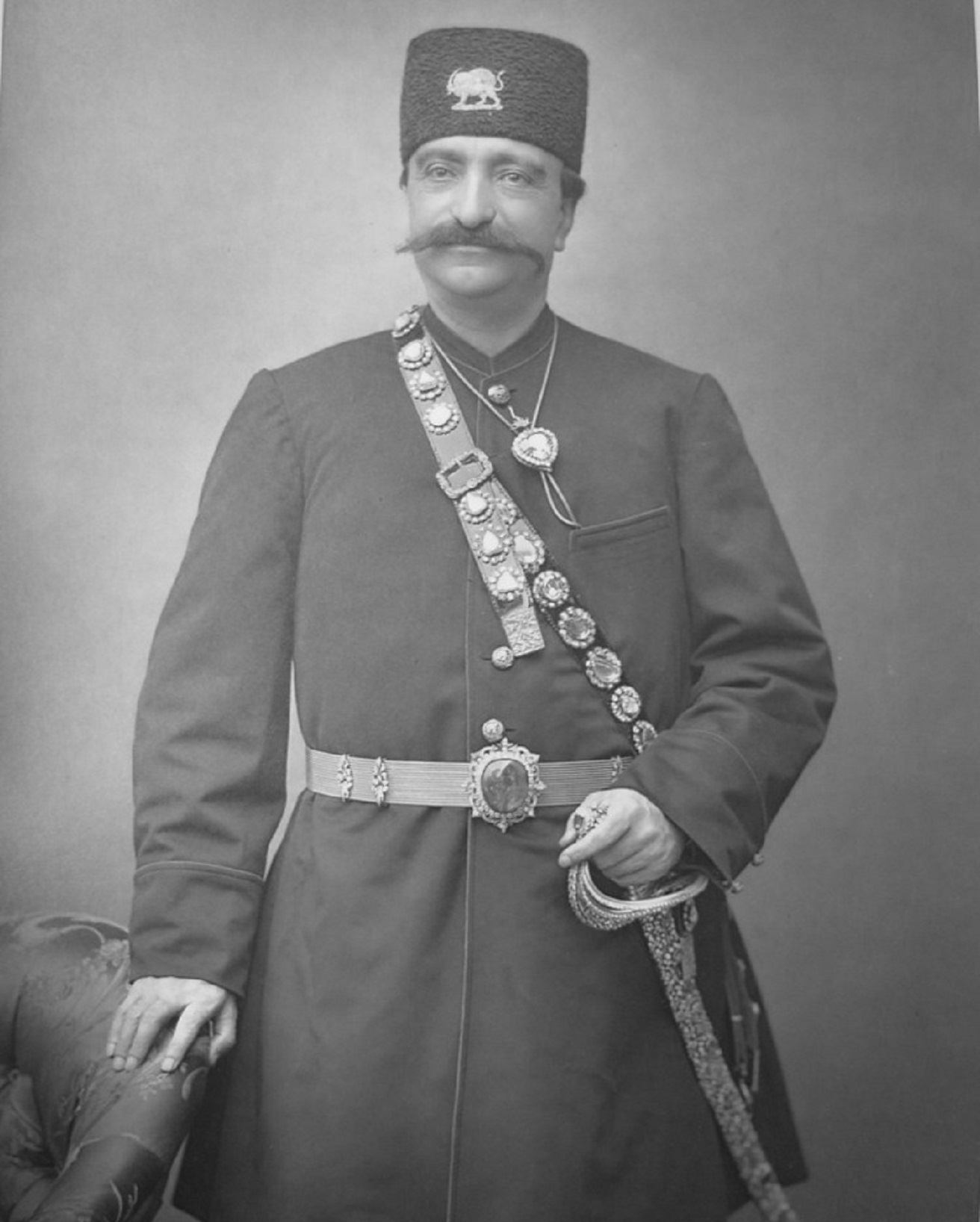
پُرتره‌ای قدی از ناصرالدین‌شاه
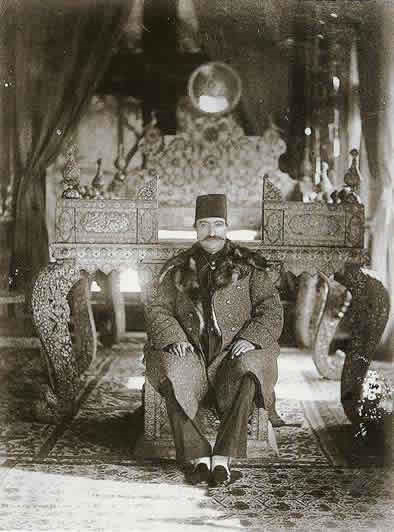
ناصرالدین‌شاه قاجار بر روی پله‌های تخت طاووس
ناصرالدین‌شاه در حیاط کاخ گلستان
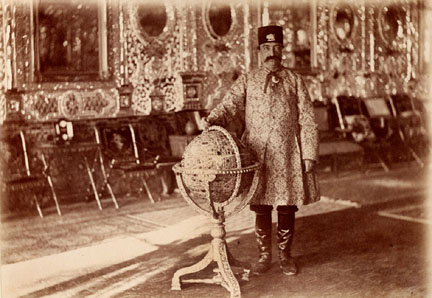
ناصرالدین‌شاه در تالار آینه در کاخ گلستان، در کنار کره جواهرنشان
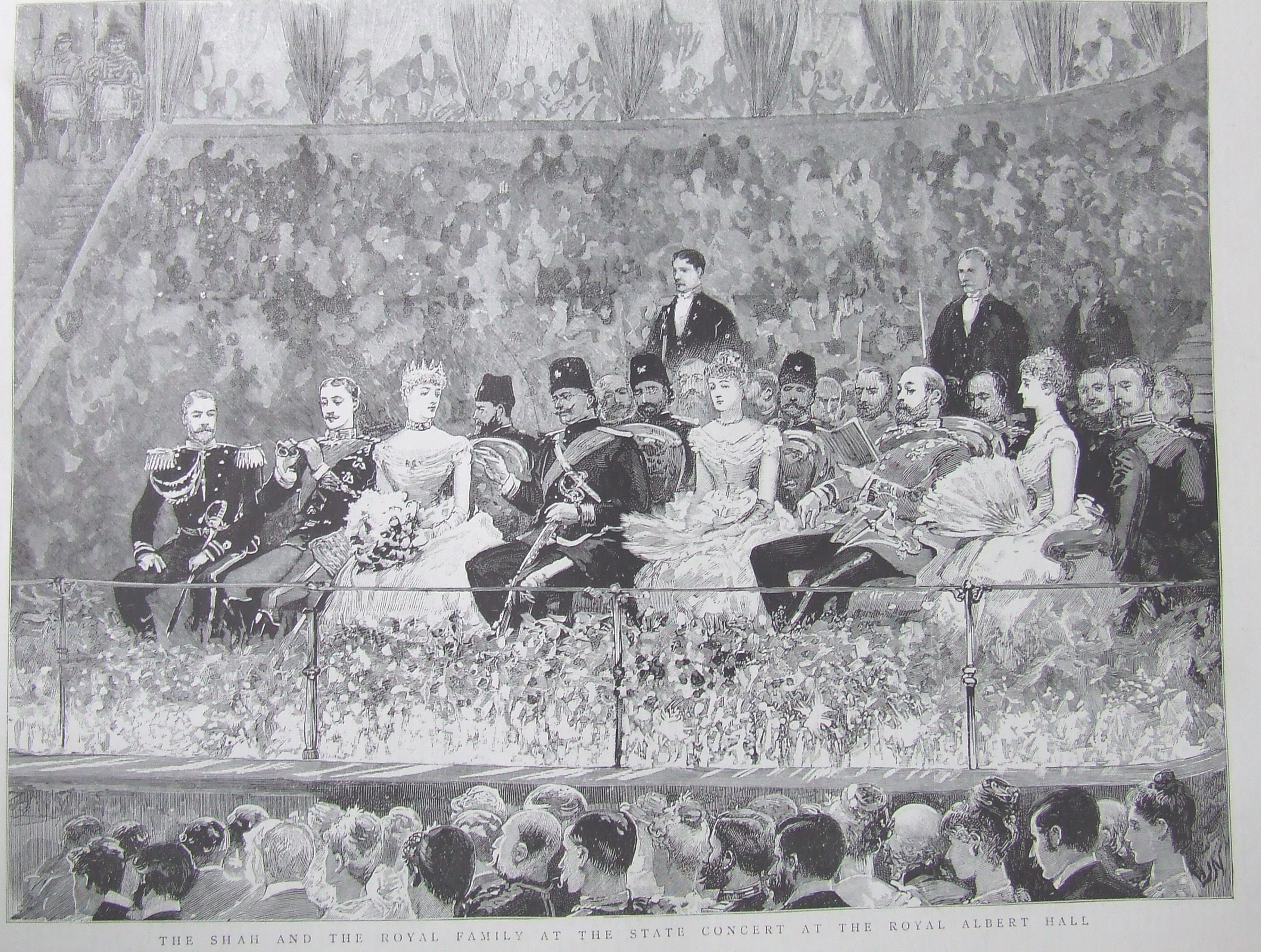
ناصرالدین‌شاه و همراهانش در کنسرت دولتی دربار بریتانیا. ناصرالدین‌شاه میان همسر ادوارد هفتم پادشاه بریتانیا و همسر الکساندر سوم تزار روسیه نشسته است.
ناصرالدین‌شاه مهمان ادوارد هفتم پادشاه بریتانیا
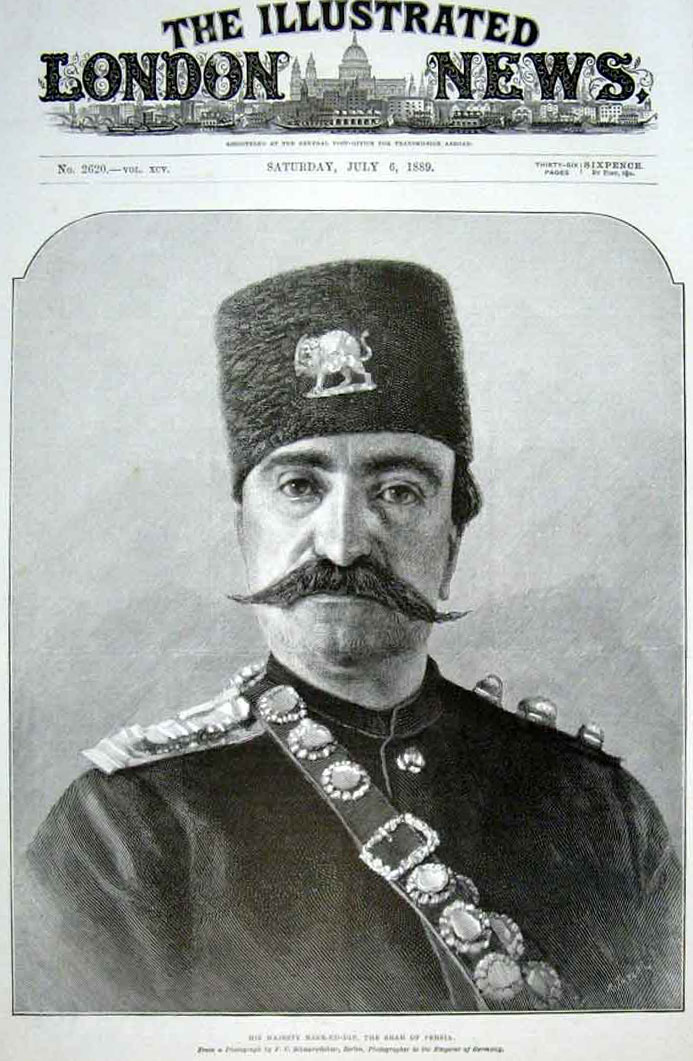
عکس ناصرالدین شاه در روزنامهٔ لندن نیوز ۶ژوئیه ۱۸۸۹میلادی
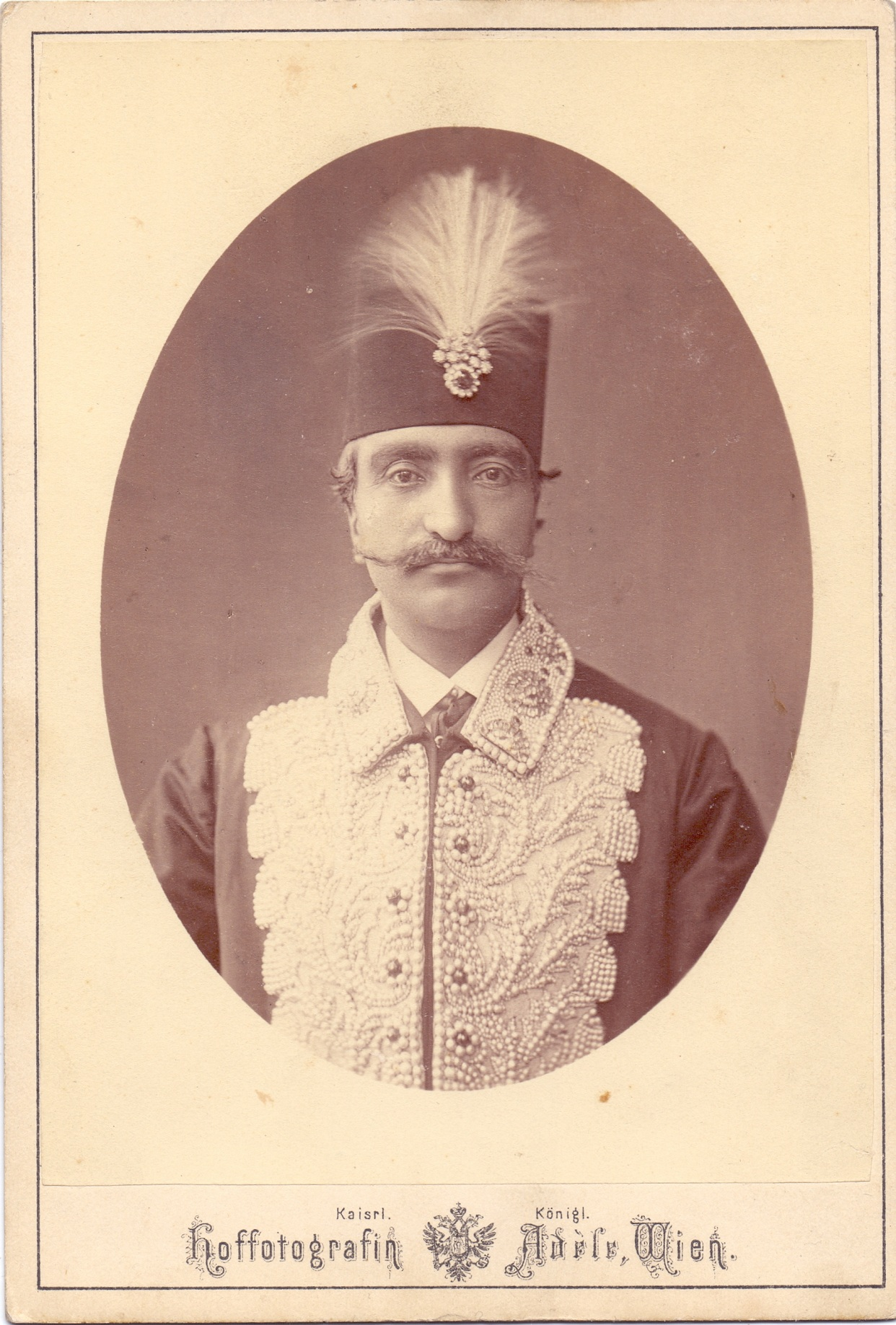
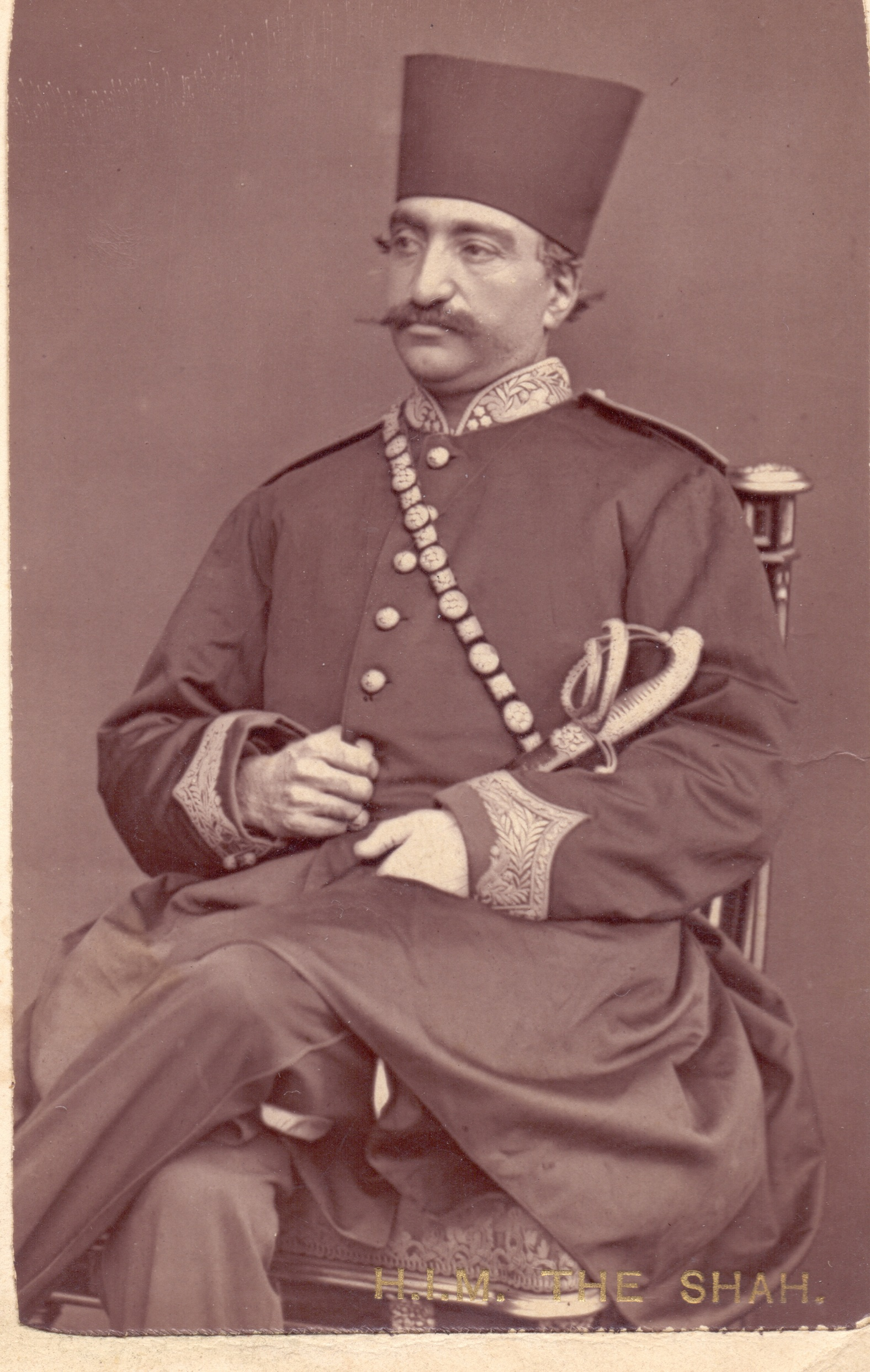
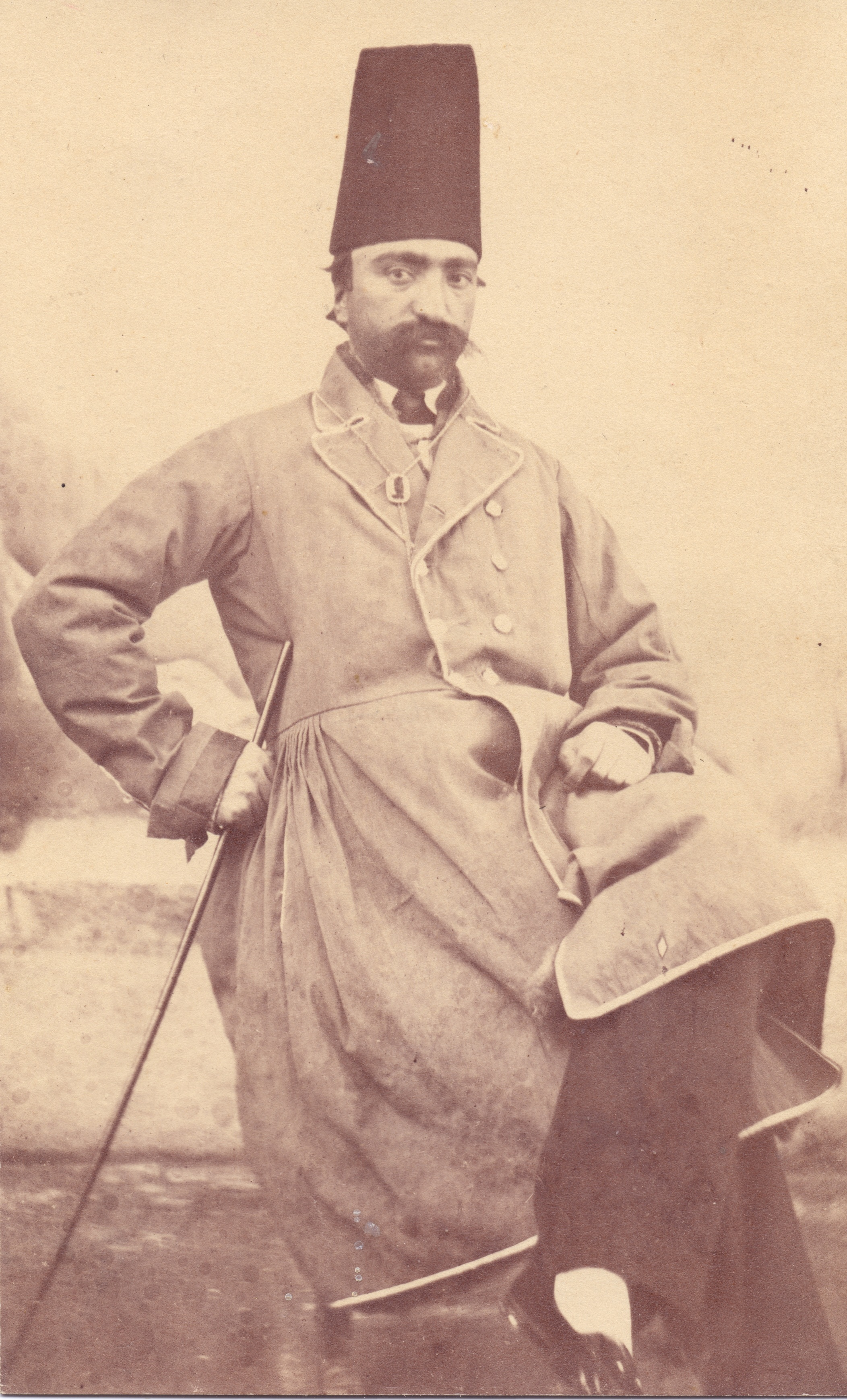

## جدول‌ها و نمودارها

### فرزندان ناصرالدین‌شاه
| ردیف | نام                          | تولد (هـ. خ/هـ.ق.)                   | مرگ (هـ. خ/هـ. ق)                 | نام مادر          | یادداشت‌ها |
| ---- | ---------------------------- | ------------------------------------ | --------------------------------- | ----------------- | --- |
| ۱    | بالیجه خانم فخرالملوک        | ۱۲۲۷/۱۲۶۳                            | ۲۰ فروردین ۱۲۵۷/۶ ربیع‌الاول ۱۲۹۵  | گلین خانم         | در ۱۶ آبان ۱۲۳۹ (۲۲ ربیع‌الثانی ۱۲۷۷) به ازدواج مهدی خان اعتضادالدوله درآمد. صاحب چهار فرزند شد. |
| ۲    | سلطان محمود میرزا            | ۱۳ مهر ۱۲۲۸/۱۸ ذی‌القعده ۱۲۶۵         | ۱۲۲۹/رمضان ۱۲۶۶                   | گلین خانم         | در پنج ماهگی به ولیعهدی برگزیده شد. در یازده ماهگی درگذشت. |
| ۳    | سلطان مسعود میرزا ظل‌السلطان  | ۱۵ دی ۱۲۲۸/۲۰ صفر ۱۲۶۶               | ۱۰ تیر ۱۲۹۷/۲۳ رمضان ۱۳۳۶         | عفت‌السلطنه        | |
| ۴    | سلطان معین‌الدین میرزا        | ۱۹ بهمن ۱۲۳۰/۱۶ ربیع‌الثانی ۱۲۶۸      | ۱۵ آبان ۱۲۳۸                      | تاج‌الدوله         | در مرداد ۱۲۳۱ (شوال ۱۲۶۸) به ولیعهدی برگزیده شد. در شب رسیدن خبر فتح هرات به تهران درگذشت. |
| ۵    | ملک شاه میرزا                | ؟                                    | ؟                                 | ستاره خانم تبریزی | در بازگشت ناصرالدین‌شاه از سفر اصفهان (۱۲۶۷) تولد یافت و در هشت ماهگی درگذشت. |
| ۶    | سلطان محمد میرزا             | ؟                                    | ؟                                 | جیران             | در هشت روزگی درگذشت. |
| ۷    | محمدقاسم میرزا               | ۱۲۳۱/۱۲۶۹                            | ۸ تیر ۱۲۳۷/۱۷ ذی‌القعده ۱۲۷۴       | جیران             | در ۱۲۷۳ هجری قمری با لقب «امیرنظام» فرمانده کل ارتش ایران شد. در ۱۳ مرداد ۱۲۳۶ (۱۳ ذی‌الحجه ۱۲۷۳) به ولیعهدی رسید. در پنج سالگی درگذشت.                                                                                           |
| ۸    | سلطان حسین میرزا قاجار       | ۱۲۳۱/۱۲۶۹                            | ۱۲۴۷/۱۲۸۵                         | عفت‌السلطنه        | در شانزده سالگی در حالی که حاکم خراسان بود در مشهد درگذشت. از خود پسری باقی گذاشت، مهدی‌قلی میرزا مؤیدالسلطان که توسط ظل‌السلطان سرپرستی می‌شد.                                                                                     |
| ۹    | مظفرالدین‌شاه                 | ۳ فروردین ۱۲۳۲/۱۲ جمادی‌الثانی ۱۲۶۹   | ۱۲ دی ۱۲۸۵/۱۸ ذی‌القعده ۱۳۲۴       | شکوه‌السلطنه       | |
| ۱۰   | پری سلطان خانم               | ؟                                    | ؟                                 | ستاره خانم تبریزی | در دو سالگی درگذشت. |
| ۱۱   | سلطان رکن‌الدین میرزا         | ؟                                    | ؟                                 | جیران             | امیر توپخانه شد اما در سه سالگی درگذشت. |
| ۱۲   | زینت‌الدوله                   | ؟                                    | ؟                                 | شکوه‌السلطنه       | در نه ماهگی درگذشت. |
| ۱۳   | اخترالملوک                   | ؟                                    | ؟                                 | ستاره خانم تبریزی | در یک سالگی درگذشت. |
| ۱۴   | فاطمه خانم عصمت‌الدوله        | ۱۲۳۴                                 | ۱۲ شهریور ۱۲۸۴                    | تاج‌الدوله         | در ۱۲۵۲ با دوست‌محمد معیرالممالک ازدواج کرد. صاحب چهار فرزند شد. از جمله دوستعلی معیری و عصمت‌الملوک معیری (همسر اول حسن مستوفی)                                                                                                   |
| ۱۵   | کامران میرزا                 | ۳۱ تیر ۱۲۳۵/۱۹ ذی‌القعده ۱۲۷۲         | اسفند ۱۳۰۷/رمضان ۱۳۴۷             | منیرالسلطنه       | |
| ۱۶   | ضیاءالسلطنه                  | ۱۲۳۵                                 | ۱۲۸۰                              | ندیم‌السلطنه       | در ۱۲۵۳ با میرزا زین‌العابدین خاتون‌آبادی، امام جمعه تهران ازدواج کرد. صاحب دو پسر و دو دختر بود، از جمله جواد ظهیر و زهرا امامی                                                                                                   |
| ۱۷   | کسرائیل خانم افتخارالدوله    | ۱۲۳۶                                 | ۱۳۰۱                              | عفت‌السلطنه        | در ۱۲۵۲ با ابوالفتح قاجار قوانلو، صارم‌الدوله ازدواج کرد |
| ۱۸   | افسرالدوله                   | ۱۲۳۷/۱۲۷۴                            | ؟                                 | گلین خانم         | با ابوالفتح میرزا مؤیدالدوله ازدواج کرد. |
| ۱۹   | سلطان محمد میرزا             | ؟                                    | ؟                                 | گلین خانم         | در نه ماهگی درگذشت. |
| ۲۰   | والیه                        |                                      |                                   | والیزاده خانم     | با محمدحسین خان اعتضادالملک قاجار ازدواج کرد. پس از درگذشت او با مهدی‌قلی‌خان مجدالدوله ازدواج کرد. |
| ۲۱   | توران آغا فخرالدوله          | ۱۲۳۸                                 | ۱۲۷۰                              | خازن‌الدوله        | با مهدی‌قلی‌خان مجدالدوله ازدواج کرد. بدون فرزند درگذشت. |
| ۲۲   | تومان آغا فروغ‌الدوله         | ۱۲۴۱                                 | ۱۲۹۵                              | خازن‌الدوله        | با علی خان ظهیرالدوله قاجار ازدواج کرد. صاحب شش فرزند شد، از جمله محمدناصر صفا (ظهیرالسلطان) و ولیه صفا (فروغ‌الملوک) |
| ۲۳   | زهرا خانم افتخارالسلطنه      | ۱۲۸۱/۱۲۴۳                            | ۱۳۲۵                              | لیلی خانم یوشی    | ابتدا با ابراهیم خان انتظام‌الدوله نوری ازدواج کرد. پس از مدتی طلاق گرفت و با امیراصلان‌خان نظام‌الدوله (خواجه‌نوری) ازدواج کرد. صاحب شش فرزند شد.                                                                                   |
| ۲۴   | فاطمه خانم قدرت‌السلطنه       |                                      |                                   | قمرتاج خانم       | با سلطان جنید میرزا معتمدالدوله نوه فرهاد میرزا معتمدالدوله ازدواج کرد. صاحب دو فرزند شد. پس از مدتی طلاق گرفت. |
| ۲۵   | فرح‌السلطنه                   |                                      |                                   | مرجان خانم ترکمان | |
| ۲۷   | اخترالدوله                   | ۲ دی ۱۲۶۰                            |                                   | وجیه‌الدوله        | در ۱۲۷۳ با غلامعلی عزیزالسلطان ازدواج کرد. پس از ترور ناصرالدین‌شاه از عزیزالسلطان طلاق گرفت و به ازدواج ارشدالدوله درآمد. |
| ۲۸   | نصرت‌الدین میرزا سالارالسلطنه | ۱۲ اردیبهشت ۱۲۶۱/۱۳ جمادی‌الثانی ۱۲۹۹ |                                   | زینت‌السلطنه       | |
| ۲۹   | زهرا خانم تاج‌السلطنه         | ۱۴ بهمن ۱۲۶۲                         | ۴ بهمن ۱۳۱۴                       | توران‌السلطنه      | در ۱۷ آذر ۱۲۷۲ با امیرحسن خان شجاع‌السلطنه ازدواج کرد. پس از چندی طلاق گرفت و در ۱۶ اسفند ۱۲۸۶ (۱۳ صفر ۱۳۲۶) با قوللرآقاسی برادرزاده حسین پاشاخان امیر بهادر ازدواج کرد و مدتی بعد طلاق گرفت. از شجاع‌السلطنه صاحب چهار فرزند بود. |
| ۳۰   | محمدرضا میرزا رکن‌السلطنه     | ۲۵ بهمن ۱۲۶۳                         | ۱۳۳۰                              | بدرالسلطنه        | |
| ۳۱   | شرف‌السلطنه                   |                                      |                                   | وقارالسلطنه       | |
| ۳۲   | ملک قاسم میرزا               | ۲۲ آبان ۱۲۶۵/۱۵ صفر ۱۳۰۴             | ۲۲ اسفند ۱۲۶۵/۱۷ جمادی‌الثانی ۱۳۰۴ | عابده بیگم        | |
| ۳۳   | حسینعلی میرزا یمین‌السلطنه    | ۹ شهریور ۱۲۶۹                        | ۱۳۳۱                              | مرجان خانم ترکمان | |
| ۳۴   | خدیجه خانم عزالسلطنه         | ۱۲۶۷ یا ۱۲۶۸/۱۳۰۶                    | ۹ اردیبهشت ۱۳۶۳/۲۸ رجب ۱۴۰۴       | محبوب‌السلطنه      | با غلامحسین امیراصلانی (احتشام‌الملک) ازدواج کرد. صاحب شش فرزند شد. |
| ۳۵   | احمدرضا میرزا عضدالسلطنه     | ۱۰ تیر ۱۲۷۰                          | ۱۳۱۸                              | توران‌السلطنه      | |
| ۳۶   | عزیزالسلطنه                  | ۱۳۱۲/۱۲۷۴                            | ۱۳۲۹/۱۲۸۹ یا ۱۲۹۰                 | محبوب‌السلطنه      | ازدواج نکرد. در سن شانزده سالگی بدون فرزند درگذشت. |

زمان حکومت در مقایسه با دیگر شاهان قاجار
اعداد سال خورشیدی را نشان می‌دهند:
| \| \| \| \| \| \| \| \| \| \| \| \| \| \| ۱۶. حسینقلی خان جهانسوز=۲۸ \| \| \| \| \| \| \| \| \| \| \| \| \| \| \| \| \| \| \| \| \| \| \| \| \| \| \| \| \| \| \| \| \| \| \| \| \| \| \| \| \| \| \| \| \| \| \| \| \| \| \| \| \| \| \| \| \| \| \| \| ۸. فتحعلی شاه=۱۴ \| \| \| \| \| \| \| \| \| \| \| \| \| \| \| \| \| \| \| \| \| \| \| \| \| \| \| \| \| \| \| \| \| \| \| \| \| \| \| \| \| \| \| \| \| \| \| \| \| \| \| \| \| \| \| \| \| \| \| \| \| \| \| \| \| \| \| \| \| \| \| \| ۱۷. آغاباجی مهدعلیا=۲۹ \| \| \| \| \| \| \| \| \| \| \| \| \| \| \| \| \| \| \| \| \| \| \| \| \| \| \| \| \| \| \| \| \| \| \| \| \| \| \| \| \| \| \| \| \| \| \| \| \| \| \| \| \| \| \| \| \| \| \| \| \| \| \| \| \| \| \| \| \| \| \| \| ۴. عباس میرزا \| \| \| \| \| \| \| \| \| \| \| \| \| \| \| \| \| \| \| \| \| \| \| \| \| \| \| \| \| \| \| \| \| \| \| \| \| \| \| \| \| \| \| \| \| \| \| \| \| \| \| \| \| \| \| \| \| \| \| \| \| \| \| \| \| \| \| \| \| \| \| \| ۱۸. فتحعلی خان قاجار دوانلو=۲۰ \| \| \| \| \| \| \| \| \| \| \| \| \| \| \| \| \| \| \| \| \| \| \| \| \| \| \| \| \| \| \| \| \| \| \| \| \| \| \| \| \| \| \| \| \| \| \| \| \| \| \| \| \| \| \| \| \| \| \| \| \| \| \| \| \| \| \| \| \| \| \| \| ۹. آسیه خانم قاجار دوانلو \| \| \| \| \| \| \| \| \| \| \| \| \| \| \| \| \| \| \| \| \| \| \| \| \| \| \| \| \| \| \| \| \| \| \| \| \| \| \| \| \| \| \| \| \| \| \| \| \| \| \| \| \| \| \| \| \| \| \| \| \| \| \| \| \| \| \| \| \| \| \| \| \| \| \| \| \| \| \| \| \| \| \| \| \| \| \| \| \| \| \| \| \| \| \| \| \| \| \| \| \| \| \| \| \| \| \| \| \| \| \| \| \| \| \| \| \| \| \| \| \| \| \| \| \| \| \| \| \| \| \| \| \| \| \| \| \| \| \| \| \| \| \| \| ۲. محمدشاه \| \| \| \| \| \| \| \| \| \| \| \| \| \| \| \| \| \| \| \| \| \| \| \| \| \| \| \| \| \| \| \| \| \| \| \| \| \| \| \| \| \| \| \| \| \| \| \| \| \| \| \| \| \| \| \| \| \| \| \| \| \| \| \| \| \| \| \| \| \| \| \| ۲۰. فتحعلی خان قاجار دوانلو=۱۸ \| \| \| \| \| \| \| \| \| \| \| \| \| \| \| \| \| \| \| \| \| \| \| \| \| \| \| \| \| \| \| \| \| \| \| \| \| \| \| \| \| \| \| \| \| \| \| \| \| \| \| \| \| \| \| \| \| \| \| \| \| \| \| \| \| \| \| \| \| \| \| \| ۱۰. امیر میرزا محمدخان قاجار دوانلو \| \| \| \| \| \| \| \| \| \| \| \| \| \| \| \| \| \| \| \| \| \| \| \| \| \| \| \| \| \| \| \| \| \| \| \| \| \| \| \| \| \| \| \| \| \| \| \| \| \| \| \| \| \| \| \| \| \| \| \| \| \| \| \| \| \| \| \| \| \| \| \| \| \| \| \| \| \| \| \| \| \| \| \| \| \| \| \| \| \| \| \| \| \| \| \| \| \| \| \| \| \| \| \| \| \| \| \| \| \| \| \| \| \| \| \| \| \| \| \| \| \| \| \| \| \| \| \| \| \| \| \| \| \| \| \| \| \| \| \| \| \| \| \| ۵. آسیه خانم قاجار دوانلو \| \| \| \| \| \| \| \| \| \| \| \| \| \| \| \| \| \| \| \| \| \| \| \| \| \| \| \| \| \| \| \| \| \| \| \| \| \| \| \| \| \| \| \| \| \| \| \| \| \| \| \| \| \| \| \| \| \| \| \| \| \| \| \| \| \| \| \| \| \| \| \| \| \| \| \| \| \| \| \| \| \| \| \| \| \| \| \| \| \| \| \| \| \| \| \| \| \| \| \| \| \| \| \| \| \| \| \| \| \| \| \| \| \| \| \| \| \| \| \| \| \| \| \| \| \| \| \| \| \| \| \| \| \| \| \| \| \| \| \| \| \| \| \| \| \| \| \| \| \| \| \| \| \| \| \| \| \| \| \| \| \| \| \| \| \| \| \| \| \| \| \| \| \| \| \| \| \| \| \| \| \| \| \| \| \| \| \| \| \| \| \| \| \| \| \| \| \| \| \| \| \| \| \| \| \| \| \| \| \| \| \| \| \| \| \| \| \| \| \| \| \| \| \| \| \| \| \| \| \| \| \| \| \| \| \| \| \| \| \| \| \| \| \| \| \| \| \| \| \| \| \| \| \| \| \| \| \| \| \| \| \| \| \| \| \| \| \| \| \| \| \| \| \| \| \| \| \| \| \| \| \| \| \| \| \| \| \| ۱. ناصرالدین‌شاه \| \| \| \| \| \| \| \| \| \| \| \| \| \| \| \| \| \| \| \| \| \| \| \| \| \| \| \| \| \| \| \| \| \| \| \| \| \| \| \| \| \| \| \| \| \| \| \| \| \| \| \| \| \| \| \| \| \| \| \| \| \| \| \| \| \| \| \| \| \| \| \| ۲۴. محمدخان قاجار قوانلو \| \| \| \| \| \| \| \| \| \| \| \| \| \| \| \| \| \| \| \| \| \| \| \| \| \| \| \| \| \| \| \| \| \| \| \| \| \| \| \| \| \| \| \| \| \| \| \| \| \| \| \| \| \| \| \| \| \| \| \| \| \| \| \| \| \| \| \| \| \| \| \| ۱۲. امیرسلیمان خان قاجار قوانلو \| \| \| \| \| \| \| \| \| \| \| \| \| \| \| \| \| \| \| \| \| \| \| \| \| \| \| \| \| \| \| \| \| \| \| \| \| \| \| \| \| \| \| \| \| \| \| \| \| \| \| \| \| \| \| \| \| \| \| \| \| \| \| \| \| \| \| \| \| \| \| \| \| \| \| \| \| \| \| \| \| \| \| \| \| \| \| \| \| \| \| \| \| \| \| \| \| \| \| \| \| \| \| \| \| \| \| \| \| \| \| \| \| \| \| \| \| \| \| \| \| \| \| \| \| \| \| \| \| \| \| \| \| \| \| \| \| \| \| \| \| \| \| \| ۶. امیرمحمدقاسم‌خان امیرکبیر \| \| \| \| \| \| \| \| \| \| \| \| \| \| \| \| \| \| \| \| \| \| \| \| \| \| \| \| \| \| \| \| \| \| \| \| \| \| \| \| \| \| \| \| \| \| \| \| \| \| \| \| \| \| \| \| \| \| \| \| \| \| \| \| \| \| \| \| \| \| \| \| ۲۶. بسطام خان زند \| \| \| \| \| \| \| \| \| \| \| \| \| \| \| \| \| \| \| \| \| \| \| \| \| \| \| \| \| \| \| \| \| \| \| \| \| \| \| \| \| \| \| \| \| \| \| \| \| \| \| \| \| \| \| \| \| \| \| \| \| \| \| \| \| \| \| \| \| \| \| \| ۱۳. شاه بیگم خانم \| \| \| \| \| \| \| \| \| \| \| \| \| \| \| \| \| \| \| \| \| \| \| \| \| \| \| \| \| \| \| \| \| \| \| \| \| \| \| \| \| \| \| \| \| \| \| \| \| \| \| \| \| \| \| \| \| \| \| \| \| \| \| \| \| \| \| \| \| \| \| \| \| \| \| \| \| \| \| \| \| \| \| \| \| \| \| \| \| \| \| \| \| \| \| \| \| \| \| \| \| \| \| \| \| \| \| \| \| \| \| \| \| \| \| \| \| \| \| \| \| \| \| \| \| \| \| \| \| \| \| \| \| \| \| \| \| \| \| \| \| \| \| \| ۳. مهدعلیا \| \| \| \| \| \| \| \| \| \| \| \| \| \| \| \| \| \| \| \| \| \| \| \| \| \| \| \| \| \| \| \| \| \| \| \| \| \| \| \| \| \| \| \| \| \| \| \| \| \| \| \| \| \| \| \| \| \| \| \| \| \| \| \| \| \| \| \| \| \| \| \| ۲۸. حسینقلی خان جهانسوز=۱۶ \| \| \| \| \| \| \| \| \| \| \| \| \| \| \| \| \| \| \| \| \| \| \| \| \| \| \| \| \| \| \| \| \| \| \| \| \| \| \| \| \| \| \| \| \| \| \| \| \| \| \| \| \| \| \| \| \| \| \| \| \| \| \| \| \| \| \| \| \| \| \| \| ۱۴. فتحعلی شاه=۸ \| \| \| \| \| \| \| \| \| \| \| \| \| \| \| \| \| \| \| \| \| \| \| \| \| \| \| \| \| \| \| \| \| \| \| \| \| \| \| \| \| \| \| \| \| \| \| \| \| \| \| \| \| \| \| \| \| \| \| \| \| \| \| \| \| \| \| \| \| \| \| \| ۲۹. آغاباجی مهدعلیا=۱۷ \| \| \| \| \| \| \| \| \| \| \| \| \| \| \| \| \| \| \| \| \| \| \| \| \| \| \| \| \| \| \| \| \| \| \| \| \| \| \| \| \| \| \| \| \| \| \| \| \| \| \| \| \| \| \| \| \| \| \| \| \| \| \| \| \| \| \| \| \| \| \| \| ۷. بیگم جان \| \| \| \| \| \| \| \| \| \| \| \| \| \| \| \| \| \| \| \| \| \| \| \| \| \| \| \| \| \| \| \| \| \| \| \| \| \| \| \| \| \| \| \| \| \| \| \| \| \| \| \| \| \| \| \| \| \| \| \| \| \| \| \| \| \| \| \| \| \| \| \| ۳۰. محمدجعفر خان بسطامی \| \| \| \| \| \| \| \| \| \| \| \| \| \| \| \| \| \| \| \| \| \| \| \| \| \| \| \| \| \| \| \| \| \| \| \| \| \| \| \| \| \| \| \| \| \| \| \| \| \| \| \| \| \| \| \| \| \| \| \| \| \| \| \| \| \| \| \| \| \| \| \| ۱۵. بدر جهان خانم \| \| \| \| \| \| \| \| \| \| \| \| \| \| \| \| \| \| \| \| \| \| \| \| \| \| \| \| \| \| \| \| \| \| \| \| \| \| \| \| \| \| \| \| \| \| \| \| \| \| \| \| |                                     |  |  |  |  |  |  |  |  |  |  |  |                            |  |  |  |
| |                                     |  |  |  |  |  |  |  |  |  |  |  | ۱۶. حسینقلی خان جهانسوز=۲۸ |  |  |  |
| |                                     |  |  |  |  |  |  |  |  |  |  |  |                            |  |  |  |
| |                                     |  |  |  |  |  |  |  |  |  |  |  |                            |  |  |  |
| |                                     |  |  |  |  |  |  |  |  |  |  |  |                            |  |  |  |
| | ۸. فتحعلی شاه=۱۴                    |  |  |  |  |  |  |  |  |  |  |  |                            |  |  |  |
| |                                     |  |  |  |  |  |  |  |  |  |  |  |                            |  |  |  |
| |                                     |  |  |  |  |  |  |  |  |  |  |  |                            |  |  |  |
| |                                     |  |  |  |  |  |  |  |  |  |  |  |                            |  |  |  |
| | ۱۷. آغاباجی مهدعلیا=۲۹              |  |  |  |  |  |  |  |  |  |  |  |                            |  |  |  |
| |                                     |  |  |  |  |  |  |  |  |  |  |  |                            |  |  |  |
| |                                     |  |  |  |  |  |  |  |  |  |  |  |                            |  |  |  |
| |                                     |  |  |  |  |  |  |  |  |  |  |  |                            |  |  |  |
| | ۴. عباس میرزا                       |  |  |  |  |  |  |  |  |  |  |  |                            |  |  |  |
| |                                     |  |  |  |  |  |  |  |  |  |  |  |                            |  |  |  |
| |                                     |  |  |  |  |  |  |  |  |  |  |  |                            |  |  |  |
| |                                     |  |  |  |  |  |  |  |  |  |  |  |                            |  |  |  |
| | ۱۸. فتحعلی خان قاجار دوانلو=۲۰      |  |  |  |  |  |  |  |  |  |  |  |                            |  |  |  |
| |                                     |  |  |  |  |  |  |  |  |  |  |  |                            |  |  |  |
| |                                     |  |  |  |  |  |  |  |  |  |  |  |                            |  |  |  |
| |                                     |  |  |  |  |  |  |  |  |  |  |  |                            |  |  |  |
| | ۹. آسیه خانم قاجار دوانلو           |  |  |  |  |  |  |  |  |  |  |  |                            |  |  |  |
| |                                     |  |  |  |  |  |  |  |  |  |  |  |                            |  |  |  |
| |                                     |  |  |  |  |  |  |  |  |  |  |  |                            |  |  |  |
| |                                     |  |  |  |  |  |  |  |  |  |  |  |                            |  |  |  |
| |                                     |  |  |  |  |  |  |  |  |  |  |  |                            |  |  |  |
| |                                     |  |  |  |  |  |  |  |  |  |  |  |                            |  |  |  |
| |                                     |  |  |  |  |  |  |  |  |  |  |  |                            |  |  |  |
| |                                     |  |  |  |  |  |  |  |  |  |  |  |                            |  |  |  |
| | ۲. محمدشاه                          |  |  |  |  |  |  |  |  |  |  |  |                            |  |  |  |
| |                                     |  |  |  |  |  |  |  |  |  |  |  |                            |  |  |  |
| |                                     |  |  |  |  |  |  |  |  |  |  |  |                            |  |  |  |
| |                                     |  |  |  |  |  |  |  |  |  |  |  |                            |  |  |  |
| | ۲۰. فتحعلی خان قاجار دوانلو=۱۸      |  |  |  |  |  |  |  |  |  |  |  |                            |  |  |  |
| |                                     |  |  |  |  |  |  |  |  |  |  |  |                            |  |  |  |
| |                                     |  |  |  |  |  |  |  |  |  |  |  |                            |  |  |  |
| |                                     |  |  |  |  |  |  |  |  |  |  |  |                            |  |  |  |
| | ۱۰. امیر میرزا محمدخان قاجار دوانلو |  |  |  |  |  |  |  |  |  |  |  |                            |  |  |  |
| |                                     |  |  |  |  |  |  |  |  |  |  |  |                            |  |  |  |
| |                                     |  |  |  |  |  |  |  |  |  |  |  |                            |  |  |  |
| |                                     |  |  |  |  |  |  |  |  |  |  |  |                            |  |  |  |
| |                                     |  |  |  |  |  |  |  |  |  |  |  |                            |  |  |  |
| |                                     |  |  |  |  |  |  |  |  |  |  |  |                            |  |  |  |
| |                                     |  |  |  |  |  |  |  |  |  |  |  |                            |  |  |  |
| |                                     |  |  |  |  |  |  |  |  |  |  |  |                            |  |  |  |
| | ۵. آسیه خانم قاجار دوانلو           |  |  |  |  |  |  |  |  |  |  |  |                            |  |  |  |
| |                                     |  |  |  |  |  |  |  |  |  |  |  |                            |  |  |  |
| |                                     |  |  |  |  |  |  |  |  |  |  |  |                            |  |  |  |
| |                                     |  |  |  |  |  |  |  |  |  |  |  |                            |  |  |  |
| |                                     |  |  |  |  |  |  |  |  |  |  |  |                            |  |  |  |
| |                                     |  |  |  |  |  |  |  |  |  |  |  |                            |  |  |  |
| |                                     |  |  |  |  |  |  |  |  |  |  |  |                            |  |  |  |
| |                                     |  |  |  |  |  |  |  |  |  |  |  |                            |  |  |  |
| |                                     |  |  |  |  |  |  |  |  |  |  |  |                            |  |  |  |
| |                                     |  |  |  |  |  |  |  |  |  |  |  |                            |  |  |  |
| |                                     |  |  |  |  |  |  |  |  |  |  |  |                            |  |  |  |
| |                                     |  |  |  |  |  |  |  |  |  |  |  |                            |  |  |  |
| |                                     |  |  |  |  |  |  |  |  |  |  |  |                            |  |  |  |
| |                                     |  |  |  |  |  |  |  |  |  |  |  |                            |  |  |  |
| |                                     |  |  |  |  |  |  |  |  |  |  |  |                            |  |  |  |
| |                                     |  |  |  |  |  |  |  |  |  |  |  |                            |  |  |  |
| | ۱. ناصرالدین‌شاه                     |  |  |  |  |  |  |  |  |  |  |  |                            |  |  |  |
| |                                     |  |  |  |  |  |  |  |  |  |  |  |                            |  |  |  |
| |                                     |  |  |  |  |  |  |  |  |  |  |  |                            |  |  |  |
| |                                     |  |  |  |  |  |  |  |  |  |  |  |                            |  |  |  |
| | ۲۴. محمدخان قاجار قوانلو            |  |  |  |  |  |  |  |  |  |  |  |                            |  |  |  |
| |                                     |  |  |  |  |  |  |  |  |  |  |  |                            |  |  |  |
| |                                     |  |  |  |  |  |  |  |  |  |  |  |                            |  |  |  |
| |                                     |  |  |  |  |  |  |  |  |  |  |  |                            |  |  |  |
| | ۱۲. امیرسلیمان خان قاجار قوانلو     |  |  |  |  |  |  |  |  |  |  |  |                            |  |  |  |
| |                                     |  |  |  |  |  |  |  |  |  |  |  |                            |  |  |  |
| |                                     |  |  |  |  |  |  |  |  |  |  |  |                            |  |  |  |
| |                                     |  |  |  |  |  |  |  |  |  |  |  |                            |  |  |  |
| |                                     |  |  |  |  |  |  |  |  |  |  |  |                            |  |  |  |
| |                                     |  |  |  |  |  |  |  |  |  |  |  |                            |  |  |  |
| |                                     |  |  |  |  |  |  |  |  |  |  |  |                            |  |  |  |
| |                                     |  |  |  |  |  |  |  |  |  |  |  |                            |  |  |  |
| | ۶. امیرمحمدقاسم‌خان امیرکبیر         |  |  |  |  |  |  |  |  |  |  |  |                            |  |  |  |
| |                                     |  |  |  |  |  |  |  |  |  |  |  |                            |  |  |  |
| |                                     |  |  |  |  |  |  |  |  |  |  |  |                            |  |  |  |
| |                                     |  |  |  |  |  |  |  |  |  |  |  |                            |  |  |  |
| | ۲۶. بسطام خان زند                   |  |  |  |  |  |  |  |  |  |  |  |                            |  |  |  |
| |                                     |  |  |  |  |  |  |  |  |  |  |  |                            |  |  |  |
| |                                     |  |  |  |  |  |  |  |  |  |  |  |                            |  |  |  |
| |                                     |  |  |  |  |  |  |  |  |  |  |  |                            |  |  |  |
| | ۱۳. شاه بیگم خانم                   |  |  |  |  |  |  |  |  |  |  |  |                            |  |  |  |
| |                                     |  |  |  |  |  |  |  |  |  |  |  |                            |  |  |  |
| |                                     |  |  |  |  |  |  |  |  |  |  |  |                            |  |  |  |
| |                                     |  |  |  |  |  |  |  |  |  |  |  |                            |  |  |  |
| |                                     |  |  |  |  |  |  |  |  |  |  |  |                            |  |  |  |
| |                                     |  |  |  |  |  |  |  |  |  |  |  |                            |  |  |  |
| |                                     |  |  |  |  |  |  |  |  |  |  |  |                            |  |  |  |
| |                                     |  |  |  |  |  |  |  |  |  |  |  |                            |  |  |  |
| | ۳. مهدعلیا                          |  |  |  |  |  |  |  |  |  |  |  |                            |  |  |  |
| |                                     |  |  |  |  |  |  |  |  |  |  |  |                            |  |  |  |
| |                                     |  |  |  |  |  |  |  |  |  |  |  |                            |  |  |  |
| |                                     |  |  |  |  |  |  |  |  |  |  |  |                            |  |  |  |
| | ۲۸. حسینقلی خان جهانسوز=۱۶          |  |  |  |  |  |  |  |  |  |  |  |                            |  |  |  |
| |                                     |  |  |  |  |  |  |  |  |  |  |  |                            |  |  |  |
| |                                     |  |  |  |  |  |  |  |  |  |  |  |                            |  |  |  |
| |                                     |  |  |  |  |  |  |  |  |  |  |  |                            |  |  |  |
| | ۱۴. فتحعلی شاه=۸                    |  |  |  |  |  |  |  |  |  |  |  |                            |  |  |  |
| |                                     |  |  |  |  |  |  |  |  |  |  |  |                            |  |  |  |
| |                                     |  |  |  |  |  |  |  |  |  |  |  |                            |  |  |  |
| |                                     |  |  |  |  |  |  |  |  |  |  |  |                            |  |  |  |
| | ۲۹. آغاباجی مهدعلیا=۱۷              |  |  |  |  |  |  |  |  |  |  |  |                            |  |  |  |
| |                                     |  |  |  |  |  |  |  |  |  |  |  |                            |  |  |  |
| |                                     |  |  |  |  |  |  |  |  |  |  |  |                            |  |  |  |
| |                                     |  |  |  |  |  |  |  |  |  |  |  |                            |  |  |  |
| | ۷. بیگم جان                         |  |  |  |  |  |  |  |  |  |  |  |                            |  |  |  |
| |                                     |  |  |  |  |  |  |  |  |  |  |  |                            |  |  |  |
| |                                     |  |  |  |  |  |  |  |  |  |  |  |                            |  |  |  |
| |                                     |  |  |  |  |  |  |  |  |  |  |  |                            |  |  |  |
| | ۳۰. محمدجعفر خان بسطامی             |  |  |  |  |  |  |  |  |  |  |  |                            |  |  |  |
| |                                     |  |  |  |  |  |  |  |  |  |  |  |                            |  |  |  |
| |                                     |  |  |  |  |  |  |  |  |  |  |  |                            |  |  |  |
| |                                     |  |  |  |  |  |  |  |  |  |  |  |                            |  |  |  |
| | ۱۵. بدر جهان خانم                   |  |  |  |  |  |  |  |  |  |  |  |                            |  |  |  |
| |                                     |  |  |  |  |  |  |  |  |  |  |  |                            |  |  |  |
| |                                     |  |  |  |  |  |  |  |  |  |  |  |                            |  |  |  |